# ブルーインパルス
ブルーインパルス（英: Blue Impulse ）とは、航空自衛隊に所属する曲技飛行隊（アクロバット飛行チーム）の愛称。
当初は部隊の中の1チームという位置づけで、1995年（平成7年）に正式に一部隊として独立した。正式部隊名は第4航空団飛行群第11飛行隊で、広報活動を主な任務とし、展示飛行を専門に行う部隊である。世界の曲技飛行隊の中でも、スモークを使って空中に描画する、いわゆる「描きもの」を得意とするチームである。少数機による密接した編隊での精密な演技を得意としている。現在の本拠地は宮城県の松島基地である。
本項では、旧日本陸海軍が行なっていた曲技飛行（アクロバット飛行）の歴史を踏まえたうえで第11飛行隊の体制についても解説する。また、第11飛行隊では、ブルーインパルスがイベント等で行う飛行のことを「展示飛行」、展示飛行の開催地に向かうことを「展開」と呼んでいる ため、本項の記述もこれに準ずる。
なお、航空交通管制における編隊のコールサインは、愛称がそのまま用いられている。

## 沿革
本項では、自衛隊以前での階級については当時の階級で記述する。使用機材の変遷については歴代運用機節を参照。

### 前史

#### 源田サーカス
1916年（大正5年）に開隊された旧海軍の横須賀海軍航空隊は、当初の任務は教育や飛行練成が主だった が、航空隊が各地に開隊される頃からは、戦技研究や航空機の実用試験を主な任務として行うようになっていた。海軍では、一般からの献金によって製造された戦闘機や爆撃機を「報国号」と称しており、1932年（昭和7年）ごろから献納式典の際に、民衆の前で曲技飛行を行うようになった。これが日本におけるアクロバット飛行の始まりで、当時は「編隊特殊飛行」と称していた。この編隊特殊飛行を考えたのは、当時海軍の戦闘機分隊長だった小林淑人大尉で、小林が率いる編隊特殊飛行チームは「三羽烏」「空中サーカス」と新聞で持てはやされた。またこれに先駆ける1925年（大正14年）、旧陸軍の所沢陸軍飛行学校で行われた航空兵科独立記念祝典にて、数万の観衆のもと空中分列式と並んで各種飛行曲技の供覧が実施されている。
一方、1931年（昭和6年）に発生した柳条湖事件を機として満州（現在の中国東北部）を制圧した関東軍に当時の日本社会は高揚し、「報国号」の献納数も増えることになった。ちょうど1933年（昭和8年）に源田實が戦闘機分隊に配属され、編隊特殊飛行チームを受け継いだ時期と重なったため、曲技飛行の機会も増加し、使用する戦闘機の数も9機にまで増加した。これらの編隊特殊飛行は、専ら九〇式艦上戦闘機を使用して行なわれた。課目には「3機編隊で急降下し、引き起こし中に1機だけ背面飛行となり、そのまま急上昇」というものもあり、列機はほとんど姿勢を崩さなかったという。こうして、編隊特殊飛行チームは「源田サーカス」という通称が定着していった。しかし、戦争の激化と共に編隊特殊飛行は行なわれなくなった。

#### 自衛隊設立後
第二次世界大戦が終結した後しばらくは、連合国軍最高司令官総司令部 (GHQ) の「301号訓令」によって、日本では航空機の製造や研究などが許されない時期が続いた。これが解除されたのはサンフランシスコ講和条約によって日本の主権が回復した1952年（昭和27年）で、同年10月には保安隊が発足し、翌1953年（昭和28年）1月からは保安隊航空学校において操縦教育が開始された。さらに、1954年には自衛隊法が成立し、保安隊は自衛隊に改組されることになり、同年7月には航空自衛隊が発足した。

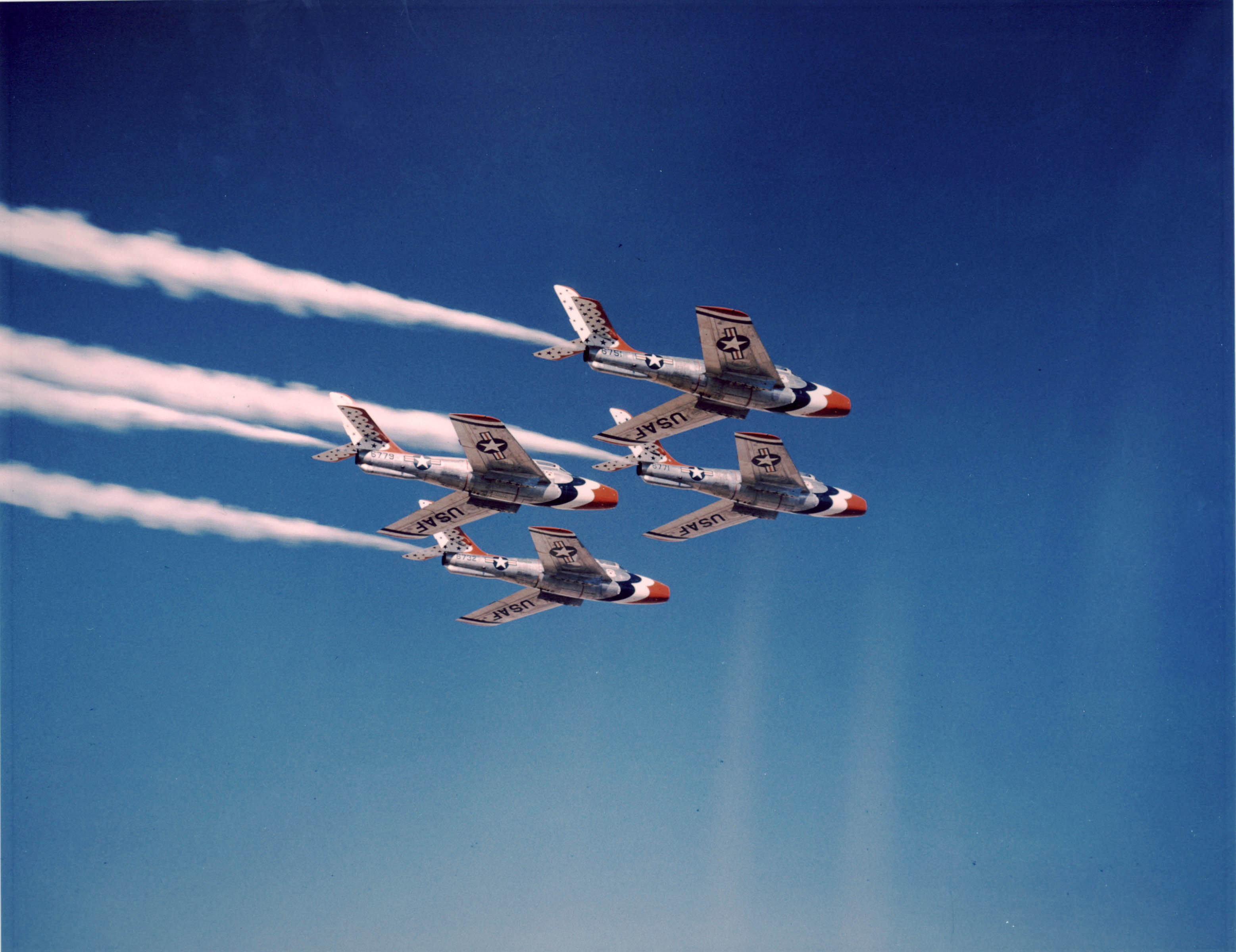
1955年か1956年ごろのサンダーバーズ

1955年（昭和30年）にはMSA協定によって、航空自衛隊はアメリカからジェット戦闘機のF-86Fセイバーの供与を受けることになった。これに対応し、パイロットの一部は教官課程に進むためにアメリカに留学することになった。この時に日本のパイロットが留学していたのがアメリカ空軍のネリス空軍基地で、留学生のうちの1人である長澤賢3佐（戦時中は帝国陸軍航空部隊の戦闘機操縦者であり、陸軍航空士官学校第58期出身・元陸軍少尉）は、基地で見たサンダーバーズのアクロバット飛行演技に深く感銘を受けた。また、アクロバット飛行チームのメンバーになることが、戦闘機パイロットにとっては大変な栄誉であることも目の当たりにした。
この長澤3佐は帰国後に浜松基地の第1航空団第1飛行隊の教官として着任し、当時浜松基地に主任教官として在日アメリカ軍事援助顧問団 (MAAGJ) から赴任していた ジョー・ライリー大尉の助言を受け、同僚を誘い、1958年（昭和33年）ごろから飛行訓練の合間にアクロバット飛行の訓練を行うようになった。
これは極秘裏に行なった訓練で、やがて飛行隊長の知るところとなった。この飛行隊長は叱責するどころか訓練の趣旨に共感し、すぐに航空団の上層部にかけあって、正式に訓練できる環境を整えた。そのうえ、1958年秋に行われる浜松基地開庁記念式典のアトラクションとして、アクロバット飛行の公開を行うことが認められた。まもなく3番機が訓練に加わり、3機編隊での本格的な訓練が開始された。3人は教官として学生訓練を終えた後、午後4時ごろからアクロバット飛行の訓練を行なっており、1ヶ月で60時間ものフライトを行っていたという。この時期の第1飛行隊のコールサインは「チェッカー」で、編隊飛行の際にはこれに編隊名として色名をつけており、アクロバット飛行チームでは「チェッカー・ブルー」というコールサインを使用していた。
同1958年10月19日には、この3名によるチームにより、航空自衛隊によるアクロバット飛行が初めて一般に公開された。使用機材は通常装備のF-86Fであり、スモークも特別塗装もなかった ものの、ジェット機のアクロバット飛行は映画の中でさえ珍しかった時代に、航空自衛隊関係者と観客に与えた衝撃はかなりのものだったといわれている。この後に4番機が加わり、翌1959年（昭和34年）3月15日には愛知県犬山市で行なわれた日本平和防衛博覧会の開会式、同年3月20日の防衛大学校卒業式、同年4月26日の名古屋空港祭において展示飛行が行われた。
ここでチームはいったん解散という形態をとることになる ものの、アクロバット飛行の訓練は継続された。その後、同年8月にアクロバット飛行チームのリーダーは交代することになり、リーダーの所属する第2飛行隊のコールサインが「インパルス」だったため、アクロバット飛行チームは「インパルス・ブルー」というコールサインを使用することになった。
同年12月にアメリカ空軍のサンダーバーズが来日し、同月12日には埼玉県のジョンソン基地（当時）において超音速ジェット戦闘機のF-100Dスーパーセイバーを使用したアクロバット飛行を披露した。この時、航空自衛隊のアクロバット飛行チームもフライトを見学し、パイロットや地上要員のパフォーマンスを観察した ほか、整備員はサンダーバーズのメンバーからスモーク発生方法に関する情報を得ることが出来た。

### F-86F時代（1961年→1981年）

#### 正式発足へ
この間にアクロバット飛行チームはいったん活動休止状態になったものの、水面下では航空自衛隊アクロバットチーム設立に向けた準備が進められていた。とはいえ、自衛隊内部でも「基地上空での曲技飛行は規則違反」「国家公務員が曲芸ショーなどやる必要はない」 という反対意見も根強かった。
しかし、1959年（昭和34年）7月に航空幕僚長が交代すると、航空幕僚長自身がアクロバットチーム設立に対して直接介入するようになった。この時の航空幕僚長は、戦前に「源田サーカス」と称してアクロバット飛行を披露していた経験がある源田實である。源田は過去の経験から、アクロバット飛行が一般人を引きつけることで、自衛隊が国民に親しまれる効果だけではなく、隊員の士気向上にも効果があることを知っていたと考えられている。また、非公認のままでは、訓練中に事故死しても殉職扱いにならない可能性がある ため、源田は「万一の事故でも名誉ある措置が取れるように」と考えた。
こうして、アクロバット飛行チームの制式化は航空幕僚長である源田の内諾を得られ、パイロットも7名に増員されて訓練が続けられた。1960年（昭和35年）3月4日には、浜松北基地で第1航空団司令と空幕防衛部長がアクロバット飛行の仕上がり具合をチェックすることになり、16課目のアクロバット飛行を披露した。なお、当初は展示飛行のことを「公開飛行」と称していた。まだアクロバット飛行チームは制式化されていなかったものの、これがブルーインパルスの第1回目の公式展示飛行とされている。この検閲の結果、第1航空団司令と空幕防衛部長は「合格」という判断を下した。この報告を受けた源田は、同年4月12日の公式展示飛行を視察した上、同年4月16日にアクロバット飛行チームの編成を下命した。
この下命を受けて、第2飛行隊内に「空中機動研究班」が制式発足した。空中機動研究班の目的は「戦闘機パイロットには不可欠の要素である操縦技術・チームワーク・信頼心・責任感・克己心を研究訓練し、技術と精神力の限りない練磨と向上」、展示飛行の目的も「チームの力を最大に発揮し、戦闘隊戦力の一端を多くの人に身近に観察する機会を与えるとともに、航空意欲の高揚を図る」と定められていた。なお、空中機動研究班は1個の独立した部隊ではなく、第1航空団の教官から選抜されたパイロットによるチームであり、教官としての職務の傍らでアクロバット飛行訓練と展示飛行を行っていた。また、このときに考えられた課目は、ほぼすべてがサンダーバーズの課目構成に倣ったものだった。

#### 愛称決定と特別塗装の導入
同1960年（昭和35年）5月21日にはジョンソン基地において行われた「三軍統合記念日公開」において展示飛行が行われ、このときに初めてスモークが使用された。なお、機体にはまだ特別な塗装はされていなかった。同年8月1日には部隊名が「空中機動研究班」から「特別飛行研究班」に変更された。また、これとは別に親しみやすい愛称を設定することになり、自衛隊の部内で公募を行なった結果、浜松基地の近くを流れる天竜川にちなんで「天竜」という愛称が採用されることになった。ところが、航空交通管制のコールサインとして使用すると、アメリカ軍の航空管制官にとっては発音が難しい上、古臭いという意見もあった。そこで、これまで使用していた「インパルス・ブルー」を逆にした「ブルーインパルス」（青い衝撃）としたところ、語呂もよく一般にも分かりやすいという理由により、正式な愛称として決定した。編隊長であった稲田淳美3佐（陸軍航空士官学校第59期出身・元士官候補生）が愛称の命名を担当しており、「インパルス・ブルー」とするか「ブルーインパルス」に変更するかで迷っていたという。稲田の妻が「衝撃という意味では、原爆の青い閃光ほど衝撃的なものはない」と言ったことから「ブルーインパルス」に決まったという。
こうして、制式化された「ブルーインパルス」は、1960年には13回の公式展示飛行を行った。ところが、公式展示飛行が20回を超えた後の1961年7月4日、当時チームに所属していたパイロットが、操縦学生と2機で訓練飛行中に天竜川上空で空中接触する事故が発生した。パイロットは即座にベイルアウトしたが重傷を負った。さらに2週間後の1961年7月21日、次期編隊長機として訓練を行なっていたF-86Fが伊良湖岬沖で墜落しパイロットは殉職。ブルーインパルスでは初の犠牲者となってしまった。このため、ブルーインパルスは約1ヶ月ほど飛行停止となり、事故調査の結果を受けて安全対策が整えられた。なお、この時期はブルーインパルスに限らず、各地の飛行隊で墜落事故が多発していた。防空上からもパイロット育成が急がれたため、事故から飛行再開までは短期間であった。
この事故を契機として、それまで第1飛行隊と第2飛行隊から選抜されていたパイロットの所属をすべて第2飛行隊とすることによって、パイロットのスケジュール調整を容易にした。
この時期まで、ブルーインパルスに使用されている機体はスモーク発生装置を装備していること以外は通常の塗装デザインであった。しかし、編隊飛行でのポジション取りのための目印が少ないうえ、派手さにも欠けていた。このため、隊員から塗装デザイン案を募集したうえで、初代となるブルーインパルス塗装が採用されることになった。これと並行して、カラースモークを発生させる研究も進められ、1961年（昭和36年）10月22日の展示飛行で初めて特別塗装機とカラースモークが披露された。
1963年（昭和38年）9月には、東宝の映画『今日もわれ大空にあり』の撮影に第1航空団とブルーインパルスのパイロットが協力することになった。この撮影期間中に東宝からブルーインパルスの塗装デザイン案の提供の申し入れがあり、プロのデザイナーが新塗装のアイデアを提供した。これが正式に2代目となるブルーインパルス塗装として採用されることになった。この新デザインを施した機体は、1963年10月5日に美保基地で行われた航空祭において披露された。

#### 東京五輪で五輪を描く
これより少し遡る1963年（昭和38年）1月、東京オリンピック組織委員会 (OOC) よりブルーインパルスに対して、1964年（昭和39年）10月10日の東京オリンピック（東京五輪）開会式における祝賀飛行の要請があった。
ただし、当時航空幕僚長だった源田は1961年（昭和36年）から1962年（昭和37年）にかけて、自民党議員団や財界人、さらにはアマチュアレスリング協会の会長も浜松基地に呼んで展示飛行を行わせていた。また、東京五輪の準備に際しては防衛庁も「オリンピック準備委員会」を設けており、自衛隊も協力することになっていた。陸上自衛隊は祝砲を放ち、海上自衛隊は五輪旗を掲げて行進を行うことになっていたが、航空自衛隊の協力できる部分がなかった。源田は1962年の参議院選挙に出馬して政界入りしており、その直前に「開会式の上空に五輪を描く」ことを発案し、航空幕僚長から退官する際に業務引継ぎ事項の中に加えた。さらに、源田は政界入りした後も、オリンピック開催準備委員長でもあった参議院議員の津島壽一に対して、空に五輪を描くことを提案していた。こうした事情から、このOOCからの要請は源田の根回しの結果であるといわれている。
この結果、当初は単なる航過飛行（フライバイ）の要請であった が、第1航空団の飛行群司令からブルーインパルスに対して「五輪を描け」というオーダーが入ることになった。同年5月23日にはOOCの事務局から数名のスタッフが浜松基地を訪れ、ブルーインパルスのアクロバット飛行を見学した後、スモークで五輪を描く任務が具体化することになった。
この準備に際して、まずブルーインパルス側である程度の案を作成し、これを叩き台にしてOOCが開会式典の構成を策定した 結果、OOCから航空自衛隊への要望は「五輪マークを15時10分20秒から描き始め、位置は昭和天皇が座るロイヤルボックスの正面で、全景が見えること」という細かいものとなった。それに合わせて高度や円の大きさなどの方針を固めていった。しかし、何度訓練してもなかなか上手く描くことはできなかったという。また、カラースモークも、1番機が青、2番機が黄、3番機が黒、4番機が緑、5番機が赤の5色で五輪を描くように準備した。しかし、黒の発色がうまくいかず、ようやく完成したのは開会式の10日前である。
開会式前日の東京は土砂降りの雨で、もし開会式当日の10月10日も雨の場合は開会式は中止されることになっていた。このため、ブルーインパルスのパイロットらは「これは明日はない」と早合点し、深夜1時まで酒を多く飲んでそのまま新橋に宿泊してしまった。しかし、翌朝パイロットらが目を覚ますと東京の空は快晴であり、泡を食ったブルーインパルスのパイロットらは二日酔いのまま入間基地に駆け付け、本番に臨むことになった。
ブルーインパルスは出発に際し、入間基地の航空管制官から "Any altitude OK."、つまり「どの高度で飛んでもよろしい」という離陸許可を得た。予定通り午後2時半に離陸したブルーインパルスは、神奈川県湘南海岸の上空で待機した。入場行進の遅れから秒単位で指定されていた式の進行が乱れ、隊長の松下治英は機転を利かせて航空無線機器でNHKラジオを受信しながら開会式の状況を確認してタイミングを見計らった。聖火ランナーが国立競技場に入場すると同時に、ブルーインパルスは江の島上空を通過し国立競技場へ向かった。会場で鳩が放たれ君が代斉唱が終わった直後、赤坂見附の上空にたどり着いたブルーインパルスは松下の号令でスモークで五輪を描き始め、30秒後には東京の空に東西6キロメートル以上にわたる五輪が描かれた。練習でも経験したことのない会心の出来栄えであり、「成功」の無線を受けたパイロットらはコクピット内で歓喜の声を上げたという。展示飛行を終えたブルーインパルスは、銀座の上空を低空で通過したり、上野・池袋・新宿・渋谷・品川の上空をスモークを引きながら「凱旋飛行」し、入間基地に帰投したとされている。当時は都内での飛行は厳しく制限されていなかった 上、前述の通り航空管制官からは「どの高度で飛んでもよい」という許可を受けていた。
これはオリンピック史上でも前例のないアトラクションであり、開会式が全世界に衛星生中継されていたこともあって、ブルーインパルスは日本国民のみならず、世界的にも大々的に知られることになった。ブルーインパルスの隊員らはこの展示飛行の功績で防衛功労賞とOOCからの感謝状とトロフィーを10月20日に授与されている。なお、OOCからは開会式後に閉会式での実施も打診されたが、松下は「もう成功できるかどうか分からない」と辞退している。

#### 1960年代後半
当初は訓練空域が今ほど飛行場から遠くはなく、錬度の維持が行いやすかった。そのため演技の精度は高く、さらに規制も緩やかだったために展示飛行での高度が低かった。その高度の低さは、課目「ハイスピード・ローパス」を例にすると高度35フィート（約11メートル）というもので、「草をむしりとった」という逸話さえある。なお、1965年（昭和40年）から単独機のパイロットを務めた経験のある村田博生は「舞い上がった草の切れ端が翼についていただけ」としている。
1965年1月に築城基地から第33飛行隊が浜松基地に移転の上第1航空団所属となり、さらに同年11月20日には第2飛行隊が解隊となった ため、ブルーインパルスのパイロットは全員が第1飛行隊所属となった。また、チーム制式名も「特別飛行研究班」から「戦技研究班」に変更となった。この年はパイロットのメンバー交代や補充もあり、各ポジションに2名ずつパイロットを配置することが可能となった。なお、この時期に第1航空団戦技研究班のインシグニアが作成されているが、作成したのは当時ブルーインパルスのパイロットだった村田博生1尉である。同年7月25日には松島基地の航空祭において、ブルーインパルスとしては通算100回目の展示飛行が行われた。しかし、同年11月24日にはアクロバット飛行訓練中に1機が失速して墜落、パイロットが殉職するという、ブルーインパルスでは2度目の事故が発生した。
その後も活動は続けられ、1969年（昭和44年）9月7日の丘珠航空祭において、通算200回の展示飛行を達成した。この頃になると航空自衛隊の航空祭以外にも、1966年（昭和41年）11月6日に入間基地で開催された「第1回航空宇宙ショー」において展示飛行を行う など、イベントにおいて展示飛行を要請されることが増え、自衛隊のイメージアップという当初の目的は実を結びつつあった。その一方、1967年（昭和42年）頃からは浜松基地周辺における宅地化の進展に伴い、騒音問題が発生していたため、訓練空域を海上に移さざるを得なくなった。

#### 大阪万博で文字を描く
1969年（昭和44年）12月、日本万国博覧会協会からブルーインパルスに対して、日本万国博覧会（大阪万博）の開会式上空における展示飛行の要請があった。
当初、展示飛行の内容についてはブルーインパルス側に任されていた。この当時のブルーインパルスは飛行技術面や組織面でも安定した時期で、実力のあるパイロットも揃っており、自主的な研究によって "EXPO'70" という文字を描くことになった。早速訓練を行ない、万博協会の関係者が浜松基地を訪れた際に訓練中の文字を見せた 結果、本格的にプロジェクトとして進められることになった。これは五輪を描くよりも困難であった が、1970年（昭和45年）1月12日には浜松基地上空で "EXPO'70" の文字を描くことに成功した。
一方、万博の会場からわずか8マイルの地点に大阪国際空港があるため、大阪航空局からは「飛行の承認はできない」と通告を受けた。これに対し、万博協会からも陳情を行なった結果、1970年2月中旬には飛行許可を得ることができた。
開会式当日の1970年3月14日、浜松基地を出発したブルーインパルスは、万博の会場で4課目のアクロバット飛行を行なった後、2分30秒かけて会場上空に "EXPO'70" の文字を描いた。その後、同年6月29日の「ジャパンデー」にも同様に文字を描いている。閉会式当日の同年9月13日に万博会場上空で、当初 "サヨナラ" の文字も描く予定だったが当日は曇り空だったため「描けない」と判断し航過飛行のみを行った。
なお、1970年12月24日の飛行納めの際には、浜松基地の上空で "サヨナラ" の文字に70を加えた "サヨナラ'70" の文字を描いた。

#### 1970年代

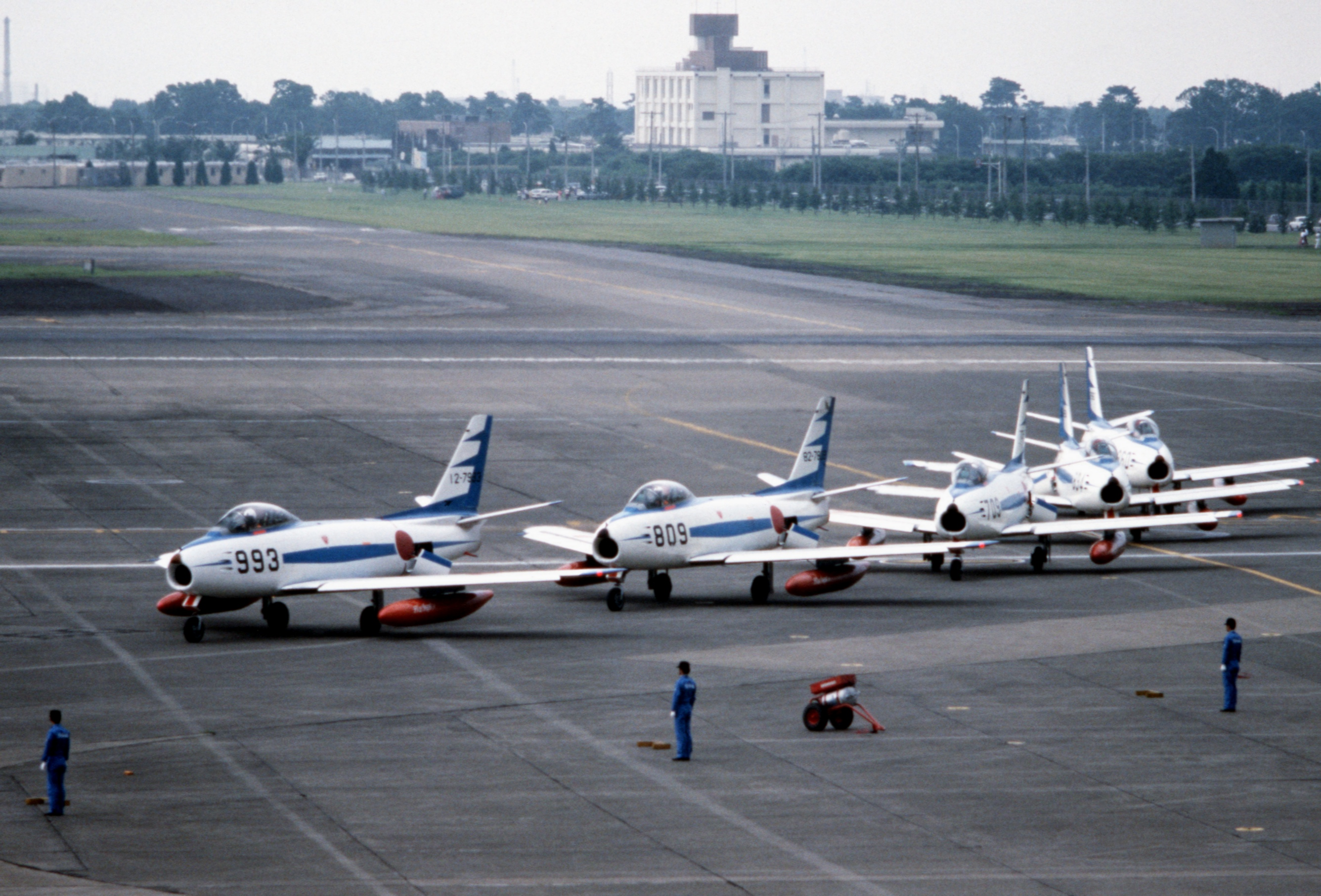
横田基地でのブルーインパルス（1978年）

1971年（昭和46年）に入ってからも、ブルーインパルスは順調に展示飛行を重ねていた。しかし、同年7月30日に全日空機雫石衝突事故が発生したため、展示飛行を自粛する事態になった。この事故の影響で、1973年までの展示飛行の回数が減少した。また、この事故を契機として航空路と訓練空域の見直しが行なわれ、アクロバット飛行訓練にも大きな制約が加えられることとなった ため、ブルーインパルスのメンバー養成に要する期間が2倍になってしまった。展示飛行が再開されたのは、同年11月3日に名古屋空港（当時）で行なわれた「国際航空宇宙ショー」から で、この国際航空宇宙ショーにはアメリカ海軍のアクロバット飛行チームであるブルーエンジェルスも参加していた。
1972年（昭和47年）11月4日には入間基地を離陸した直後に3番機がエンジンのフレームアウトにより墜落する事故が発生した が、この事故による活動への大きな影響はなかった。なお、3番機のパイロットはベイルアウトによって無事で、地上への被害もなかった。
ここまでのブルーインパルスの展示飛行は5機体制であったが、1976年（昭和51年）9月26日に行われた「第1航空団創立20周年記念式典」においては、6番機を加えた単独機2機による演技が公開され、以降地元浜松基地での展示飛行など特別な場合に6機での演技が披露されるようになる。
しかし、実働部隊ではF-86Fどころか、その後継機であったF-104Jにも後継機としてF-4EJが導入されるようになり、高等練習機としてもT-2の導入が開始されていた。先に述べたようにブルーインパルスのパイロットは教官が兼任しており、この時期のブルーインパルスは1年間に30回以上の展示飛行を行なっていた。これは、F-86Fを使用した飛行教育が減少していたため、その分展示飛行の機会が増えていたということである。こうした事情の中、1978年（昭和53年）3月には、航空幕僚長から松島基地の第4航空団に対して、T-2によるアクロバット飛行について研究するように指示が出され、同年からは松島基地でアクロバット飛行を行うT-2が目撃されるようになった。既に航空自衛隊では1980年度（昭和55年度）中にF-86Fを全て退役処分とする予定が決まっており、F-86Fを使用したブルーインパルスの展示飛行も1980年度で終了することが正式に決定した。
なお、1979年（昭和54年）1月にF-86Fのパイロット養成が終了したことに伴って第1飛行隊が解隊された。そのため、ブルーインパルスは第35飛行隊所属の戦技研究班となった。
1981年（昭和56年）2月8日に入間基地で実施された展示飛行が、F-86Fを使用したブルーインパルスとしては最後の展示飛行になった。この最後の展示飛行では、松島基地から通常塗装のT-2が飛来してアクロバット飛行を披露した。F-86Fを使用した展示飛行の実績は545回だった。その後、浜松北基地で3月3日に行われた飛行訓練が最後の訓練となり、同年3月31日限りで第35飛行隊の戦技研究班も解散となった。

### T-2時代（1982年→1995年）

#### 国産練習機の導入

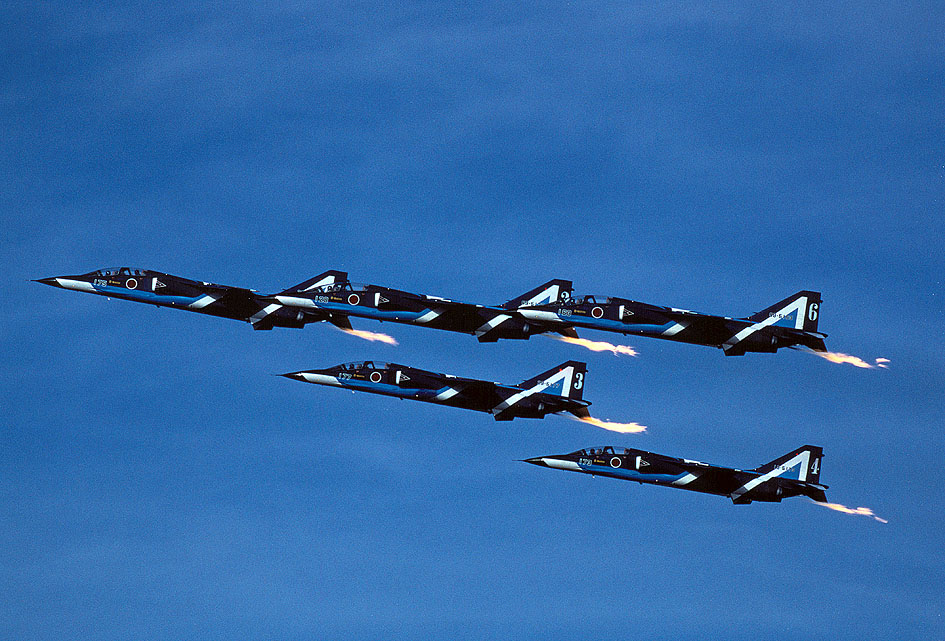
T-2によるブルーインパルス

F-86Fの後継機については、日本で製造した「国産機」によってパフォーマンスを行うことが、自国の防衛力や航空産業のレベルを誇示する上で大きな意義があると考えられた。このため、前述したように後継機としてT-2によるアクロバット飛行について研究の指示が出されていた。
T-2は超音速機であることから、飛行速度の高速化に伴いターン（旋回）やループ（宙返り）の半径が大きくなり、会場上空へ戻るのに時間がかかるため、課目の間の時間が長くなる。このため、「T-2では単独機を1機増加させた6機体制での展示飛行が効果的である」という研究報告がまとめられた。これに伴い、1979年（昭和54年）にはブルーインパルス用として6機のT-2が予算として計上された。つまり、編隊飛行による演技の間隙を単独機による演技で埋めるという工夫である。
1980年（昭和55年）10月には次期ブルーインパルスの塗装デザインの一般公募が行なわれ、2,055作品が集まった。1981年（昭和56年）1月には、女子高校生4名による合作デザイン案が最優秀賞として採用された。1982年（昭和57年）1月12日には松島基地の第4航空団第21飛行隊内に戦技研究班が設置され、同年3月10日までに新造された6機のT-2がすべて引き渡された。機種の変更と同時に、パイロットと地上要員の制服についても新しいデザインとなり、さらに地上でのパフォーマンスも変更された。

#### 浜松基地航空祭での墜落事故
こうして、F-86Fブルーインパルスの最終展示飛行から約1年半が経過した1982年（昭和57年）7月25日、松島基地航空祭において、T-2を使用したブルーインパルスでは初の展示飛行が実施された。ただし、当日は天候不良のためアクロバット飛行は行われず、2機を使用した低空飛行（ローパス）と編隊飛行のみが披露された。同年8月8日に行われた千歳基地の航空祭からは本格的なアクロバット飛行による展示飛行が開始された。
ところが、同年11月14日に行われた浜松基地航空祭での展示飛行において「下向き空中開花」という演技を行っていた時、4番機の引き起こしが間に合わず、会場近くの駐車場に墜落するという事故が発生した。これはブルーインパルス史上では初めてとなる展示飛行中の事故であり、墜落機のパイロットは殉職、地上の民間人にも負傷者が出た 上、航空祭には報道のカメラも入っていたことから、事故の一部始終を録画した映像が夕方以降のニュースで繰り返し流される事態になった。多くの報道では「危険な曲技飛行」として扱われ、ブルーインパルスは発足以来最大の危機を迎えた。
事故原因の究明が行なわれ、編隊長のブレイクコールは通常より約3秒遅れ、墜落か生還かの分岐点から0.9秒遅れだった。この短い時間を過失に問えるかどうかが問題となった。当初は事故調査に対してどのパイロットも非協力的だった が、静岡地方検察庁の杉本一重が「0.9秒の遅れがどのようなものかが分からないと公訴事案とするかの判断ができない」と考え、実際にアクロバット飛行訓練に体験搭乗した後は、一転してブルーインパルスのパイロットは調査に協力的になったという。
また、この事故より前に、やはり「下向き空中開花」の訓練中に隊長機のブレイクコールの遅れが発生しており、この教訓からブルーインパルスのパイロットにおいては「リーダー機（編隊長機）の指示が遅れたと判断した場合、そのままリーダー機に追従するように」という申し合わせ事項が作成されていた が、事故機のパイロットはその申し合わせに「編隊長の命令である以上は従う」という理由で拒否しており、申し合わせ事項を明文化した「思想統一事項」が作成された際にも最後まで署名をしなかったという。ところが、事故調査報告書においては、最終的には編隊長のブレイクコールの遅れが原因と結論付けられた ものの、「危険を感じたのであればブレイクせずに編隊長についていくべきであった」として、事故機のパイロットの過失をも問うものになり、「思想統一事項」の存在が、事故機のパイロットの責任をも問うことになった。その一方、事故機のパイロットは本来の飛行予想ルートからは外れた場所に墜落しており、本来のルートの延長線上には住宅地や東名高速道路があったことから、事故機のパイロットは「墜落しても被害の少ない場所」を選んでいたのではないかと推測されている。なお、事故機にはフライトデータレコーダーやボイスレコーダーは搭載されていなかった ため、真相は不明である。
この事故の後、ブルーインパルスは徹底的に活動を自粛していた。松島基地のある周辺自治体でも「ブルーインパルスは出て行け」という雰囲気で、とても訓練が出来るような状況ではなかった。しかし、航空自衛隊にとっても広報活動の大きな柱を失うわけにはいかなかった。実機の飛行とシミュレーターによる徹底的な検証が行われ、安全対策を検討した結果、1983年（昭和58年）10月25日の朝霞駐屯地における自衛隊観閲式での展示飛行から活動を再開することになった。しかし、この時点での活動は航過飛行のみで、アクロバット飛行についてはその後も慎重に検討された。最終的に、展示飛行の際の飛行高度引上げ、「下向き空中開花」の課目からの除外 などを条件にして、1984年（昭和59年）7月29日の松島基地航空祭からアクロバット飛行を含む展示飛行が再開された。

#### 任期の問題
展示飛行を再開した1984年（昭和59年）には8回、翌1985年（昭和60年）には年間18回の展示飛行を行う など、事故後のブルーインパルスは順調に展示飛行を繰り返していた。1990年（平成2年）4月1日には国際花と緑の博覧会の開会式上空で会場の上空に全長20kmにも及ぶ巨大なチューリップマークを保有する9機すべてを使って描き、同年6月3日の岐阜基地航空祭ではT-2ブルーインパルスとしては100回目となる展示飛行を行い、表面的には順調だった。
一方、ブルーインパルスは広報活動の一環ではあったが、この頃までは隊員と一般市民が接する機会があまりなかった。これは「パイロットは映画スターでも何でもない」「いい気になっていたら事故を起こす」という考えがあったことによる。しかし、1986年（昭和61年）からは市民との交流に前向きな取り組みが開始され、航空祭ではパイロットのサイン会も行なわれるようになった。
しかし、こうしてブルーインパルスとしての活動が活発になるにつれて、問題が発生していた。
ブルーインパルスのパイロットは教官を兼務しており、これはF-86F時代と変わっていなかった。このため、アクロバット飛行訓練の時間が十分に確保できず、結果的にブルーインパルスへの在籍期間が長くなった。これは実働部隊（TAC部隊）から長期間離脱するということになり、戦闘機パイロットにとっては好ましい状況ではなかった。また、航空祭の時期ともなれば「木曜日か金曜日に展開のため他の基地に移動、土休日に航空祭の展示飛行をこなして松島基地に帰還」というスケジュールとなり、残る月曜から水曜の3日間でアクロバット飛行の訓練ともに教官としての業務もこなさなければならなかった。
さらに、T-2ブルーインパルスが活動を開始する少し前の1981年（昭和56年）12月17日には、より実戦的な空中戦教育を行うための組織として、築城基地で飛行教導隊が発足していた。このような状況では、「戦技研究班」と称しつつアクロバット飛行専門であるブルーインパルスを希望するパイロットは少なくなっていた。
その一方で、1980年代後半には、自衛隊を中途退職して民間航空会社へ転職するパイロットが増え、あまりに退職者が多いためにスクランブル待機の勤務間隔が短くなるなど、実任務にも支障が出る状況になっていた。ブルーインパルスでさえ、1990年3月にはパイロットの半数が転出や退職となり、9ヶ月ほどの間は6機体制での演技が不可能になっていた。

#### 訓練中の事故
こうした問題を背景として、1989年（平成元年）ごろから現在のT-2によるブルーインパルスの後継チームの検討が始まっており、防衛庁の1991年度（平成3年度）予算案では「戦技研究班向け」として6機のT-4が含まれていた。
しかし、1991年7月4日、金華山沖で訓練をしていた4機のうち2機が墜落するという事故が発生した。原因は海霧の中で編隊長機が空間識失調（バーディゴ）に陥り、編隊が左に傾いたのが原因とされた。しかし、この当時の編隊長は曲技飛行チームの中で孤立した状態にあった こと、また編隊長は1979年（昭和54年）10月に第21飛行隊に異動となってから12年もの間異動がなかった こともあり、前述の任期の問題が顕在化した事故とも考えられた。
ブルーインパルスは約1年間ほど飛行自粛となった。訓練および運用規定の見直しを行なった上で、1992年（平成4年）8月23日の松島基地航空祭から展示飛行を再開した。なお、この時点では4機での展示飛行であった。
この時期には既にT-4による新しいブルーインパルスの導入は確定しており、同年10月には第4航空団第21飛行隊内に「T-4準備班」が発足していた。このため、航空自衛隊の中でも、ソロ要員の養成が間に合わず、機体の補充も難しいという理由から、6機体制へ戻すことについては消極的だった。しかし、ブルーインパルスの関係者は「T-2によるブルーインパルスの最後は6機で飾りたい」と考え、訓練時には通常仕様のT-2を使用するなどして6機体制での展示飛行を実施することがあった。新規に要員の養成も行われ、1994年（平成6年）には通常通りの展示飛行が再開された。同年8月10日には三沢基地航空祭においてサンダーバーズとの競演も実現した。この時に作成したパッチで、ロゴの無断使用をサンダーバーズから諭されたというエピソードがある。
一方、T-4による新しいブルーインパルスの準備も進められ、T-2によるブルーインパルスは1995年（平成7年）で活動を終了することになった。最後の展示飛行となったのは同年12月3日に行われた浜松基地航空祭で、T-2ブルーインパルスとしては通算175回目の展示飛行だった。なお、1982年（昭和57年）の墜落事故以降、浜松基地航空祭では「浜松スペシャル」と題した「水平飛行系演技」のみとされており、この最終展示飛行も「水平飛行系演技」のみで締めくくられた。訓練飛行は1995年12月8日が最後となり、同年12月22日付で第4航空団第21飛行隊内の戦技研究班は解散した。

### T-4時代（1995年以降）

#### 独立した飛行隊として発足
1989年（平成元年）ごろから進められていた新しいブルーインパルスの準備にあたって、関係者は「展示飛行を専門とする独立した飛行隊」を設けることを考えた。
T-2の時代まで、ブルーインパルスのパイロットは教官と兼務する形態で、パイロットの負担が大きかった。独立した飛行隊とすることによって、航空祭などのイベントがある週末は忙しくなるものの、週明けには休暇が取得可能となる。また、ブルーインパルスのパイロットになることによって戦闘機パイロットとしての生涯飛行時間を削ることになる という問題についても、任期を3年と約束し、任期終了後はもとの部隊に戻る体制とすることによって、ブルーインパルスの任務に対して士気が保たれる。さらに、教官と兼務ではブルーインパルスのメンバー養成にも支障をきたすことがあり、これを解決するためにも独立した飛行隊にすることが必要と考えられた。

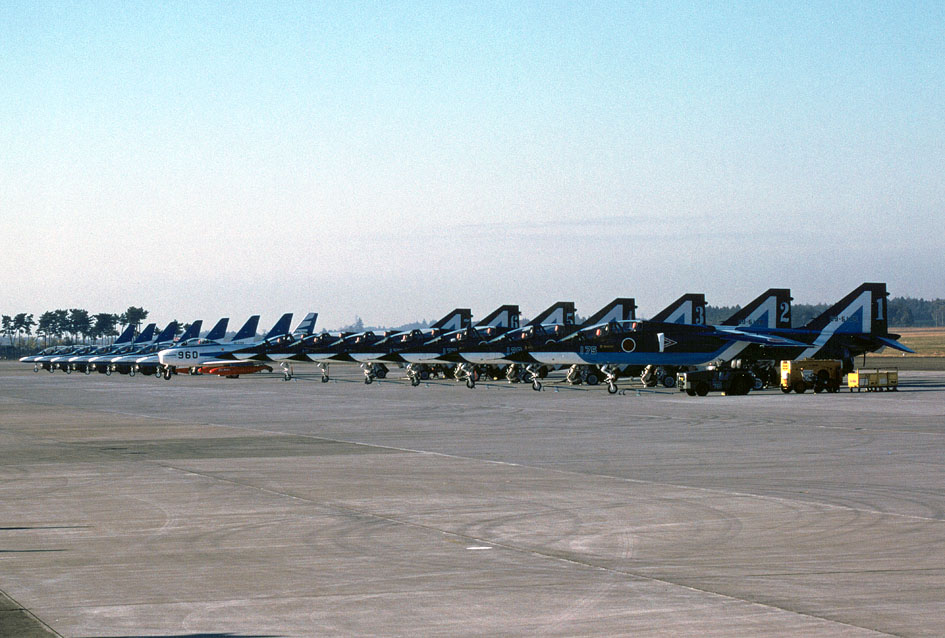
1995年11月12日に百里基地で並んだ3世代のブルーインパルス。手前からT-2×7機、F-86F、T-4×7機

展示飛行専門の飛行隊を新規に創設することは容易ではなかった が、折りしも1990年代は災害派遣や国際貢献などで自衛隊が活動する機会が増加しており、自衛隊に対しても国民からの理解が深まっていた時期で、自衛隊は広報活動に対して、より積極的になっていた。
こうした背景から、前述の問題点を解決して安全で効率の良い運用を行うため、展示飛行専従の部隊として独立することが認められた。1992年（平成4年）11月6日にはブルーインパルスの塗装デザインの一般公募が行なわれ、2,135作品が集まった。その中から、精神科医で飛行機ファンでもある斎藤章二のデザイン案が採用された。また、展示飛行の課目についてもT-4の性能を生かした内容が検討された。
1994年（平成6年）10月1日には松島基地第4航空団に「臨時第11飛行隊」が編成された。翌1995年（平成7年）7月30日には研究飛行と称するアクロバット飛行が松島基地航空祭において一般公開され、T-2のブルーインパルスと競演した。同年11月12日には百里基地で一般公開された航空訓練展示でもT-2のブルーインパルスと競演した。この時はブルーインパルス塗装のF-86Fも展示された ため、3世代のブルーインパルスが同時に展示されることになった。同年12月22日、第4航空団第21飛行隊内の戦技研究班が解散すると同時に、「臨時」のない第11飛行隊が制式飛行隊として発足した。
こうして、1996年（平成8年）4月5日の防衛大学校入学式で航過飛行（フライバイ）による展示飛行、同年5月5日に岩国基地で開催された「日米親善デー」ではアクロバット飛行による展示飛行 を皮切りに、新しいブルーインパルスの活動が開始され、この年度は22回の公式展示飛行が行なわれた。

#### 初の国外遠征
第11飛行隊として発足した翌年の1996年（平成8年）、アメリカ空軍からブルーインパルスへ、アメリカ空軍創設50周年を記念してネバダ州のネリス空軍基地において行なわれる航空ショーである「ゴールデン・エア・タトゥー」 (GOLDEN AIR TATTOO) での展示飛行の招請があった。これに対して検討を行なった結果、1億数千万円を投じて、ブルーインパルス史上初となる国外への展開が決定した。
しかし、アメリカでは観客の方向に向かって飛ぶことは禁じられており、高度制限もアメリカの方が厳しい など、日本とアメリカでは展示飛行の基準が異なっていた。アメリカ連邦航空局 (FAA)の係官が来日し、松島基地でアクロバット飛行の内容をチェックし、さまざまな懸案が指摘された。これに伴い、課目についても進行方向を変えたりするなど、部分的な変更を迫られた。
ブルーインパルスが運用するT-4には太平洋を横断するだけの飛行能力はなく、輸送船に船積みした上で海上輸送することになり、1997年（平成9年）3月4日からアメリカ本土への移動が開始された。まず陸上自衛隊の木更津駐屯地まで機体と機材を輸送し、そこで輸送船にクレーンで船積みされ、同年3月10日に木更津港を出港した。パイロットが渡米するまでは訓練に使用できる機材がない ため、第1航空団と第4航空団の教育集団から通常仕様のT-4をリースして訓練を行なった。なお、通常仕様のT-4ではバードストライク対策のキャノピー強化が施されていないため、訓練は通常より高い高度で行なわれた。
機体は同1997年3月28日にカリフォルニア州サンディエゴのノースアイランド海軍航空基地に到着。同年3月26日に成田を出発した整備員が受領し、整備が行われた。パイロットは4月5日に松島基地を出発し、4月6日に成田から出発、現地で整備員と合流し、4月10日にネリス空軍基地へ向かった。ネリス空軍基地ではサンダーバーズが使用する空域を使用した訓練が行なわれた。ネリス空軍基地は近隣にラスベガス・マッカラン国際空港があるため、訓練には40マイル北にあるインディアンスプリングス飛行場も使用した。ネリス空軍基地は標高が高いことから気圧が低く、空気密度が低いためエンジンのパワーが落ち、編隊を組むのも容易ではなかったという。また、砂漠での訓練飛行は地上目標物が少なく苦労したという。
「ゴールデン・エア・タトゥー」は同1997年4月25日・26日に開催された。アメリカ空軍のサンダーバーズのほか、カナダ空軍からはスノーバーズ、ブラジル空軍からはエスカドリラ・ダ・フマサ、チリ空軍からはアルコネス、そして日本からブルーインパルスと、5カ国のアクロバット飛行チームが競演することになった。アメリカ空軍ではこれ以外にも、イギリス・イタリア・ロシア・フランスのアクロバット飛行チームにも招待状を送っていた が、渡米費の捻出ができずに参加を断念している。ただし、イギリス空軍とオーストラリア空軍は戦闘機の展示として参加した。
低騒音であることがアメリカ人には物足りなかったらしく、サンダーバーズのような迫力はなかった ものの、正確で緻密なパフォーマンス、日本とは全く異なる環境であるにもかかわらずトラブルのなかったブルーインパルスの整備・支援体制は、参加した軍関係者からも高い評価を得られた。「チェンジ・オーバー・ターン」という課目を見たサンダーバーズのパイロットは正確な機動に賛辞を惜しまず、南米のチームのパイロットも "Precise!" （正確だ!）と驚嘆したという。この時に披露された課目のうち、ブルーインパルスのオリジナル課目である「スター&クロス」については、最初のうちは5機がバラバラの方向にスモークを引いているようにしか見えず、ほとんどの観客は意図が分からなかったという。しかし、スモークが伸びるにつれ、会場にいた子供の「スター!」という声があちこちから聞こえだした。アメリカ空軍のみならず、アメリカ合衆国そのものの象徴でもある星 が空中に描かれると、観客からは絶賛されたという。この「スター・クロス」は、アメリカ人の観客からはアメリカ空軍50周年を記念したスペシャル課目と思われていたと推測されている。
会期終了後、同1997年4月28日にネリス空軍基地からノースアイランド海軍航空基地へ移動し、そこで再度船積みを行なって同年5月6日に出港、松島基地には5月28日に帰還した。
このアメリカへの展開は3ヶ月に及んだため、この1997年の展示飛行回数は15回にとどまった。なお、この年には松島基地に新しい隊舎が完成した。

#### 1990年代後半
1998年（平成10年）には長野オリンピック（長野五輪）の開会式上空における航過飛行（フライバイ）の要請を受けた。東京五輪とは異なり「五輪を描く」ことはなかったものの、開会式の会場が冬期の山岳地域であり、会場が冬期迷彩のように視認性に劣るため、会場の脇には移動式TACANが設置された。また、開会式当日は第11飛行隊の飛行隊長が会場から無線で編隊に直接指示を送る体制をとった。開会式当日、ベートーヴェンの交響曲第9番第4楽章の演奏・合唱が終了すると同時に、会場上空で5色のスモークを引きながらレベルオープナーを披露した。
同年7月には松島基地にブルーインパルス専用の格納庫と「ブルーインパルス・ミュージアム」が完成。同年7月27日の松島基地航空祭において「お披露目式典」が行なわれた。
1999年（平成11年）からはカラースモークは使用されなくなった。一方、1982年（ 昭和57年）の事故以来、水平系の課目しか行われていなかった 浜松基地の航空祭では、この年の11月14日に浜松基地で行われた「エアフェスタ浜松」にて、17年ぶりに垂直系の課目を含めた展示飛行が行われた。
飛行隊として独立してから、部隊運用や管理はスムーズに行なわれており、全国の航空自衛隊隊員にとって、ブルーインパルスは魅力的な部隊となった。

#### 40周年目の事故
ブルーインパルスが40周年、第11飛行隊も5周年となる2000年（平成12年）は、岩国基地で行われたフレンドシップデーなどで、「2000」という文字を描くなど、ブルーインパルスが得意とする「描きもの」が展示飛行に採りいれられた。
ところが、同年7月4日、金華山沖での訓練を終えて帰投する途中、5番機と6番機が宮城県牡鹿郡牡鹿町（当時・2005年以降は石巻市）の光山山頂付近に墜落、3名が殉職するという事故が発生した。この事故直後からブルーインパルスは活動を停止、同年7月末に予定されていた松島基地航空祭も中止となった。
事故原因は海霧の中で高度を下げすぎたのが原因とされた。1991年（平成3年）の同じ7月4日にも墜落事故が発生しており、その日がどんな日であるかはブルーインパルスのメンバー全員が分かっていたにもかかわらず発生してしまった事故だった。しかも、この事故では墜落地点が女川原子力発電所に近い地域で、女川原子力発電所の半径3.6kmに設定されていた飛行禁止区域をかすめて飛んでいたことが問題視され、周辺自治体の一斉反発を招いてしまった。
このため、航空自衛隊では、訓練空域や松島基地への進入経路を一部見直した上で飛行最低高度を設定するなどの安全対策を実施し、自治体との話し合いを続けた結果、2001年（平成13年）2月9日から訓練飛行を再開した。単独機である5番機と6番機の要員を失ったブルーインパルスの建て直しのため、第11飛行隊発足当時のメンバーだったパイロットが一時的にブルーインパルスに教官として復帰し、パイロット育成を実施した。また、機体も2機が失われ、通常2機が川崎重工でIRAN（定期検査）に入っているため、6機での展示飛行は出来なくなった。
それでも、同年8月26日の松島基地航空祭から展示飛行が再開された。同年9月9日の三沢基地航空祭ではアクロバット飛行を含む展示飛行も行われた が、同年9月11日に発生したアメリカ同時多発テロ事件の発生により、その後の展示飛行はすべて中止となった。
2002年（平成14年）4月5日に行われた防衛大学校入校式から活動を再開した。これがT-4ブルーインパルスとしては通算100回目の展示飛行となった。また、6月4日に行なわれたFIFAワールドカップ会場の埼玉スタジアム2002上空でも航過飛行（フライバイ）を行なった。同年中には2001年度予算案で2機の調達が認められた ことから、9月までに2機のT-4が引き渡され、再び6機での展示飛行が可能となったのは同年12月1日の岐阜基地航空祭からである。
この期間はパイロットのローテーションが変則的となり、3年という本来の任期を越えて在籍したパイロットもいた が、2003年にはほぼ以前と同様の状態に戻すことができた。

#### 50周年、通算展示飛行1,000回を達成
その後は新しい課目の研究や開発を行う余裕も生まれ、2004年（平成16年）には航空自衛隊発足50周年を記念した「サクラ」などの新課目も加わった。
2006年（平成18年）には第11飛行隊が創設されて10周年になることを記念し、同年2月17日・18日に記念行事も行われた。この記念行事では、第11飛行隊で天候偵察用に使用されている通常仕様のT-4に対して特別塗装が施された ほか、2000年（平成12年）の事故で殉職したパイロットの慰霊行事も行なわれた。翌2007年（平成19年）5月27日の美保基地航空祭で、T-4によるブルーインパルスとしては通算200回目となる展示飛行を達成した。2009年（平成21年）10月18日には三沢基地航空祭においてサンダーバーズとの競演が実現した。
2010年（平成22年）はF-86Fでブルーインパルスが活動を開始してから50周年を迎え、パッチや帽子のデザインが変更された ほか、同年8月21日には松島基地で50周年記念式典が行われ、1982年（昭和57年）以降に事故で殉職したパイロットの慰霊祭が行なわれた。また、2011年（平成23年）1月23日に那覇基地で行なわれた「エアーフェスタ2010」では、F-86F・T-2時代を通算して1,000回目となる展示飛行が行われた。

#### 東日本大震災における被害
2011年（平成23年）3月11日に発生した東北地方太平洋沖地震（東日本大震災）では、ブルーインパルスの母基地である松島基地は震源地に近かったため、巨大津波の直撃を受け、当時配属されていた航空機は、駐機中の28機すべてが水没するという甚大な被害を受けた。ブルーインパルスは、翌12日の九州新幹線全線開通を記念した展示飛行のため、10日に芦屋基地への展開を行なっており、留守にしていたブルーインパルスは無事であった（基地に残していた予備の1機は水没した。また、12日の展示飛行は他の開通記念行事とともに自粛された）。
松島基地の基地機能の復旧に時間がかかり、機体の基地への帰還の目途が立たなかったため、機体は九州に残したまま、14日に隊員たちは単独で、松島基地および周辺地域の復旧作業のために帰還した。その後も、基地機能の復旧や津波対策を行う関係から松島基地でのブルーインパルスの機体の受け入れ態勢が整わず、その都度松島からクルーが芦屋基地へ出向く「移動訓練」という形態を余儀なくされた。訓練飛行が再開されたのは同年5月23日であった。展示飛行は同年8月7日に千歳基地で行なわれた航空祭から再開された。仮の母基地となった芦屋基地では第13飛行教育団の隊舎内にある会議室に間借りする運びとなった。芦屋基地では環境問題の関係からアクロバット飛行の訓練を行うことはできなかった ため、地元との調整の結果、同8月26日からは築城基地上空においてアクロバット飛行の訓練が再開された。離陸課目の訓練で築城基地に離着陸することもあった。整備員が移動しなくて済むように、芦屋基地から築城基地上空まで飛来して訓練を行う「リモート訓練」形式となり、地上統制要員は築城基地まで陸路を移動していた。このほか、日本海側にある見島分屯基地でも洋上訓練を行なっていた。
なお、松島基地が所在する東松島市では同年8月に避難者の応急仮設住宅入居が完了し、全避難所が8月31日に閉鎖された。ちょうどこの時期（8月20日）に東松島市で行なわれた「ありがとう！東松島元気フェスタ」で展示飛行が行なわれた。この時は三沢基地からのリモートショー形式であった。
震災による訓練中断と、その後の不安定な天候により、この時期のブルーインパルスでは要員練成にも遅れが生じ、半年ほど第11飛行隊からの転出が遅れる事態になった。このような事情から、要員練成をメインとして、2012年の展示飛行は通常の年の半分以下である12回に減らされた。

#### 松島基地への帰還

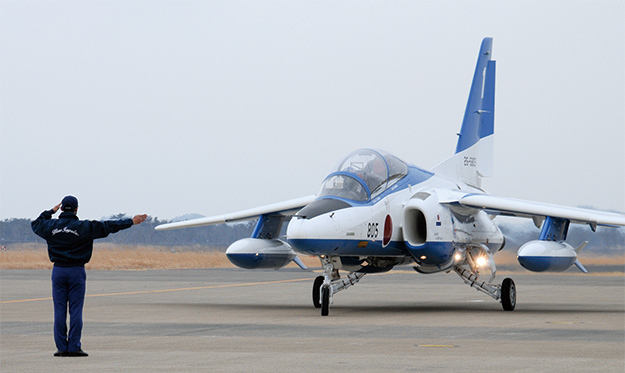
松島基地へ帰還したT-4

その後、松島基地の復旧と津波対策が進んだことにより、ブルーインパルスは2012年度（平成24年度）内に松島基地へ帰還することになった。2013年（平成25年）3月15日には、移動訓練の記念として、築城基地に配置される第6飛行隊のF-2・第304飛行隊のF-15との編隊飛行訓練が行なわれた が、ブルーインパルスがTAC部隊の戦闘機と編隊飛行を行なった事例はほとんど前例がないといわれている。同年3月25日には芦屋基地において移動訓練終了を記念して「ブルーインパルスお別れフライト」と称した展示飛行と帰還記念式典が行なわれた が、展示飛行は平日の午前中であるにもかかわらず3,500人の観客が訪れたという。この時の課目には、本来なら2011年（平成23年）3月12日に披露するはずであった「サクラ」も含まれていた。
ブルーインパルスは同2013年3月28日に芦屋基地を出発、百里基地を経由しながら3月30日に松島基地に帰還し、3月31日には小野寺防衛大臣 や地元の自治体関係者も集まって 帰還行事が行なわれた。また、同年4月6日には東松島市商工会によって帰還イベントが開催され、悪天候のため訓練飛行は行なわれなかったものの、タキシングやブルーインパルスジュニアの展示が行なわれた。
帰還時点では、ブルーインパルスの格納庫はかさ上げ工事中のため、津波対策として新たに整備された退避用の格納庫とエプロンを使用する状態である が、同年4月4日からは再び金華山沖でアクロバット飛行の訓練が再開された。
同2013年6月1日、東日本大震災からの復興を後押しするために福島県福島市で開催された「東北六魂祭」で、パレード会場の国道4号線上をショーセンターとして、ブルーインパルスの編隊連携機動12課目が行われた。

#### エンジン不具合による飛行停止
2019年（平成31年）4月2日に三沢基地所属の通常仕様のT-4が訓練中のエンジンの不具合で緊急着陸した。
その後の原因調査の結果、エンジン内の振動でタービンブレードが破損していたことが判明し、エンジンの振動を抑える部品を改良したものに交換する必要が出てきたことから、部品交換のされていないT-4はそのまま飛行停止となった。同型機を使用するブルーインパルスも部品交換まで訓練ができず、4〜6月に予定されていた鹿児島、山口、静岡、鳥取の各県での展示飛行を中止した。
その後、5月下旬に訓練を再開し、2019年（令和元年）7月21日に宮城県松島町で行われたイベントで飛行を再開したが、部品交換の進度の関係上2機での再開となった。
また同年8月25日に開催された松島基地航空祭においては午前中に1番機・5番機・6番機の3機で飛行し、午後には1番機・2番機・3番機の3機で飛行した。
その後、ブルーインパルス所属機の部品交換が進み、9月5日には6機での飛行訓練を再開した。その直後に行われた三沢基地航空祭では訓練の進捗状況により、1番機・4番機・5番機・6番機の4機で展示飛行を行ったが、9月16日の小松基地航空祭から6機での展示飛行が再開されている。

#### カラースモークの試験と再開
2019年（令和元年）8月29日には、使用を禁止していたカラースモークの実機試験を実施した。これは2020年（令和2年）の東京五輪関連行事での展示飛行に向けたものであり、まず8月29〜31日に地上試験を行い、9月3、4日には空中での試験を実施した。この試験では、スモークの視認性や、空中で拡散するよう改良した染料の地上への影響を確認した。
2020年3月20日、松島基地で「聖火到着式」が開催された際、ブルーインパルスが「五輪」を描き、改良型のカラースモークが初使用された。

#### 史上初の2チーム・12機体制の構築
2020年3月20日、松島基地での東京オリンピック・パラリンピック聖火到着式典においてブルーインパルス史上初となる2チーム・12機体制の飛行が行われた。A（アルファ）編隊が「五輪」を描き、B（ブラボー）編隊がリーダーズ・ベネフィットを披露した。

#### コロナ・パンデミックにおける医療従事者等への応援
2020年に入って新型コロナウイルスのパンデミックが発生したことで、患者が爆発的に増え、医療従事者等に過大な負担が生じるようになった。世界各地の曲技飛行隊が医療従事者らに向けた展示飛行を実施したことから、ブルーインパルスも医療従事者をはじめとする全国の皆様へ敬意と感謝を示すため、2020年5月29日の12時40分から13時に掛けて東京都心の病院の上空を中心に巡回する展示飛行を実施した。人の集合を避けるため、飛行ルートは飛行開始の3時間前に公表された。

#### 2020年東京オリンピック・パラリンピック大会

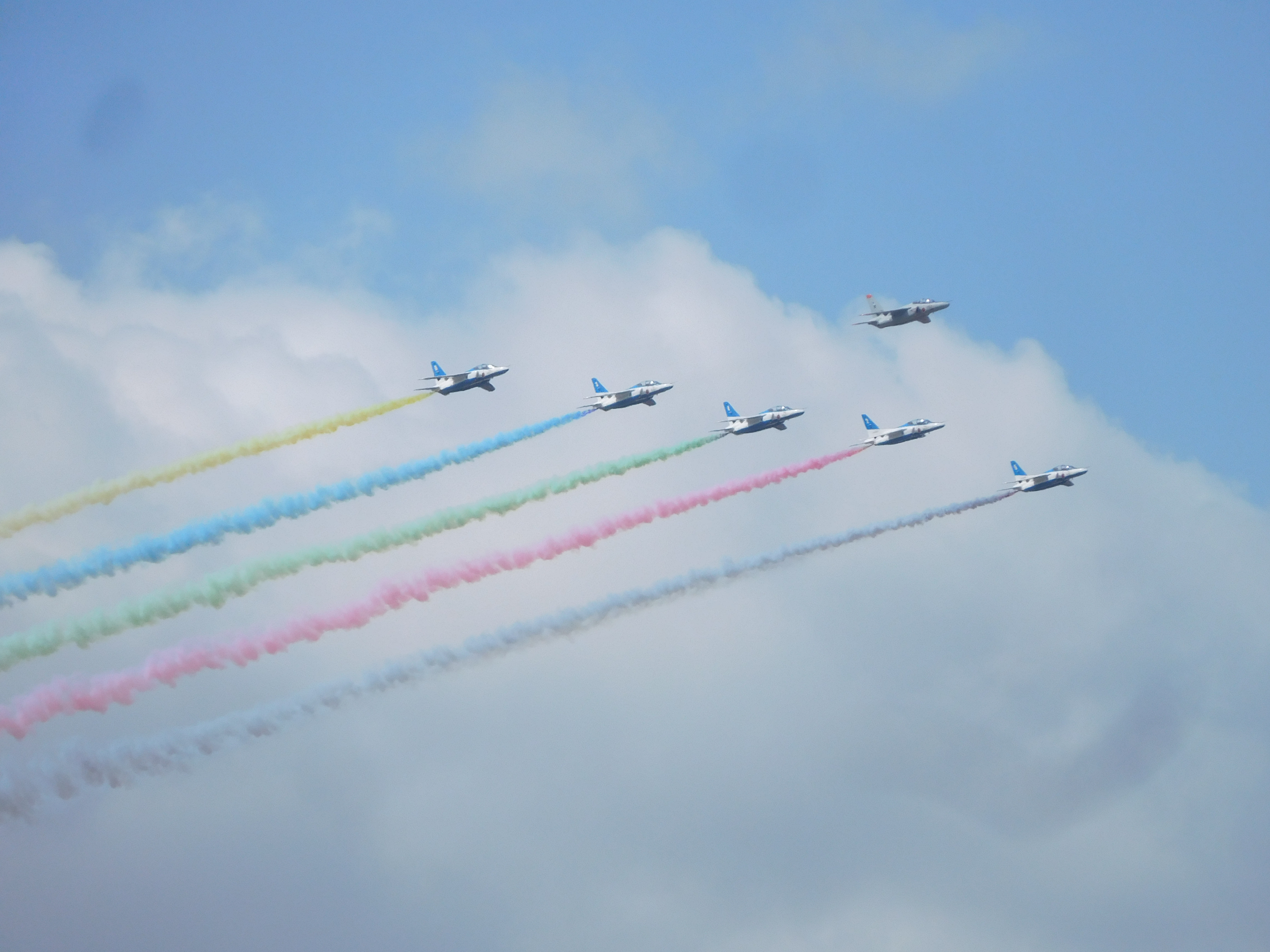
東京オリンピック聖火到着式にて

2020年東京オリンピック開幕に合わせ、開幕式前日の7月23日、5色のカラースモークを出して東京上空に五輪マークを描いた。今回もトラブルに備えて2チーム・12機体制を構築し、通常仕様のT-4が1機、第11飛行隊に追加配備された。両チームとも2から6番機が戦技研究仕様機、1番機は通常仕様のT-4が用いられた。
同年8月24日の東京2020パラリンピック競技大会開会式当日昼にも3色のカラースモークを用いてパラリンピックマークを東京上空に描いたが、予備機3機が入間基地に着陸する直前、適正高度以下でカラースモーク噴射を実施。基地周辺の300台程度の車に水・洗剤で洗い落とせない粒子が付着する被害を与えた（後述）。

#### 最近の活動
2020年度は新型コロナウィルス感染症により、展示飛行はほとんど行われなかったが、2021年度は東京オリンピック・パラリンピックでの飛行も含めて複数回実施し、2022年度は4月時点で15箇所での展示飛行が予定されている。

## 体制

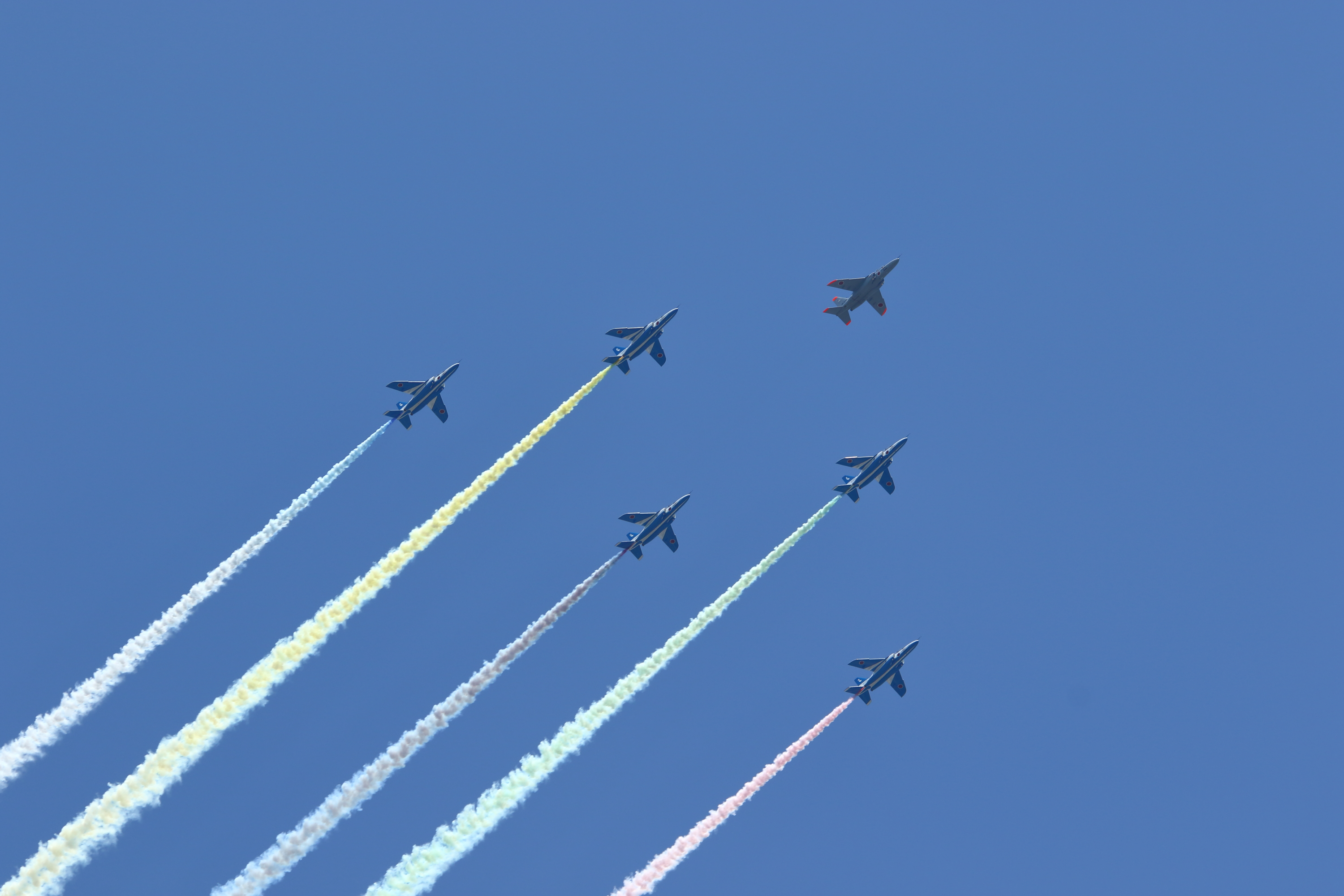
東京オリンピック開会式当日の展示飛行

前述の通り、ブルーインパルスは当初「飛行隊の中で曲技飛行（アクロバット飛行）を担当する1セクション」という扱いで発足している。このことを踏まえ、本節では第11飛行隊として設立された1995年（平成7年）12月以降の体制について記述する。

### 組織
第11飛行隊の内部組織は、飛行隊長を頂点とし、その下に飛行班・整備小隊・総括班という3つの部署が設置されている が、これは他の航空自衛隊の飛行隊と同様である。
第11飛行隊特有の特徴として、パイロットと整備員については任期が3年と定められている ことが挙げられる。これは、実戦部隊を離れたがらないパイロットが多い事に配慮し、3年間という条件をつけることによって第11飛行隊への選出を行いやすくするためである。また、飛行班・整備小隊においては階級が「空士」の隊員は存在しない。これは、空士は2等空士・1等空士・空士長とも任用期間が3年（2任期目以降は2年）に限られており、第11飛行隊の3年という限られた任期の中では、他の部隊で行われているような新人養成や空曹への昇進試験などに時間を割く余裕がないための配慮 である。
通常の制服のほかに『展示服』と呼ばれる、展示飛行の際に着用するための専用の制服や飛行服が用意されていることや、整備員とパイロットの連帯感が強い ことも特徴である。相互の理解を深めるため、訓練時にパイロットが他のポジションの後席に同乗する機会を設けている。

#### 飛行班
飛行班長以下、1機あたり1〜3人のパイロットが在籍する。パイロットは「ドルフィン・ライダー」と呼ばれており、パイロットスーツの左腕に装着するパッチにも "DOLPHIN RIDER" と記されている。1番機については飛行隊長と飛行班長の両方が担当する期間もある が、2番機から6番機までは交代要員としてのパイロットは存在しない。第11飛行隊は展示飛行の任務しか行なわない ため、日常のミッションはアクロバット飛行やウォークダウン・ウォークバックの訓練となる。
自衛隊では珍しく所属するパイロットの個人名が紹介されている。
前述のように3年間という任期が定められており、任期の業務内訳は以下の通りである。
1年目TR（訓練待機、Training Readiness）として演技を修得する。展示飛行の際にはナレーションを担当したり、訓練のため後席に搭乗することがある。
2年目OR（任務待機、Operation Readiness）として展示飛行を行う。
3年目ORとして展示飛行を行いつつ、担当ポジションの教官としてTRのパイロットに演技を教育する。
限られた期間内で訓練と展示飛行をこなす必要があるため、途中での担当ポジションの変更は一切なく、また第11飛行隊に選出されたパイロット自身が担当ポジションを希望することもできない。左胸のネームタグもポジションナンバー入りとなっている。
パイロットの選出にあたっては、操縦技量が優れていること のほか、高度なチームワークが要求されるために協調性があることが求められている。また、広報活動が主な任務であり、航空自衛隊の代表として多くの観衆と接するため、社交性も要求される。なお、手当ては普通のパイロットと同様である。ブルーインパルスへの異動は「本人の希望による異動」と「命令による異動」があり、2003年（平成15年）時点ではどちらかといえば後者の方が多かった が、2010年（平成22年）時点では本人が希望することが多くなっている。
それまでのTAC部隊では全くやったことのない操縦技術を習得せねばならず、最初はどのパイロットも戸惑いがあるという。また、TAC部隊で戦闘機を自在に操っていたパイロットにとっても、訓練内容は高度で厳しい内容であるといわれる。一方、訓練の中で編隊飛行の操縦技量等が著しく向上し、3年の任期を終了してTAC部隊に戻ると、空中集合の早さに同僚のパイロットから驚かれたり、「どうしてこんなに編隊が上手いの?」と質問されたりするという。これについて第11飛行隊の初代飛行隊長は「高度な操縦技術を3年間みっちり行なえば、一般の部隊に戻った後にフィードバックできることも多いはず」と述べている。
なお、展示飛行は日中にしか行われないが、技量維持のため1ヶ月に数回ほど夜間飛行訓練を行なっている。
基本的に過去の在籍者の再在籍は行われないが、事故による要員不足時に教官要員としての再在籍があったほか、それ以外でも、要員の都合上異動から数年後に担当ポジションを変えて再在籍した例がわずかながらある。また、2020年3月20日に行われた東京オリンピック・パラリンピック聖火到着式典において、史上初の2チーム・12機体制とする為に、OBがTAC部隊から一時的に異動していた。その後、2021年の2020東京オリンピック・パラリンピック大会においても同様の措置が取られている。

#### 歴代飛行隊長 (T-4)
| 代   | 氏名       | 出身校・期別             | 在任期間             | TACネーム | 言葉    | 備考                                                                                       |
| ---- | ---------- | ------------------------ | -------------------- | --------- | ------- | ------------------------------------------------------------------------------------------ |
| 初代 | 田中光信   | 航学24期                 | 1994.10.1〜1996.3.21 |           | 魅      | T-2ブルーインパルス在籍経験有り。                                                          |
| 2代  | 阿部英彦   | 防大22期                 | 1995.3.23〜1998.3.25 | BEAR      | 爽      |                                                                                            |
| 3代  | 塩澤信行   | 航学28期                 | 1998.3.26〜2001.7.31 | SHAW      | 夢 感動 | 1994〜1995年 T-4準備班長 T-2ブルーインパルス在籍経験有り。                                 |
| 4代  | 渡邊 弘    | 航学32期                 | 2000.3.25〜2004.3.25 | LUPPIN    | 風      |                                                                                            |
| 5代  | 西村弘文   | 防大29期                 | 2003.3.25〜2006.3.22 | JOE       | 墨      |                                                                                            |
| 6代  | 倉田 裕    | 防大31期                 | 2005.4.1〜2008.3.31  | DUNK      | 道      |                                                                                            |
| 7代  | 山口英章   | 一般79期（埼玉大学）     | 2007.4.1〜2010.3.    | SERVE     | 心      |                                                                                            |
| 8代  | 渡部琢也   | 防大35期                 | 2009.4.1〜2012.8.27  | WATT      | 絆      | 2023年12月22日より第４航空団司令兼ねて松島基地司令                                         |
| 9代  | 田中公司   | 防大38期                 | 2011.5.9〜2014.7.31  | JOE       | 櫻      | 2022年1月31日 飛行教導群F-15墜落事故により殉職。航空戦術教導団飛行教導群司令を務めていた。 |
| 10代 | 日髙大作   | 防大40期                 | 2013.3.27〜2016.3.23 | ASH       | 挑      |                                                                                            |
| 11代 | 稲留 仁    | 一般87期（日本体育大学） | 2015.4.1〜2018.3.25  | DOM       | 仁      | 5代目2番機要員の実弟 2024年7月19日より第4航空団飛行群司令                                  |
| 12代 | 福田哲雄   | 一般91期（群馬大学）     | 2017.4.1〜2020.6.10  | TETSU     | 和      |                                                                                            |
| 13代 | 遠渡祐樹   | 一般92期 (東京国際大学)  | 2019.4.1〜2022.3.31  | CHERRY    | 繋      |                                                                                            |
| 14代 | 名久井朋之 | 防大49期                 | 2021.4.15〜2024.5.8  | KNUCKLE   |         |                                                                                            |
| 15代 | 江尻卓     | 防大50期                 | 2023.7.25〜          | EDGE      |         |                                                                                            |

※T-4ブルーインパルスの歴代隊長は部隊を去る際に、飛行隊に込めた思いの言葉を残していく。

#### 歴代飛行班長 (T-4)
| 代   | 氏名     | 出身期別 | TACネーム | 備考                                                   |
| ---- | -------- | -------- | --------- | ------------------------------------------------------ |
| 初代 | 小倉貞男 | 航学29期 | LARK      | T-4ブルー課目開発の中心的役割を担う                    |
| 2代  | 夛田晋   | 航学31期 | TOUCH     | 1998年長野五輪開会式航過飛行編隊長                     |
| 3代  | 五十嵐聖 | 航学33期 | LASSIE    |                                                        |
| 4代  | 大津範夫 | 航学34期 | MARCH     | 2002年FIFAワールドカップ日本vsベルギー戦航過飛行編隊長 |
| 5代  | 宮川範之 | 航学35期 | ANDRE     |                                                        |
| 6代  | 吉田信也 | 航学36期 | SHIN      |                                                        |
| 7代  | 村田将一 | 航学40期 | GARI      | 元4番機要員 (3代)                                      |
| 8代  | 安田勉   | 航学42期 | BEN       |                                                        |
| 9代  | 平岡勝   | 航学44期 | GUY       | 2016年4月6日 U-125御岳墜落事故により殉職。             |
| 10代 | 友田要   | 航学46期 | TOMY      |                                                        |
| 11代 | 春山維彦 | 航学47期 | SUIT      |                                                        |
| 12代 | 越後英   | 航学48期 | DANNA     |                                                        |
| 13代 | 海野勝彦 | 航学51期 | GON       |                                                        |
| 14代 | 平川通   | 航学54期 | JACKY     |                                                        |
| 15代 | 川島良介 | 航学55期 | BENGAL    |                                                        |
| 16代 | 御厨成祥 | 航学56期 | MICC      |                                                        |

#### 歴代2番機要員 (T-4)
| 代   | 氏名     | 出身校・期別            | TACネーム | 備考           |
| ---- | -------- | ----------------------- | --------- | -------------- |
| 初代 | 陣内信広 | 航学39期                | JIN       |                |
| 2代  | 阿蘇晋一 | 防大33期                | VIPER     |                |
| 3代  | 植森治   | 防大35期                | SAM       |                |
| 4代  | 門間政仁 | 防大36期                | MANMO     |                |
| 5代  | 稲留智   | 一般84期 (日本大学)     | DOME      | 11代隊長の実兄 |
| 6代  | 玉越晃   | 一般86期 (日本文化大学) | MARU      |                |
| 7代  | 須藤和徳 | 防大42期                | IPPEI     |                |
| 8代  | 里見祥延 | 防大44期                | DIVE      |                |
|      | 山本晋二 | 一般92期 (東邦大学)     | SHARK     | OR資格未取得   |
| 9代  | 日高明   | 防大48期                | VARLE     |                |
| 10代 | 吉田翔   | 一般97期 (明治大学)     | KIKKAS    |                |
| 11代 | 中條智仁 | 防大53期                | GARP      |                |
| 12代 | 住田竜大 | 防大55期                | RYU       |                |
| 13代 | 東島公祐 | 防大57期                | GANG      |                |
| 14代 | 松永大誠 | 防大59期                | SPOCK     |                |

#### 歴代3番機要員 (T-4)
| 代   | 氏名       | 出身期別 | TACネーム | 備考 |
| ---- | ---------- | -------- | --------- | --- |
| 初代 | 黒井博文   | 航学38期 | KURO      | |
| 2代  | 木原武幸   | 航学41期 | CHEF      | |
| 3代  | 渡邊裕尚   | 航学43期 | GOJO      | |
| 4代  | 村上勇人   | 航学47期 | LUKE      | |
| 5代  | 安斎茂     | 航学49期 | HAMMER    | |
| 6代  | 岡田晶夫   | 航学50期 | VIPER     | |
| 7代  | 原田晶大   | 航学53期 | KOOL      | |
| 8代  | 大越裕史   | 航学55期 | ZIN       | |
| 9代  | 古賀健     | 航学57期 | KUGA      | |
| 10代 | 平間広太朗 | 航学59期 | MITTSU    | |
| 11代 | 上原広士   | 航学61期 | MUSHA     | 2020年3月 東京オリンピック・パラリンピック聖火到着式の展示飛行にOBとして復帰し参加。B編隊3番機を務める。 |
| 12代 | 久保祐介   | 航学62期 | TOMMY     | 2021年7月 東京オリンピック開会式当日の展示飛行にOBとして復帰し参加。B編隊3番機を務める。                 |
| 13代 | 鬼塚崇玄   | 航学65期 | SAIJI     | |
| 14代 | 藏元文弥   | 航学67期 | CORK      | |
| 15代 | 松浦翔矢   | 航学69期 | JUSTIN    | |

#### 歴代4番機要員 (T-4)
| 代   | 氏名       | 出身期別 | TACネーム | 備考                                                                                     |
| ---- | ---------- | -------- | --------- | ---------------------------------------------------------------------------------------- |
| 初代 | 野崎靖祐   | 航学34期 | BOND      |                                                                                          |
|      | 佐々木慶宣 | 航学37期 | SAKI      | OR資格未取得                                                                             |
| 2代  | 高橋喜代志 | 航学37期 | KYONCEE   |                                                                                          |
| 3代  | 村田将一   | 航学40期 | GARI      | 後の飛行班長 (7代)                                                                       |
| 4代  | 猪俣展泰   | 航学42期 | AVI       |                                                                                          |
| 5代  | 水野匡昭   | 航学46期 | JJ        |                                                                                          |
| 6代  | 鈴木康     | 航学48期 | MAC       |                                                                                          |
| 7代  | 浅岡浩和   | 航学50期 | INOKI     |                                                                                          |
| 8代  | 濱井祐一郎 | 航学52期 | GALLANT   |                                                                                          |
| 9代  | 堀口忠義   | 航学54期 | DENIRO    |                                                                                          |
| 10代 | 立山雄一   | 航学56期 | CHAMBER   |                                                                                          |
| 11代 | 川村翔平   | 航学58期 | RUM       |                                                                                          |
| 12代 | 村上綾     | 航学60期 | MARS      | 2021年7月 東京オリンピック開会式当日の展示飛行にOBとして復帰し参加。B編隊4番機を務める。 |
| 13代 | 永岡皇太   | 航学62期 | ASH       |                                                                                          |
| 14代 | 手島孝     | 航学64期 | IKKI      |                                                                                          |
| 15代 | 佐藤裕介   | 航学66期 | REACH     |                                                                                          |
| 16代 | 下田一輝   | 航学68期 | RAIKO     |                                                                                          |

#### 歴代5番機要員 (T-4)
| 代   | 氏名     | 出身期別 | TACネーム | 備考                                                                                         |
| ---- | -------- | -------- | --------- | -------------------------------------------------------------------------------------------- |
| 初代 | 柳岡善行 | 航学32期 | JUMBO     |                                                                                              |
|      | 山崎高徳 | 航学35期 | JAMI      | OR資格未取得                                                                                 |
| 2代  | 澤井康二 | 航学37期 | JUNK      | 2000年に発生したブルーインパルス牡鹿半島墜落事故で失われた要員の錬成の為、後に一時的に復帰。 |
| 3代  | 阿部幹雄 | 航学38期 | MAVE      | 2000年7月4日 ブルーインパルス牡鹿半島墜落事故により殉職。                                    |
| 4代  | 渡辺学   | 航学40期 | RACCO     |                                                                                              |
| 5代  | 川口克己 | 航学43期 | GUCCI     |                                                                                              |
| 6代  | 戸島潔   | 航学45期 | RAMOS     |                                                                                              |
| 7代  | 井川広行 | 航学47期 | SETTER    |                                                                                              |
| 8代  | 乃万剛一 | 航学49期 | JEANE     |                                                                                              |
| 9代  | 澤村正人 | 航学51期 | TUBE      |                                                                                              |
| 10代 | 園田健二 | 航学53期 | EDEN      |                                                                                              |
| 11代 | 元廣哲   | 航学55期 | GORO      |                                                                                              |
| 12代 | 河野守利 | 航学57期 | GABAI     |                                                                                              |
| 13代 | 江口健   | 航学59期 | GUCCI     |                                                                                              |
| 14代 | 藤井正和 | 航学60期 | ZEEK      |                                                                                              |
| 15代 | 浦祐眞   | 航学63期 | MICKEY    |                                                                                              |

#### 歴代6番機要員 (T-4)
| 代   | 氏名       | 出身期別 | TACネーム | 備考 |
| ---- | ---------- | -------- | --------- | --- |
| 初代 | 伊藤昭     | 航学33期 | KILLER    | 2000年に発生したブルーインパルス牡鹿半島墜落事故で失われた要員の錬成の為、後に一時的に復帰。                                                                     |
| 2代  | 安藤浩     | 航学36期 | LEWIS     | |
| 3代  | 一嶋三樹   | 航学39期 | MICKEY    | 2000年7月4日 ブルーインパルス牡鹿半島墜落事故により殉職。 |
| 4代  | 梅川智弘   | 航学41期 | RANGER    | 2000年7月4日 ブルーインパルス牡鹿半島墜落事故により殉職。 |
| 5代  | 村田雄亮   | 航学45期 | CHOJI     | |
| 6代  | 草薙樹一郎 | 航学46期 | POPEYE    | |
| 7代  | 大島悟     | 航学49期 | BAZZAR    | |
| 8代  | 槙野亮     | 航学51期 | KITTY     | 2021年7月 東京オリンピック開会式当日の展示飛行で、A編隊3番機後席に搭乗。同年8月 東京パラリンピック開会式当日の展示飛行で、B編隊3番機 (5・6番機予備機) を務める。 |
| 9代  | 井上英昭   | 航学53期 | CHEETAH   | |
| 10代 | 奥山敬仁   | 航学55期 | CHAKRA    | |
| 11代 | 橋本健二   | 航学57期 | ROVER     | |
| 12代 | 山崎雄太   | 航学59期 | BLADE     | 2020年3月 東京オリンピック・パラリンピック聖火到着式の展示飛行にOBとして復帰し参加。B編隊6番機を務める。                                                         |
| 13代 | 佐藤貴宏   | 航学61期 | RIAS      | 2021年7月 東京オリンピック開会式当日の展示飛行にOBとして復帰し参加。B編隊6番機を務める。                                                                         |
| 14代 | 眞鍋成孝   | 航学63期 | LANCE     | |
| 15代 | 加藤拓也   | 航学65期 | FALCON    | |
| 16代 | 浅香光司   | 航学67期 | TAKA      | |

#### 整備小隊
地上クルーのうち整備を担当するのが整備小隊で、整備小隊長以下20人前後が在籍。整備員は「ドルフィンキーパー」と呼ばれ、整備服の左腕に装着するパッチにも "DOLPHIN KEEPER" と記される。1機につき3名の機付整備員が配置され、そのうち1名が機付長として受け持つ機体についての作業を任されている。他の部隊と異なり、機体を磨く作業が重要視されている のが業務内容の特徴である。航空祭などではエンジンスタートや地上誘導などを担当する だけではなく、展示飛行の際にはウォークダウン・ウオークバックを披露する。観客に背中を見せる機会が多いため、展示服の背中にはブルーインパルスのロゴも入っている。
パイロットと同様、任期は3年間を原則としており、通常は1月に着任して実務訓練を受ける。また所属隊員の個人名が紹介されている。

#### 総括班
総括班長は2006年（平成18年）4月までは5番機のパイロットが兼務していた が、2006年4月以降は展示飛行を行なわないパイロットが選任されている。パイロットであるため、ネームタグは飛行班と同じデザインで、7番機のポジションナンバーが入っている。
総括班は、飛行スーツやヘルメット、酸素マスクなどの維持管理を行う「救命装備員」（LIFE SP）、飛行計画（フライトプラン）を管理する「飛行管理員」（DISP）、物品調達を行う「補給員」（SUPPLY）、その他の庶務を行う「総務員」（ADMIST）という業務内容で、航空祭の時にもパイロットや整備員と同行して展示飛行の準備を行う ため、展示服が用意されている。

#### 歴代総括班長 (T-4)
| 代   | 氏名     | 出身期別 | TACネーム | 備考 |
| ---- | -------- | -------- | --------- | ---- |
| 初代 | 鮏川健   | 航学36期 | MARS      |      |
| 2代  | 井上利幸 | 航学37期 | TOPPO     |      |
| 3代  | 藤澤寛   | 航学38期 | SHAMO     |      |
| 4代  | 曾田昭彦 | 航学39期 | AKI       |      |
| 5代  | 谷為博紀 | 航学42期 | TAMER     |      |
| 6代  | 原正宏   | 航学47期 | TYLER     |      |
| 7代  | 林幸一郎 | 航学43期 | KOH       |      |
| 8代  | 青木明徳 | 航学50期 | BATTEN    |      |

### 支援設備
格納庫（ハンガー）は1998年（平成10年）7月に建設された。緩やかなアーチ形状の屋根で、正面には "Home of The Blue Impulse" という文字が入れられており、ハンガー内部の床面中央には直径10mほどの大きさで ブルーインパルスのエンブレムが描かれている。
飛行隊舎は格納庫に隣接しており、1階には資料展示室がある ほか、屋上には訓練を見学するための観客席が設けられている。
なお、同隊舎と格納庫は2011年（平成23年）3月の東日本大震災による津波で水没し、損傷したが、駐機場と格納庫を約3.6メートルかさ上げし、格納庫には防水扉を設置。滑走路との間に長さ約200メートル、幅約23メートルの誘導路も新設した。
業務用車両として、現地クルーの移動支援用にトヨタ・ランドクルーザーとホンダ・アクティを導入していた が、2010年（平成22年）に日産・エクストレイルを導入した 後、ランドクルーザーは使用されていない。いずれもブルーインパルスの機体と同じイメージの塗装が施されている。この他、ブルーインパルス専用のトーイングカーと電源車を保有する。なお、給油車については飛行群ではなく整備補給群の所属である が、そのうち1台は「スモークオイル専用の給油車」で、松島基地にしか存在しない。

### 訓練空域
ブルーインパルスの訓練は、以下の場所で行なわれる。
飛行場訓練（フィールドアクロ）実際の航空祭と同様の条件で基地上空で行う。高い訓練効果が得られる が、訓練中は基地周辺の管制圏を30分以上占有する ため、その間は他の航空機の離着陸が出来なくなってしまう。このため、飛行場訓練が行なわれるのは1週間に3回程度である。
金華アクロ訓練金華山沖の空域を使用する訓練である。ここはブルーインパルス専用の訓練空域で、同じ第4航空団に所属する第21飛行隊が使用することはない。しかし、この空域では夏に海霧が発生しやすいため、2000年（平成12年）の事故以降、あらかじめ天候偵察用の機体を使用して気象状況などの安全を確認したうえで、訓練機を飛ばすようにしている。また、新課目の開発についてもこの空域が使用される。

## 歴代運用機

### F-86F（1960年→1981年）

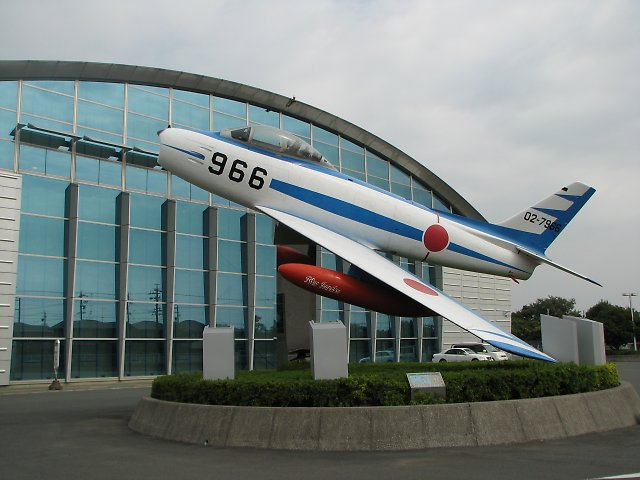
浜松広報館に保存されているF-86F（02-7966）

初代機体F-86Fは、航空自衛隊創設に当たり、アメリカから供与された当時の主力戦闘機である。使用機体は全機改修にて取得されており、ブルーインパルス向けとして新造された機体は存在しない。原則として浜松基地に配備されていた機体の中から以下の条件がそろった機体を選び出し改修していた。
- 飛行特性が良い[200]
- 大きな事故歴がない[200]
- 故障率が低い[200]
- オーバーG[注釈 12]を経験していない[200]
- 射撃精度が低い[200]

主な改修点は、後部胴体にある燃料タンクのスモークオイル（発煙油）タンクへの転用、スモーク発生装置のエンジンノズル後方への設置で、一部の計器の配置変更や置き換えも行われている。スモークオイルのタンク容量は105ガロンで、約50分の連続発煙が可能であった。
しかし、この改造に伴い、本来は飛行に使用する燃料の搭載量が少なくなった。ドロップタンク（増槽）を装備しない場合のF-86F許容G（重力加速度）は7.0Gであるのに対し、ドロップタンクを装備した場合はドロップタンク内の燃料が空でも許容Gは5.5G、燃料満載時には許容Gは5.0Gで、演目によっては許容Gに余裕がなくなる。このため、当初はドロップタンクを外した「クリーン形態」で展示飛行や訓練を行なっていた。しかし、展示飛行の課目の増加に伴って燃料タンクの容量不足が問題化、1966年（昭和41年）頃からは安全上の見地からドロップタンクを常時装着することとなった。
機体の塗装は、当初は通常塗装（無塗装）機が使用されていた が、第1航空団の部内で募集されたデザイン案の中から、1961年（昭和36年）に金属の地肌に青とピンクとライトブルーの斜めストライプを配した専用デザインが施された。なお、編隊長機のみ青の部分を金色としていた。ピンクやライトブルーの部分は褪色が激しく、白色に近い状態となったため、後から追加改修された機体ではこの部分の色を濃くして対応した。その後、1963年（昭和38年）頃にチーム内で塗装案を検討し、東宝映画『今日もわれ大空にあり』への撮影協力をきっかけに、東宝デザイナーが協力することになった。1963年10月には92-7872号機が試験塗装を施され、これを手直しして1963年11月に正式に新塗装が決定した。
所属期間は機体によってまちまちで、1年程度しか使用されなかった機体もあれば、解散までのほぼ全期間を通じて使用された機体もある。使用された計34機の内、1981年（昭和56年）の最終飛行時まで在籍していたのは9機、ブルーインパルス所属のまま事故で失われたのは4機。後者の内1機はブルーインパルスとは関係のない学生訓練中に発生した空中接触事故で失われている。この34機の中には米軍からの供与機も含まれており、それらの機体は用途廃止後に米軍に返還されている。一部は無人標的機QF-86Fに改造され、空中標的として使用された。最後まで使用された機体の1機である02-7960号機は用途廃止後もしばらく動態保存状態に置かれ、1985年（昭和60年）11月16日の浜松基地航空祭にてタキシングを披露したが、半年後ブレーキ系統に不具合が生じたため地上展示専用となった。

### T-2（1982年→1995年）

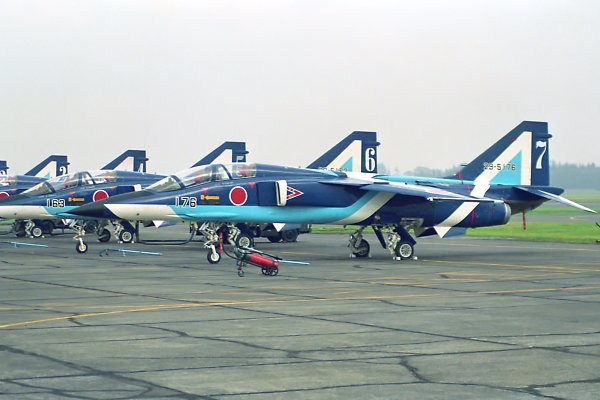
T-2（29-5176）

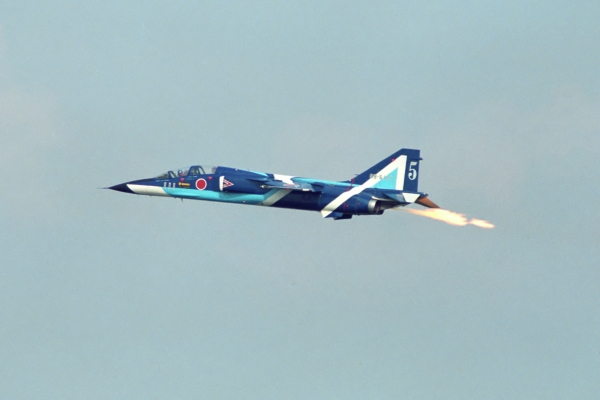
離陸時に炎を曳く「トーチング」

2代目機体T-2は、国産初の超音速高等練習機である。パイロットからはF-4EJをブルーインパルス用として推す意見もあった が、大型過ぎることや燃料消費量が大きいことから実現に至っていない。最終的には国産機であることや、練習機であるため操縦性や安定性に優れているという理由でT-2導入が決定した。
しかし、T-2は翼面荷重が大きい超音速機であり、旋回半径も大きかった。エンジン推力が比較的小さいこともあり、高機動を行うと速度低下が著しかった。このため、課目間のつなぎのための旋回（プロシージャーターン）がF-86F時代に比べて大きくなり、演技に間延びした感が出てしまうことは避けられなかった。この間延び対策のために、F-86F時代の標準だった5機編隊にソロを一機加えた6機編隊に変更された。
ブルーインパルスで運用された機体は、後期型6機がブルーインパルス用として新造された ほか、前期型から2機がブルーインパルス仕様に改修されている。1983年（昭和58年）と1986年（昭和61年）に補充のために後期型から1機ずつがブルーインパルス仕様に改修された。
ブルーインパルス仕様の改修点は、アクロバット飛行用に胴体内の第7燃料タンクをスモークオイル用に転用したスモーク発生装置 が主なものである。離陸時にスモークオイルを噴出しないでアフターバーナーを使用するとスモーク発生装置のノズルが溶解してしまう ため、離陸推力とアフターバーナーの併用時にはスモークオイルを流すようにしていた。これによってスモークオイルが高温の排気によって燃焼し、長い炎を曳くことになった が、偶然の産物であった ものの観客には強い印象を与えることになった。これは「トーチング」と呼ばれ、世界のどのアクロバット飛行チームにもないT-2ブルーインパルスだけの特徴となった。
機体の塗装は、T-2では一般公募が行われた結果、2,055点の応募の中から、女子高生4人のグループによるデザインが最優秀賞となり、このデザインに機首部分と主翼下面を中心とした大幅な修正が行われた上で実機に塗装された。
1987年以降は尾翼にポジションナンバーを記すようになり、T-2を母体として開発されたF-1支援戦闘機からのフィードバックとしてバードストライク対策がなされた一体型風防への交換も行われた。
戦技研究班解散後には学生教育にも使用されたが、前述のように燃料タンクの一部をスモークオイル用に転用しているために400リットルほど燃料搭載量が少ない ため、胴体下にはドロップタンク（増槽）が装備された。その後IRAN（定期修理）で通常のT-2とほぼ同じ仕様に改修され、単にブルーインパルス塗装のT-2となった。現在、全機退役。

### T-4（1996年以降）
| T-4（46-5731/46-5728） |  | T-4（46-5731/46-5728） |
| T-4（46-5731/46-5728） |  |                        |

3代目機体T-4は、その機体形状から「ドルフィン」の愛称もある 国産の中等練習機である。翼面荷重が260キログラムと小さく、エンジン推力に対する重量比もF-86FやT-2と比較すると大きく、低空での性能はF-15をも凌ぐ。このため、「360°ループ」のような高Gの連続課目や「バーティカルキューバンエイト」のような垂直系の高負荷課目が余裕を持ってできるようになった。
ブルーインパルスが運用する機体は戦技研究仕様機と称し、以下の点が通常仕様と異なっている。
発煙装置胴体後方の第3燃料タンクをスモークオイル専用のタンクに転用している。発煙油の搭載量は約320リットル（85ガロン）で、通常の展示飛行1回で使用する発煙油は200リットル程度である。背面飛行などで機体の姿勢に変化があっても供給が途切れないように、発煙油のポンプはタンク内の上下2箇所に設けている。また、これに関連して、操縦席には発煙油の残量計・発煙油ポンプのスイッチ・スモークのON/OFFのトリガーが増設されている。
方向舵（ラダー）通常仕様のT-4では、速度が240ノット以上になると垂直尾翼の過荷重防止策として、方向舵の作動角が5度に制限されるラダー・リミッターが装備されている が、戦技研究仕様機ではアクロバット飛行時の機動性を高めるため、作動角の制限を10度に拡大している。
バードストライク対策低い高度を高速で飛行する機会が多いため、通常仕様では風防（キャノピー）は厚さ11ミリメートルのストレッチアクリル製である が、戦技研究仕様機ではアクリルとポリカーボネートの4層構造として、厚さも25.4ミリメートルとなっている。これは、450ノットの速度で重量4ポンド（約1.8キログラム）の鳥とぶつかった場合にも損傷を防げる強度である。また、ヘッドアップディスプレイ (HUD) の表示板をガラス製から樹脂製に変更し、破損時の危険性を低下させている ほか、操縦ケーブルが格納されている主翼前縁部にも防護構造を施している。
低高度警報装置降着装置とフラップが共に収納されている場合に、設定した高度以下になると警報を促す装置を装備している。
こうした変更により、通常仕様のT-4とは大きく仕様が異なる。このため、F-86FやT-2と違い、原則として通常のT-4で訓練することができなくなった。2010年までに導入されたT-4戦技研究仕様機は、11機全機が新造機として取得され、のちに10機が東日本大震災で被災した26-5804号機と寿命を迎えた機体の置き換えとして既存の通常仕様機からの中途改修で配備された。製造当初から戦技研究仕様機であった機体は、2020年3月末頃の46-5731号機の用途廃止をもって全機が退役している。また、通常仕様のT-4も1機程度運用しており、洋上の訓練空域の天候偵察など戦技研究仕様機を必要としない任務で使用されている。
機体の塗装は、T-2と同様に一般公募が行われ、応募された2,135点の中から、斎藤茂太の息子でモデラーやF-4のファンとして知られる精神科医の斎藤章二によるものが採用された。
なお、T-4導入後の1995年（平成7年）8月には、T-4の後継機としてF-2支援戦闘機の導入が俎上に上っており、1996年度（平成8年度）の防衛予算案でブルーインパルス仕様として9機のF-2が計上された が、認められなかった。

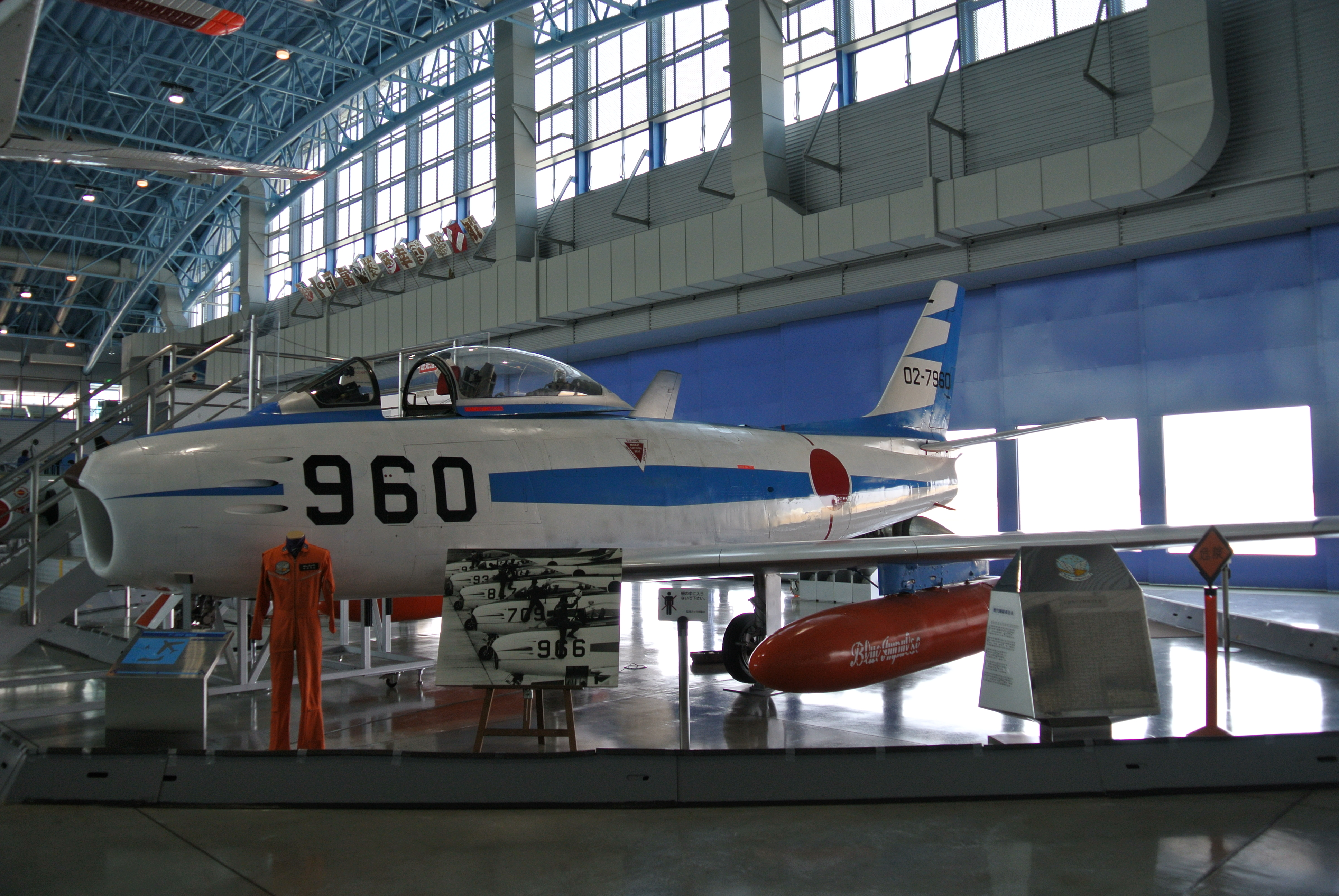
02-7960号機

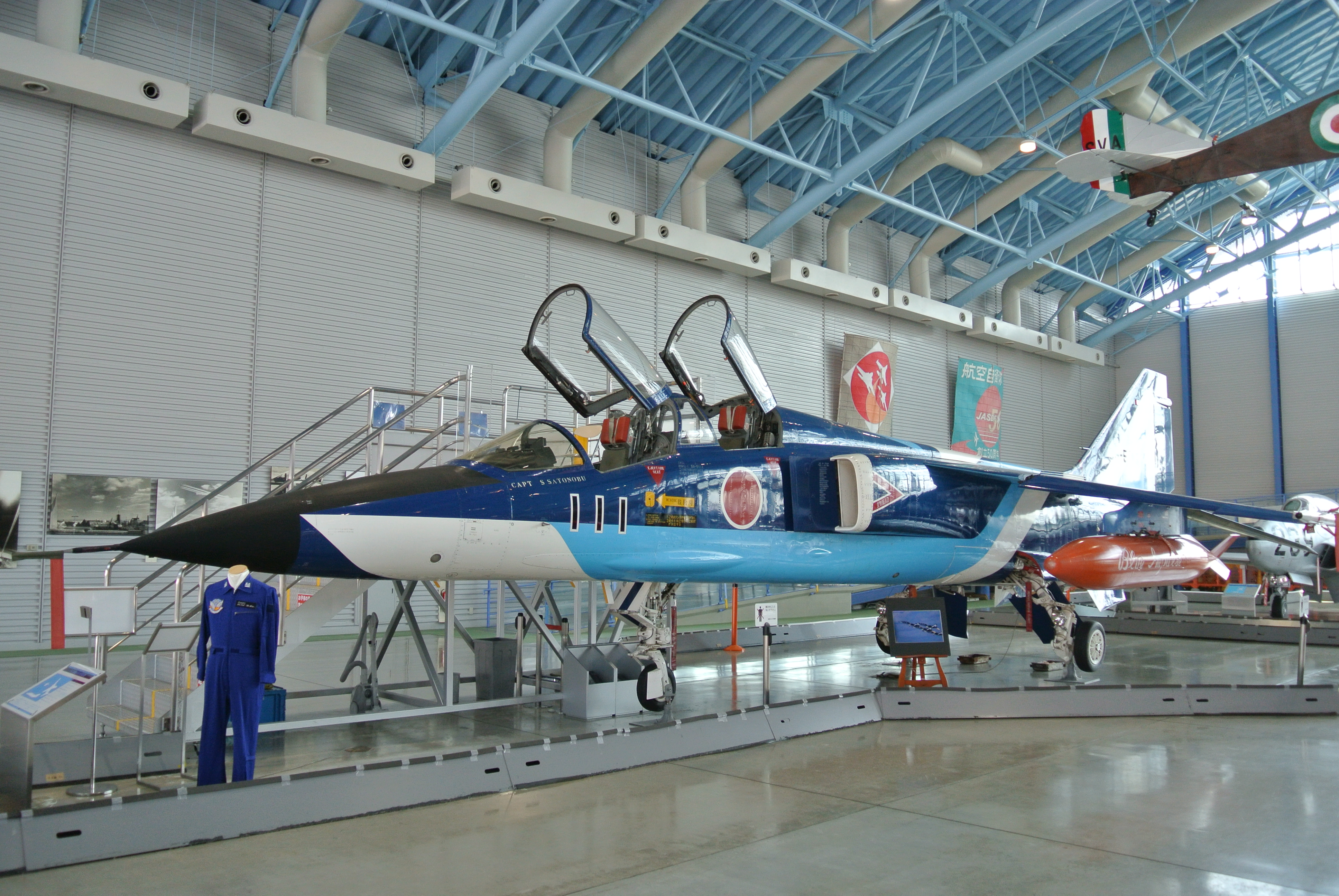
59-5111号機

### 保存機
F-86F02-7960号機と02-7966号機が浜松広報館に保存されている。また、ブルーインパルスに所属した履歴のある12-7995号機が浜松基地北門前にモニュメントとして保存されているが、記入されているシリアルナンバーは既にスクラップとなっている92-7929号機のものである。河口湖自動車博物館にも個人収蔵のブルーインパルス塗装02-7960号機が展示されているが、前記の通り本物の02-7960号機は浜松広報館に館内展示されており、河口湖自動車博物館の機体の本来のシリアルナンバーは02-7962である。
T-2浜松広報館に59-5111号機、宮城県東松島市（旧桃生郡矢本町）JR仙石線鹿妻駅前に69-5128号機、石川県立航空プラザに99-5163号機、岐阜かかみがはら航空宇宙博物館に19-5173号機、百里基地に29-5175号機、青森県立三沢航空科学館に29-5177号機がそれぞれ展示されている ほか、松島基地に29-5176号機が保存されている。
T-42025年4月時点で、川崎重工岐阜工場総合ビルの1階に46-5726号機、浜松広報館に66-5745号機、あいち航空ミュージアムに26-5805号機、熊谷基地に46-5729号機が展示されている。2025年11月までには、東松島道の駅に46-5731号機が展示予定である。

## 展示飛行

### 開催場所

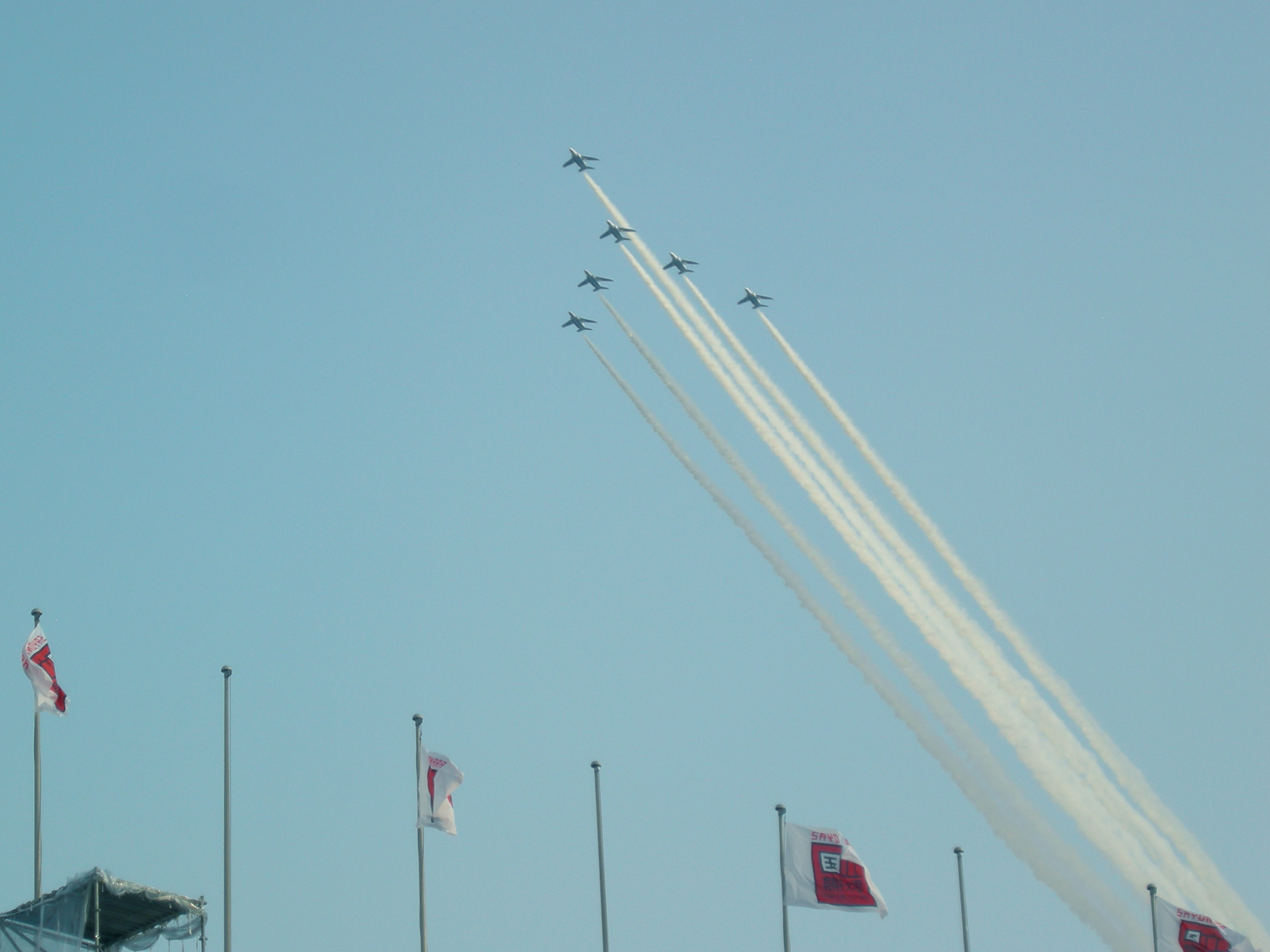
国立競技場のファイナルイベント、「SAYONARA国立競技場FINAL "FOR THE FUTURE"」での展示飛行（2014年5月31日）

展示飛行が行われるのは、各地の航空自衛隊の基地で行われる「航空祭」が主である が、国民的な行事への参加などもみられる。

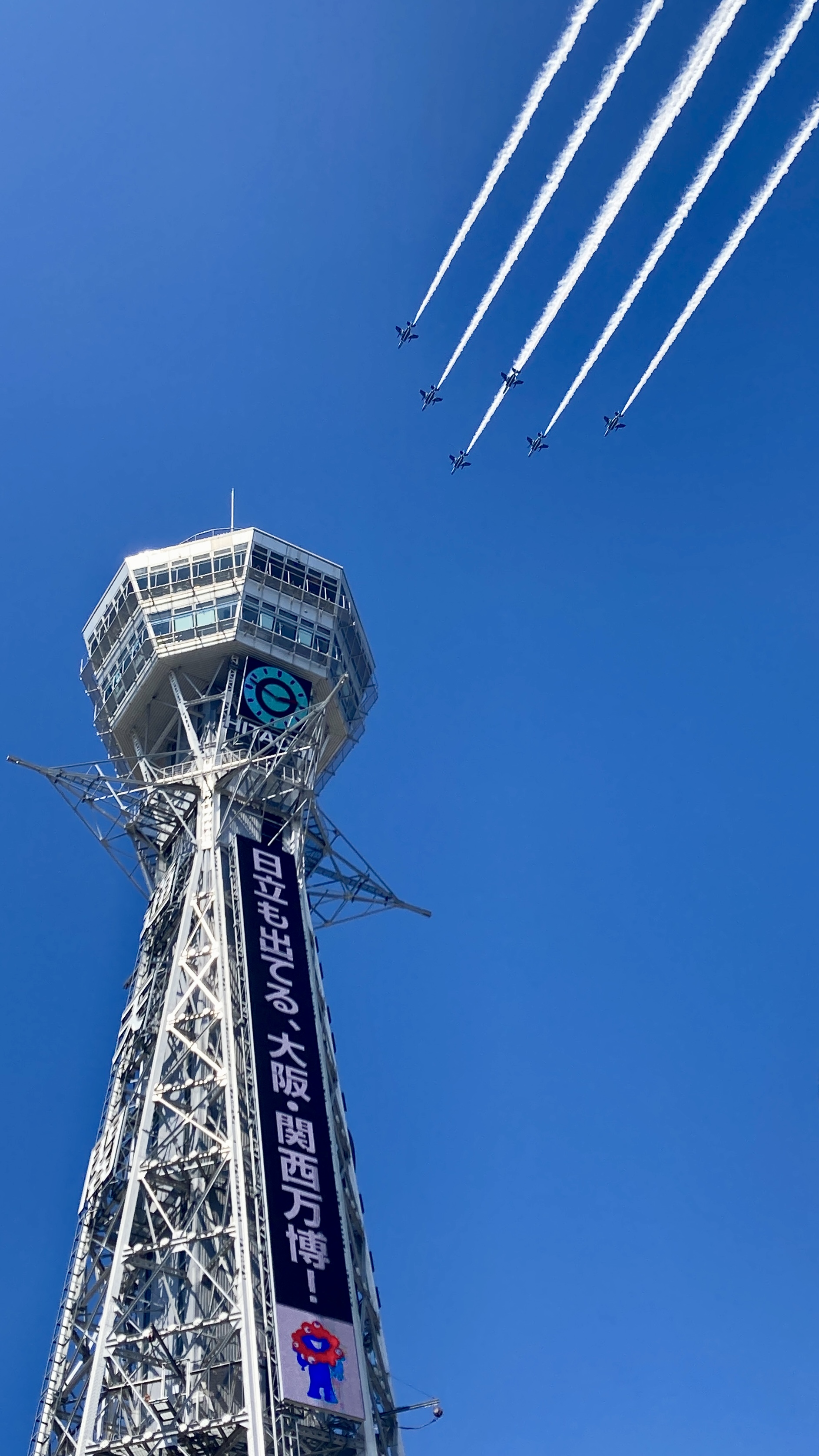
大阪・関西万博での展示飛行（2025年7月13日）

また、2010年（平成22年）ごろには、海上自衛隊や陸上自衛隊など、航空自衛隊の基地以外でのイベントへの参加もみられるようになっている。

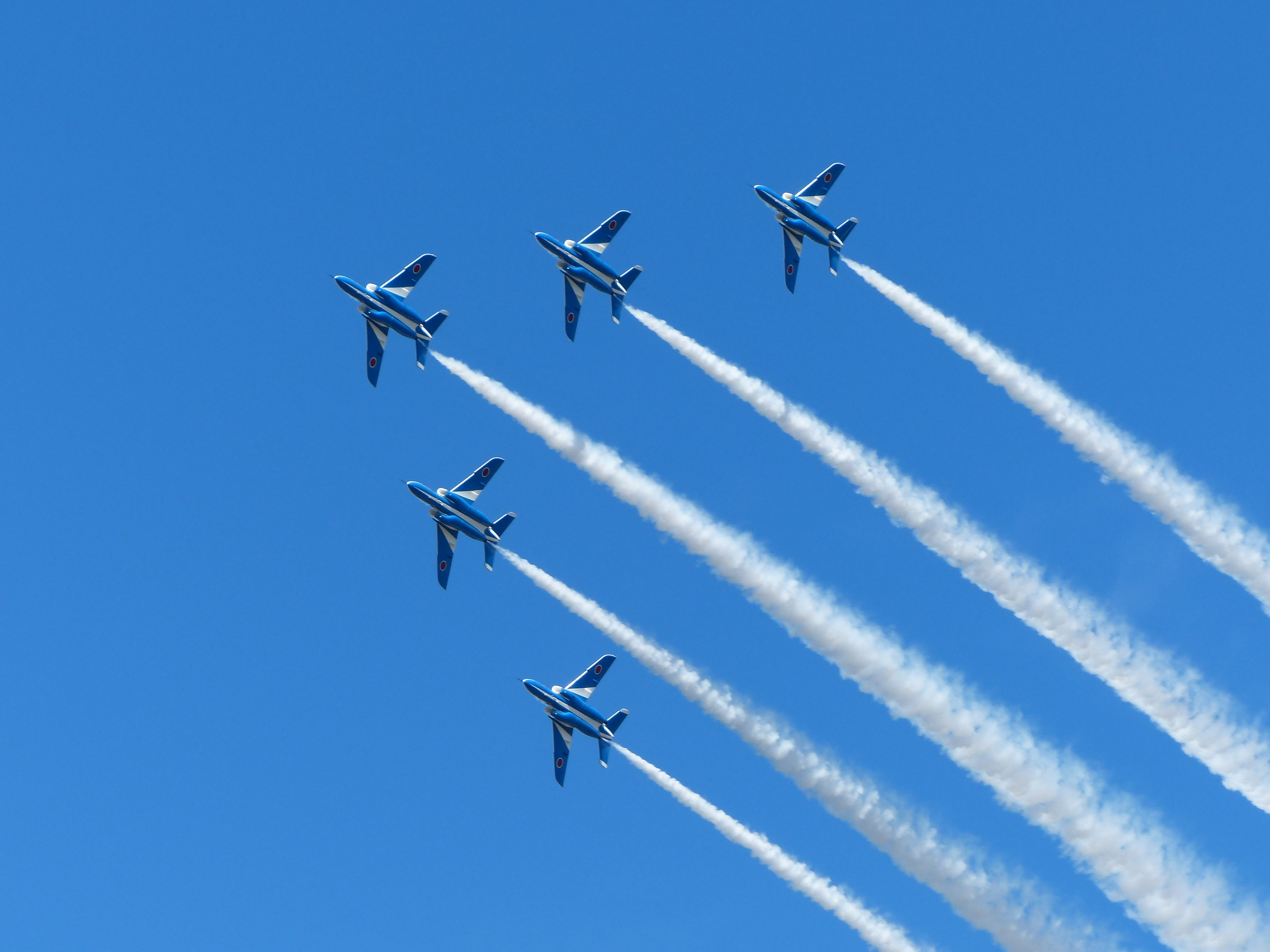
2013小松基地航空祭前日予行

ただし、民間航空と滑走路を共用している基地の場合、ブルーインパルスが展示飛行を行なっている間は一切の離着陸ができなくなる ため、展示飛行がみられない こともある。こうした基地で展示飛行が行われる場合、開催日のかなり前から民間航空会社へ協力を要請しており、ノータム(NOTAM)と呼ばれる航空情報にもその旨運航関係部署に配信される。開催当日、民間航空会社側では配信された情報によって、出発地の離陸時間を調整したり、空港手前の旋回待機を行ったりしている。
また、飛行場以外の場所や、滑走路が短くT-4の離着陸が出来ない基地での展示飛行では、別の基地に展開を行ない、そこを拠点にして展示会場まで飛ぶ方法がとられており、これを「リモートショー」 や「リモート展示」 と称している。

### 気象条件
ブルーインパルスの展示飛行内容は、気象状態や使用可能な空域などによって決められる。
アクロバット飛行の展示飛行は、視程（目視できる距離）が8キロメートル以上で行なわれ、雲底の高さ（シーリング）によって以下のように区分されている。
第1区分シーリングが10,000フィート以上
第2区分シーリングが7,000フィート以上
第3区分シーリングが5,000フィート以上
第4区分シーリングが3,000フィート以上
この区分は、そのときの天候に応じた可能な限り高い区分での展示飛行を行なっている ため、展示飛行中であっても天候の変化によって変更されることがある。
空域に制限がある場合や飛行場以外の会場で行われる展示飛行では、視程が5キロメートル以上確保でき、シーリングが3000フィート以上ある場合に「編隊連携機動飛行」と呼ばれる展示飛行が実施される。バンク角が90度を超えないような水平系の演目や、航過飛行（フライバイ）などを組み合わせた内容となる。
また、視程が5キロメートル以上確保でき、シーリングが1500フィート以上ある場合は、航過飛行（フライバイ）が実施される。それ以下の気象条件では、ブルーインパルスの展示飛行は原則として行われない。

### 各機の役割
通常、展示飛行は予備機を含めた7機で展開を行う。予備機を除いた6機の役割は以下の通りである。
1番機（編隊長、Leader）編隊の先頭を飛行する編隊長機で、編隊の隊形の基準になるため、正確な操縦が要求される が、僚機の追従が難しいような操縦は出来ないため、慎重な飛行が求められる。すべてのメンバーを統率し、高度や安全の責任をすべて負う役割で、TAC部隊でも飛行班長クラスのベテランが担当する。
2番機（左翼機、Left Wing）隊形変換の際に移動の速さの基準となる役割を持つため、課目の見栄えを左右する。
3番機（右翼機、Right Wing）チーム内で最も若いパイロットが担当する。2番機の動作に合わせて隊形の対称性を確保する役割がある。
4番機（後尾機、Slot）後方から隊形をチェックする役割。1番機の後方に入り込むため、垂直尾翼に1番機のジェット排気が当たる状態となり、縦系統に動く課目ではうまく舵が合わないとキャノピーがジェット排気の中に入り込んでしまうため、「地獄の後尾機」とも称される、編隊で最も過酷なポジション。
5番機（第1単独機、Lead Solo）1機のみで行う「ソロ課目」や、6番機とともに行う「デュアル・ソロ課目」を受け持つ。第2編隊長機としての役割もあり、1番機にトラブルが生じた場合は残りの機体を統率する。デルタ隊形の場合は4番機の左側に入る。
6番機（第2単独機、Opposing Solo）1機のみで行う「ソロ課目」や、5番機とともに行う「デュアル・ソロ課目」を受け持つ ほか、5機での課目では1番機が率いる編隊と合流する。デルタ隊形の場合は4番機の右側に入る。

### スモーク

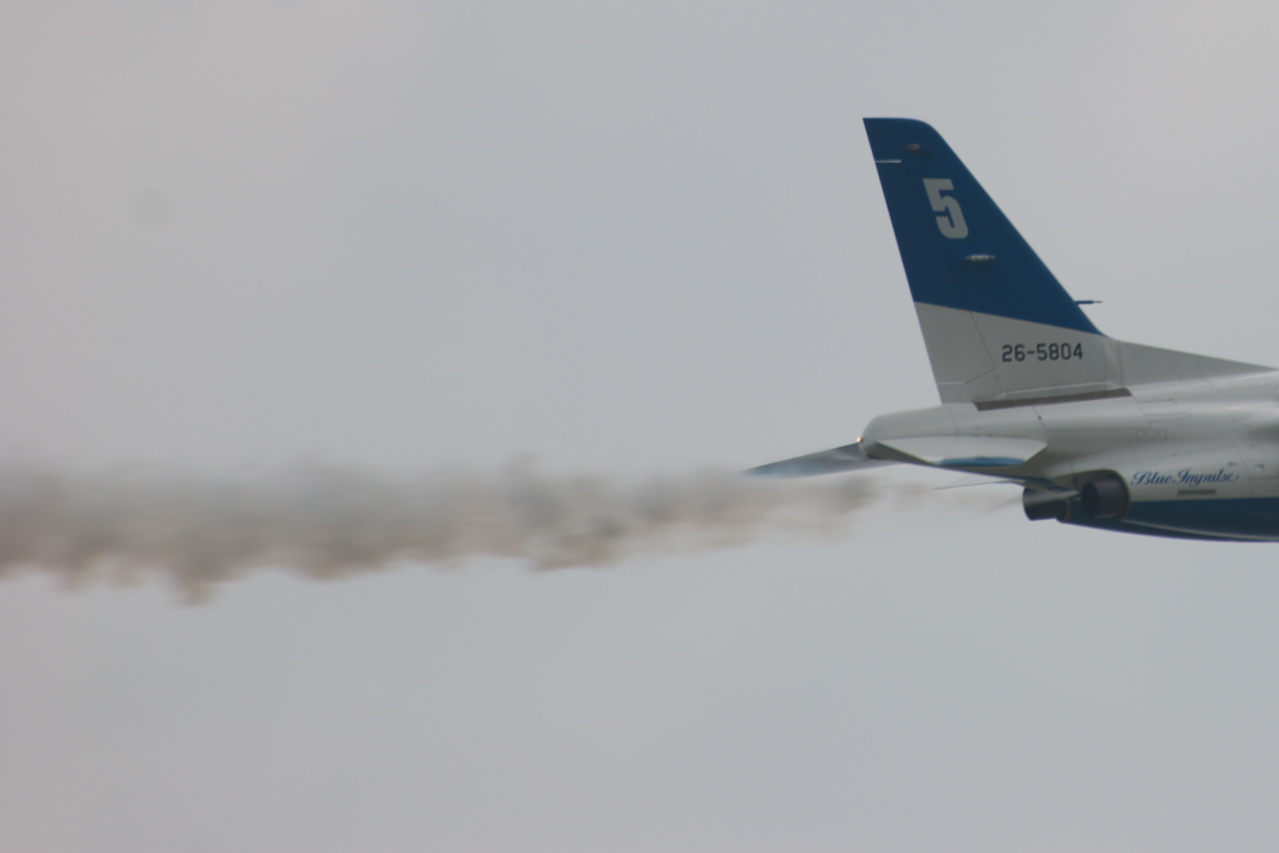
スモーク

展示飛行で使用されるスモークは、スモークオイルをエンジン排気で加熱して気化させ、そのまま大気中で冷却することで凝結し白い煙のように見せている。スモークオイルは曲技飛行の分野で主流の切削油を使用している。
スモークオイルをエンジン排気口の後部に噴射するため機体後部に噴射装置を搭載し、スモークオイル用のタンクも確保されている。また操縦席にはスモーク用のスイッチも設置されている。
スモークは課目に応じて発生させるタイミングが決まっており、1番機や5番機からの指示によってスモークを発生させたり停止したりしている。ただし、1機のみで行う「ソロ課目」においては、パイロットの判断により使用する。
1998年まで使用されていたカラースモークは、切削油に専用の染料を混ぜることによって発生させていた。カラースモークを使用しなくなった理由としては、以下の理由が挙げられている。
- 染料を混合した切削油は十分に攪拌しておく必要がある[注釈 22]ため、展示飛行直前の給油（実機への搭載）が前提となり、手間がかかる[172]。
- 機体に染料の飛沫が付着した場合、除去作業の手間がかかる[172]。
- 染料の沈殿を防ぐため、展示飛行ごとに切削油の抜き取り作業が必要になる[118]。
- 染料そのものの購入コストがかかる[172]。
- 1998年の防府市と千歳市での展示飛行で、「車に色がついた」との苦情が寄せられ、調査の結果カラースモークが原因と判明した[233]

カラースモークの色はポジションによって決まっており、1番機と5番機が白（ホワイト）、2番機が青（ブルー）、3番機が赤（レッド）、4番機が黄（イエロー）、6番機が緑（グリーン）を使用していた。
同時期には各国の曲技飛行隊でも同様の問題を理由にカラースモークの使用が禁止されていったが、攪拌しやすく地上物への影響を抑えた染料の登場もあり、パトルイユ・ド・フランス、フレッチェ・トリコローリ、レッドアローズなどは都市上空でもカラースモークを使用するようになった。ブルーインパルスでも2020年の東京オリンピック開会式で再び五輪マークを描く構想が空自内で持ち上がったことでカラースモーク再開への気運が高まり、航空開発実験集団がフランスなど海外の展示飛行で使用している染料を取り寄せて、車や洗濯物などの地上物への影響や、機体との適合性など、日本で使えるかどうかの検証を行い、2019年中に実機試験を実施した上で翌年3月20日に松島基地で行われた東京オリンピック聖火到着式において、カラースモークを使用した展示を行った。
東京パラリンピックでは、2021年8月24日、展示飛行の予備機が入間基地への着陸直前の135 mから30 mの高度からスモークを使い切る目的で不適切な噴射を行い、近隣の自動車約1200台にカラースモークの粒子が付着する被害が発生した。塗料は水や洗剤では落とせないため再塗装が必要となり、航空自衛隊では賠償の手続きを進めている。この件に関し、航空自衛隊は2022年2月に調査結果及び対策等について発表し、事案に至った経緯としてカラースモーク使用制限高度を1,000フィートとして五輪大会等に限定として使用するものとしていて高度1,000フィート以上での使用前提で規定化せず、更に大会1年延期により空自内の人事異動などで、使用基準の認識が希薄化し、当日の予備機が入間基地に着陸する前にカラースモークを使い、住民らに楽しんでもらう計画を実行してしまったとし、さらに、航空幕僚監部でカラースモークの所掌業務が不明確で、過去の同種事案の原因、教育、注意喚起も実施されていなかったとし、再発防止策の柱として、カラースモークの使用基準、白スモークを含むスモーク使用要領を規定し、航空幕僚監部内と航空幕僚監部、航空教育集団司令部及び隷下部隊間における業務フローを見直しとチェック機能を強化し、スモーク使用の意識醸成や教育による風化防止も実施するとした。同年9月に当時の部隊指揮官の1等空佐を減給15分の１（1カ月）、計画を立案した当時の編隊長の2等空佐を戒告とするなどの処分を発表した。

### 塗装デザイン
ブルーインパルス専用機には、特別塗装が施されており、F-86FからT-4まで、4度の変遷を経ている。

#### F-86F 初代塗装
1961.10〜1963.9
チーム誕生当初は第1航空団の他の機体と同じ無塗装に黄と黒のチェッカーテールだけであったが、次第に曲技飛行の出番が増え、チームの目印がないということで、1961年（昭和36年）10月から部内でデザインアイデアを募集した。その結果、初代塗装デザインが決定した。それはジュラルミンむき出しの無塗装に黄と黒のチェッカーテールは変わらなかったが、リーダー機の機首部分はゴールドとピンク、主翼や機体後部にかけてはゴールドとライトブルーに彩られ、ウイング機はリーダー機のゴールドの部分がダークブルーとなっていた。主翼の先端には蛍光オレンジのテープが貼りつけられた。しかし、このデザインでは上面と下面が分かりづらく、アクロバット飛行中の姿勢がすぐに判断できないということで、わずか24ヶ月の使用に終わった。

#### F-86F 新塗装
1963.11〜1981.2
部内で塗装デザイン変更の機運が高まりつつあった頃、ブルーインパルスと第1航空団は映画「今日もわれ大空にあり」の撮影に協力することとなった
 。東宝映画のデザイナーの協力のもと、白を基調にした機体にブルーのストライプを入れ、下面はヴァーミリオンのラインが特徴的なデザインとなった。また主翼も上面はブルーを、下面は無塗装にヴァーミリオンと対照的なデザインであった。なお、92-7872号機は試案機として試案デザインが塗られた。この機体はその後もソロ機として展示飛行を行ったが、新塗装に塗り替えられた。ドロップタンクはオレンジ色に塗装され、翼端側の前方寄りに白色の筆記体で『Blue Impulse』の文字が入っていた。この塗装デザインはF-86Fブルーインパルスが引退する1981年2月までの18年間使用された。

#### T-2 塗装
1982.7〜1995.12
F-86FからT-2へ機種変更することになったブルーインパルスは新たな塗装デザインを一般公募することとなった。これは世界的に見てもあまりなく、前代のデザインを踏襲するのが一般的である（例えば、アメリカのサンダーバーズは機種変更の際デザインを踏襲している）。そして、選ばれたのは意外にも4人の女子高生のデザイン案であった。それはF-86F時代の面影を全く感じさせないもので、フタロシニアンブルー(ダークブルー)を基調にした機体にライトブルーと白のラインが配されたものとなった。この塗装をブルーインパルスのT-2全機に施し、1982年7月25日の松島基地航空祭にて一般公開された。ドロップタンクは演技時に下ろしているが、オレンジ色に塗装され翼端側の中央寄りに白色の筆記体で『Blue Impulse』の文字が入る専用塗装のものが用意されており、フェリー時に使用していた。このデザインはF-86F時代のファンには不評だったようであったが、女子高生の案が採用されたことでファンの層が広いことを示す出来事であった。ただし、デザインした女子高生たちの名誉のために補筆すると、実際に施された塗装は女子高生たちのオリジナルデザインとは機首周りの色のバランスがまったく異なっていて、専門家の助言を得て変更されたものであった。変更したのが誰で何の専門であったのか不詳であるが、オリジナルの良さは失われてしまっている。この塗装は1995年（平成7年）12月に引退するまでの14年あまり使用された。

#### T-4 塗装
1995.12〜

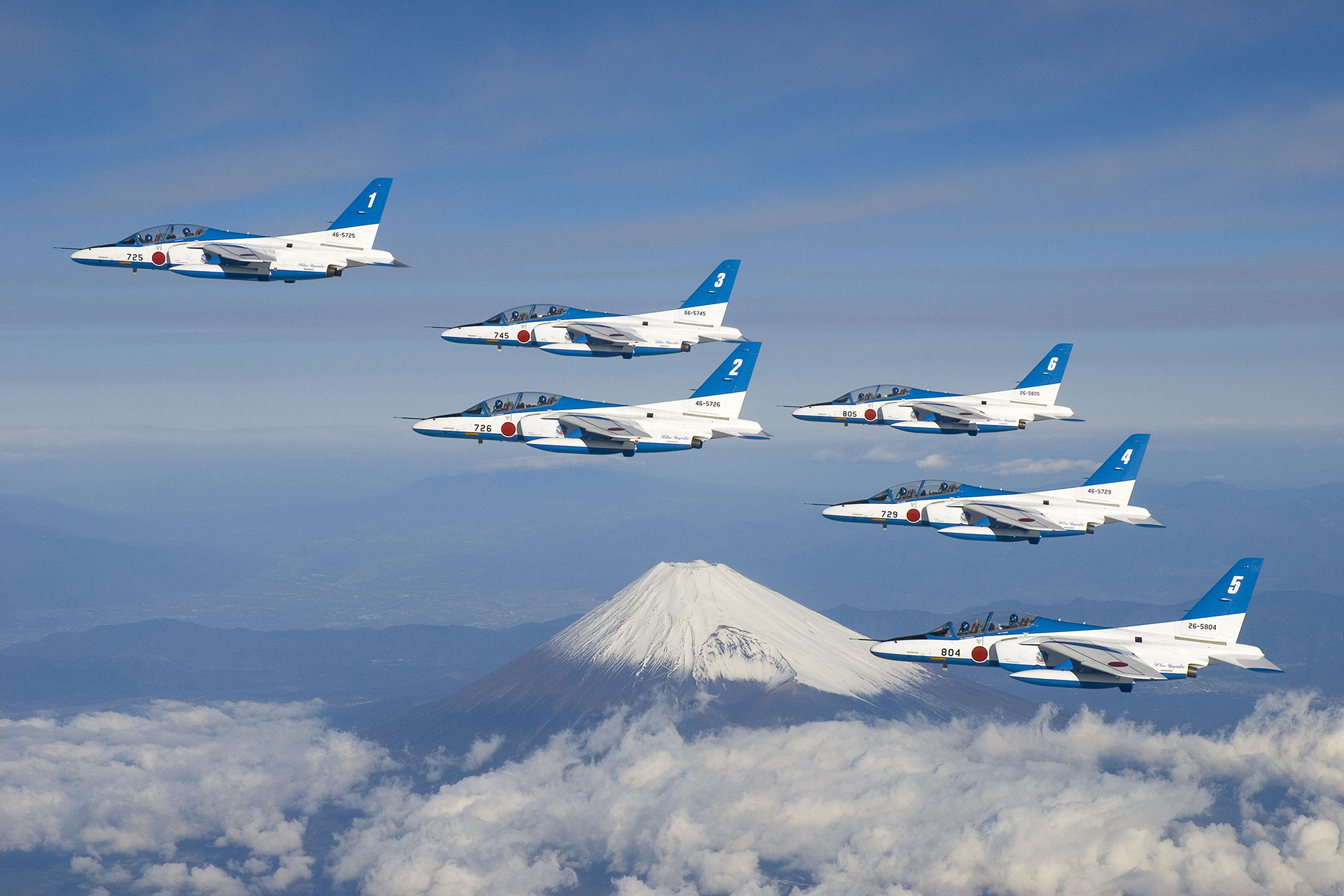
富士山上空のブルーインパルス

1992年（平成4年）11月、T-4ブルーインパルスの塗装デザイン案がT-2の時と同様に一般公募された。選ばれたのは精神科医でもあり、ブルーインパルスの熱狂的なファンでもあった斉藤章二氏のデザイン案であった。幼少のころに強い印象に残ったF-86Fブルーインパルスのデザインを意識した作品であるという。そのデザインは、上面はF-86F同様白でまとめられているが、下面はヴァーミリオンではなくブルーになっている。主翼や水平尾翼も上面は白、下面はブルーで統一されている。尾翼は全面ブルー、そこにポジションの数字が入れられている。ドロップタンクの塗装は機体と同じく上面が白、下面がブルーの2色となった。この塗装デザインは2025年現在も使用されている。

### 課目

#### F-86時代の主な課目
フォーメーション・テイクオフ1番機から4番機までがフィンガーチップ隊形で離陸、離陸直後に4番機は1番機の後に移動。5秒後に5番機が離陸。滑走路の幅が広い浜松基地では1番機から5番機までがデルタ隊形で離陸することがあった。
テイクオフ・ロール5機がデルタ隊形で離陸した直後に5番機が急上昇し低速横転を行う。F-86時代初期の課目、1965年11月の事故以降は行われなくなった。
ハイスピード・ローパス5番機が速度500ノット、高度35フィートで観客席の上空を通過。その後誘導路や滑走路の上空通過に変更された。
クローバーリーフ・ターン1番機から4番機がダイヤモンド隊形で会場右側から進入。クローバーの葉を描くように旋回して正面から後方に離脱。
バーティカル・ロール会場左側から高度50フィートで5番機が進入。会場正面で垂直になるように引き起こし、そのままロールしながら13,000フィートまで急上昇。
垂直360度ターン1番機から4番機がダイヤモンド隊形で会場右側から進入、360度旋回を行う。
インバーテッド・フライト5番機が会場右側から進入し、背面飛行で会場の前を通過する。
ダイヤモンド・ロール1番機から4番機がダイヤモンド隊形で会場左側から進入、隊形を維持したまま右ロール。
4ポイント・ロール5番機が会場左側から進入し、90度ずつ4回ロールを行う。
トレイル・トゥ・ダイヤモンド・ロール1番機から4番機がトレール隊形で会場正面から進入、右ロールをしながらダイヤモンド隊形に移行する。
キューバン・エイト5番機が会場右側から進入し、会場正面を通過した後にループ（宙返り）を行ない、225度ループした後2.5回転の右ロール。同じことをもう一度繰り返し、スモークが8の字になる。
バーティカル・エイト「キューバン・エイト」の代わりに行なわれる課目で、気象状況が良くないと実施されなかった。速度500ノットで進入、会場正面で引き起こしてループの頂点で半回転ロール。さらに引き起こしてより小さい半径でループで1回転、半回転ロールして最初に引き落とした場所に戻る。
ダブル・マニューバー1番機から4番機がトレール隊形で会場左前方から進入。1回目のループの間にダイヤモンド隊形に移行、2回目のループの途中で機体が真下向きに近くなったらに半回転ロール、飛行方向が変わって左側に抜ける。
ファイブ・シップ・ループ1番機から5番機がデルタ隊形で会場正面から進入、隊形を維持したままループ。
コンティニュアス・ロール5番機がバレルロールを連続する。初期に行なわれていた課目。
インバーデッド・フライト「コンティニュアス・ロール」から変更された課目で、5番機が会場右側から進入し、背面飛行で会場の前を通過する。
8ポイント・ロール5番機が会場後方から進入し、45度ずつ8回ロールを行なう。
上向き空中開花1番機から4番機がダイヤモンド隊形で進入し、その後に5番機が続く。会場正面で急上昇。上昇中に2番機が右に90度、3番機が左に90度、4番機が180度のロールを行い、約5,000フィートの高さで4機が4方向に分かれる。後に続く5番機はスモークの中から4機が分かれたところをさらに上昇し、垂直な姿勢のままで連続ロールを行う。一方、1番機から4番機まではスプリットSと呼ばれる機動で降下し、会場正面の1点で4機が交差する。
クローバーリーフ5番機が会場右側から進入、右上に旋回しながら上昇し、その後降下旋回でクローバーの葉を描く。これを4回繰り返して、立体的に四つ葉のクローバーを描く。
下向き空中開花1番機から4番機がダイヤモンド隊形で正面から進入し、ループを開始。ループの頂点でスモークを使用開始、ループの途中で下向き垂直の姿勢になったところで4方向に分かれる。
ローリング・コンバット・ピッチ1番機から5番機までが空中集合し、エシュロン隊形で緩降下。1番機から順にロールに入るが、2番機以降は前方機を追うようにロール。そのままトレール隊形に移行、1機ずつ着陸。6機での展示飛行の際には、1番機から6番機までで行われることもあった。

#### T-2時代の主な課目

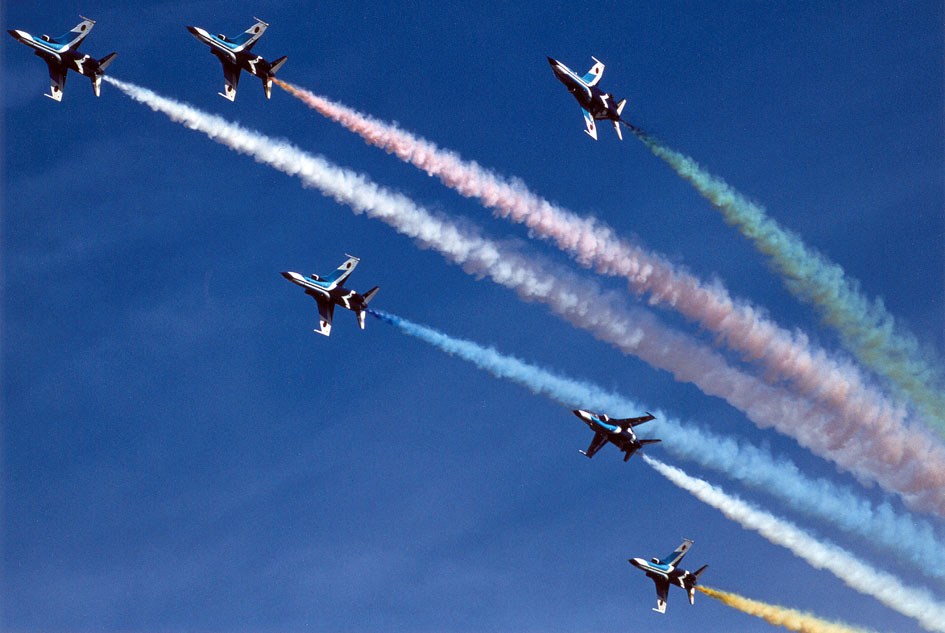
チェンジ・オーバー・ターン

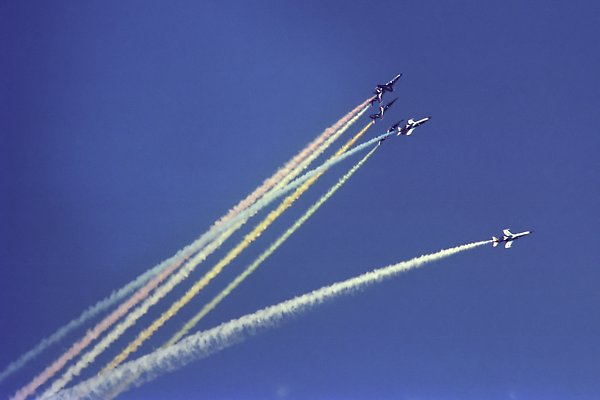
ローリング・コンバット・ピッチ

ハイアングル・テイクオフ1番機から3番機までがピッチ角25度で編隊離陸。
ノーマル・テイクオフ残る3機がピッチ角8度で離陸。
5シップ・テイクオフ1番機から4番機と6番機がデルタ隊形でピッチ角25度で編隊離陸。T-2時代初期の課目、1982年11月の事故以降は滑走路幅の広い浜松基地のみ行なわれていた。
ロールオン・テイクオフ5番機は離陸直後に降着装置とフラップを上げたあとにピッチ角が30度になったところで右に360度ロール。T-2時代初期の課目、1982年11月の事故以降安全に配慮し行なわれなくなった。
スモークオン・テイクオフ5番機がスモークを出しながら離陸。
デルタ・ロール6機がデルタ隊形で大きくロール。
チェンジ・オーバー・ターン6機がトレール隊形で会場右側から進入し、会場上空で360度旋回しながらデルタ隊形になり、さらに密集隊形に移行。T-2時代初期は、F-86時代の「垂直360度ターン（ダイヤモンド・ターン）」を継承していたがその曲技を発展させた、できた最初の頃は「トレール・トゥ・デルタ・ターン」というの曲技名であった。
パラレル・インバーテッド5番機と6番機が背面飛行を行う。
トレイル・トゥ・ダイヤモンド・ロール1番機から4番機までがトレール隊形で進入し、ロールしながらダイヤモンド隊形に移行。
オポジング・インバーテッド5番機と6番機が左右から進入、背面飛行ですれ違う。
レベル・オープナー「水平空中開花」とも呼ばれる。ダイヤモンド隊形後方に5番機をつけて来る形で会場正面より進入、まず2番機と3番機が左右に分かれ、次に1番機と4番機が左右に別れ、5番機が直進。
オポジング・バーティカル・クライム・ロール5番機と6番機が左右から進入、すれ違った後に急上昇しながらロール。
ダブル・クローバーリーフ・ターン1番機から4番機までがトレール隊形で進入し、270度旋回しながらダイヤモンド隊形に移行、さらに270度旋回しながらアローヘッド隊形に移行。四つ葉のクローバーの葉のうち2枚をスモークで描くことからこう呼ばれる。
オポジング・コンティニュアス・ロール5番機と6番機が左右から進入、すれ違いながらロールを繰り返す。
チェンジオーバー・ループ1番機から4番機までがトレール隊形で右側から進入し、ループしながらダイヤモンド隊形に移行。T-2時代初期は1番機から4番機がトレール隊形で会場正面から進入、ループの間にダイヤモンド隊形に移行、ループの後半で90度右ロールしながら会場左側に抜ける。
ビッグ・ハート5番機と6番機が正面から進入、スモークでハートを描く。
ラインアブレスト・ループ1番機から4番機までがアブレスト隊形で進入し、隊形維持したままロールを行う。
パラレル4ポイント・ロール5番機と6番機が左側から進入し、90度ずつ4回ロールを行う。
デルタ・ループ6機がデルタ隊形で進入し、大きくループを行う。
キューバン・エイト5番機が横向きの8の字をスモークで描く。
上向き空中開花4機がダイヤモンド隊形で急上昇、上空で4機が四方に開いた後に、6番機がロールしながら急上昇し、開いたスモークの軌跡の中央を抜ける。その後1番機から4番機は会場正面で1点交差を行う。
下向き空中開花この課目は1982年11月の事故により行なわれなくなった。
カリプソ・ブレイク5番機が背面飛行、6番機がその下に入り、背中合わせで通過する。
ローリング・コンバット・ピッチ1番機から4番機までがエシュロン隊形で進入し、1番機から順にロールしながらトレール隊形に移行し着陸。

#### T-4時代の課目
| 課目名                                                                | 課目名 | 解説 | 第1区分 | 第2区分 | 第3区分 | 第4区分 | 機動飛行 | 航過飛行 |
| --------------------------------------------------------------------- | ------ | --- | ------- | ------- | ------- | ------- | -------- | -------- |
| ダイヤモンドテイクオフ&ダーティーターン Diamond Take Off & Dirty Turn |        | 1番機から4番機までがフィンガーチップ隊形で離陸。離陸後4番機は直ちに1番機の後方に移動し、ダイヤモンド隊形となる。降着装置（ランディングギア）と高揚力装置（フラップ）は出した状態（ダーティー形態）で、着陸灯も点灯させたまま、270度旋回して会場正面から進入する。会場から着陸灯が輝いて見えるように、毎分500フィート程度の緩降下を行う。なお、横風が10ノット以上で吹いている場合は、5秒間隔で1番機から順に1機ずつ離陸する。使用する滑走路によって演技の向きは異なる。                                         | ○       | ○       | ○       | ○       |          |          |
| ローアングル・キューバン Low Angle Cuban                              |        | 5番機は離陸直後にピッチ角を低く抑え、降着装置とフラップを上げたあとに240ノットまで加速。滑走路上10数フィートの高さを低空飛行し、滑走路端で急上昇後にループ（宙返り）し1回転半のロールを行い、滑走路上300フィートの高さで水平飛行に移行。後述の「ロールオン・テイクオフ」と同時に行うことがある。使用する滑走路によって演技の向きは異なる。 | ○       | ○       | ○       | ○       |          |          |
| ロールオン・テイクオフ Roll On Take Off                               |        | 6番機は離陸時170ノットになったところでダーティー形態のままピッチ角を高くし、ピッチ角が30度になったところで右に360度ロール。前述の「ローアングル・キューバン」と同時に行うことがある。使用する滑走路によって演技の向きは異なる。 | ○       | ○       | ○       | ○       |          |          |
| ファン・ブレイク Fan Break                                            |        | 1番機から4番機までのダイヤモンド隊形で、会場の左側から右側に、60度から70度程度のバンク角で抜けていく。機体同士の最短間隔は約1メートルで、これは全課目の中でももっとも密集した隊形である。この課目ではスモークは使用しない。 | ○       | ○       | ○       | ○       | ○        |          |
| フォー・ポイント・ロール 4 Point Roll                                 |        | 会場の左側から5番機が進入し、右ロールを90度ずつ4回に区切って繰り返して元に戻る。 | ○       | ○       | ○       | ○       |          |          |
| チェンジ・オーバー・ターン Change Over Turn                           |        | 1番機から4番機と6番機が会場の右からトレール隊形で進入し、1番機の合図により右旋回する と同時にデルタ隊形に移行する。180度旋回したところでは1辺が110メートル程度のデルタである が、その後徐々に間隔を詰めて、360度旋回することにはデルタの1辺は40メートルほどになっている。 | ○       | ○       | ○       | ○       | ○        |          |
| インバーテッド&コンテュニアス・ロール Inverted & Continuous Roll      |        | 5番機が会場の左から進入し、右に180度ロールして背面飛行で滑走路の上空を通過。滑走路の端で左180度ロールで姿勢を戻し、上昇してから右にロールして背面飛行となり、ループした後に会場の右から滑走路に進入して左に3回転のロールを行う。 | ○       | ○       | ○       | ○       |          |          |
| レイン・フォール Rain Fall                                            |        | T-2時代の「下向き空中開花」の代わりに採用された課目。1番機から4番機と6番機が会場の右からデルタ隊形で進入、ループを開始。ループの頂点からスモークを使用開始し、真下を向いたところで2番機と3番機が20度、4番機と6番機が45度外側にブレイク。 | ○       | ○       |         |         |          |          |
| サンライズ Sunrise                                                    |        | ブルーインパルス創設50周年を記念して2010年（平成22年）に追加された課目。1番機から4番機と6番機が会場正面からデルタ隊形で進入し、そのままループに入る。ループの頂点（高度6,000フィート付近）でスモークを使用開始、そのままループで高度500フィートまで降下。その後、まず4番機と6番機が左右に60度方向にブレイク、その後2番機と3番機が左右30度方向・ピッチ角15度でブレイク、1番機はピッチ角20度でブレイク。なお、第3区分と第4区分ではループは行なわずにブレイクする。                                              | ○       | ○       | ○       | ○       |          |          |
| バーティカル・クライム・ロール Vertical Climb Roll                    |        | 5番機が会場の左から進入し、滑走路上空で垂直に急上昇しながら右ロールで4.25回転。5番機の速度は進入した時点では400ノットである が、最大高度の9,000フィートまで上がる頃には、速度が失速寸前の100ノット程度にまで低下している。 | ○       | ○       |         |         |          |          |
| インバーテッド・ロール Inverted Roll                                  |        | 5番機が会場の左から背面飛行で進入、会場正面で右ロールで2回転し、背面飛行のまま右へ抜ける。 |         |         | ○       | ○       |          |          |
| スロー・ロール Slow Roll                                              |        | 6番機が会場の左から進入し、約10秒をかけてゆっくりと右ロールで1回転する。一見容易だが、エレベーター・エルロン・ラダーの調和が試される、難易度の高い課目とされている。 | ○       | ○       | ○       | ○       |          |          |
| チェンジ・オーバー・ループ Change Over Loop                           |        | 会場後方から1番機から4番機がトレール隊形で進入、滑走路を通過した後にループを行ないながらダイヤモンド隊形に移行する。ループの後半で90度ロールしながら会場右側に抜ける。 | ○       | ○       |         |         |          |          |
| ハーフ・スロー・ロール Half Slow Roll                                 |        | 会場右側から5番機と6番機がアブレスト隊形で進入。隊形を維持したままで右に180度ロールし背面飛行となり、会場正面で左ロールしながら左後方に抜ける。 | ○       | ○       |         |         |          |          |
| レター・エイト Letter 8                                               |        | 会場後方から1番機から4番機がダイヤモンド隊形で進入。会場正面で1番機から3番機は右旋回、4番機のみ最大性能で小さめに左旋回。4番機は360度の旋回後に、1番機から3番機が描いた輪の中をショートカットしてダイヤモンド隊形に戻り、会場から離脱。課目名の由来はスモークの軌跡が8の字に見えることから。 | ○       | ○       | ○       | ○       |          |          |
| カリプソ Calypso                                                      |        | F-86F時代の末期から継続されている課目。会場右手から5番機と6番機が進入。5番機が180度ロールし背面飛行となり、6番機が移動して2機が背中合わせになる。第1区分・第2区分でも「ハーフ・スロー・ロール」の代わりに行なわれることがある。 |         |         | ○       | ○       |          |          |
| バック・トゥ・バック Back to Back                                     |        | 2010年にブルーインパルス創設50周年を記念して追加された課目。会場右手から5番機と6番機が進入。5番機が180度ロールし背面飛行となり、6番機が移動して2機が下面合わせになる。第1区分・第2区分でも「ハーフ・スロー・ロール」の代わりに行なわれることがある。 |         |         | ○       | ○       |          |          |
| トレール・トゥ・ダイヤモンド・ロール Trail to Diamond Roll            |        | 会場左方から1番機から4番機がトレール隊形で進入。右バレルロールを行ないながらダイヤモンド隊形に移行して会場右側に抜ける。 |         |         | ○       | ○       |          |          |
| オポジット・コンティニュアス・ロール Opposite Continuous Roll         |        | 会場右側から5番機、会場左側から6番機が進入。どちらも3回の右ロールを行いながら、会場正面ですれ違う。2機の間隔は約50メートル。 | ○       | ○       | ○       | ○       |          |          |
| フォー・シップ・インバート 4 Ship Invert                              |        | 会場右手から1番機から4番機がダイヤモンド隊形で進入。滑走路端でまず1番機と4番機が、その後に2番機と3番機が背面飛行に移行、そのまま密集したダイヤモンド隊形で通過し、会場左側で180度ロールして離脱。 | ○       | ○       | ○       | ○       |          |          |
| スリー・シップ・インバート 3 Ship Invert                              |        | 「フォー・シップ・インバート」の代わりに行なわれることがあり、1番機以外の3機が背面飛行となるもの。アメリカ空軍主催の「ゴールデン・エア・タトゥー」においては「ニンジャ・パス」 (Ninja Pass) という名で紹介された。 | ○       | ○       | ○       | ○       |          |          |
| ダブル・ファーベル Double Farbel                                      |        | 「フォー・シップ・インバート」の代わりに行なわれることがあり、1番機と4番機だけが背面飛行となるもの。 | ○       | ○       | ○       | ○       |          |          |
| キューピッド （バーティカル・キューピッド） Cupid (Vertical Cupid)    |        | T-2時代に行なわれていた「ビッグ・ハート」を発展させた課目。5番機と6番機がアブレスト隊形で会場正面から進入し急上昇。ピッチ角が85度になった時点で左右に分かれ、ループしながらハートを描いて左右に離脱。会場左側から4番機が30度ピッチでスモークを描きながら進入。ハートを矢が貫いているように見せるために一度スモークを切っている。 | ○       | ○       |         |         |          |          |
| スラント・キューピッド Slant Cupid                                    |        | 前述の「キューピッド」で、ハートを描く際に斜め旋回するもの。 |         |         | ○       |         |          |          |
| オリジナル・レベル・キューピッド Original Level Cupid                 |        | 前述の「キューピッド」で、ハートを描く際に水平旋回するもの。この課目では4番機は加わらない。 |         |         |         | ○       |          |          |
| ライン・アブレスト・ロール Line Abreast Roll                          |        | 会場右手前方から1番機から3番機がアブレスト隊形で進入。そのままの隊形を維持しながら大きくバレルロールを行う。アブレスト隊形は水平飛行でも隊形維持が難しく、極めて難易度の高い課目とされている。 | ○       | ○       |         |         |          |          |
| シングル・クローバーリーフ・ターン Single Cloverleaf Turn             |        | 会場左手から1番機から4番機がトレール隊形で進入。上昇旋回しながらダイヤモンド隊形に移行。会場正面からはさらにアローヘッド隊形に移行し、会場右側へ抜ける。 |         |         | ○       | ○       |          |          |
| スリー・シックスティー&ループ 360°& Loop                              |        | 5番機が会場右側から進入。会場正面で360度の左旋回を行った後、360度ループを行う。 | ○       | ○       |         |         |          |          |
| オポジット・トライアングル Opposite Triangle                          |        | 6機がデルタ隊形で会場右側から進入、滑走路端で2番機から4番機までが右ロールして背面飛行となり、会場正面までに密集したデルタ隊形となる。 |         |         | ○       | ○       |          |          |
| ワイド・トゥ・デルタ・ループ Wide to Delta Loop                       |        | 1番機から4番機と6番機が会場の右からデルタ隊形で進入、そのままループに入る。上昇中にデルタの間隔を縮めてゆき、進入時に1辺が230m程度だったデルタの1辺が、ループの頂点では40mにまで縮まっている。 | ○       | ○       |         |         |          |          |
| ダブル・ロールバック Double Rollback                                  |        | ブルーインパルス創設50周年を記念して2010年に追加された課目。6機がデルタ隊形で会場右側から進入、5番機と6番機が同時に上昇しながら外側にロール、5番機と6番機が編隊に集合する直前に2番機と3番機が同時に上昇しながら外側にロール、スワン隊形となって左後方に離脱。 |         |         | ○       | ○       |          |          |
| デルタ・ロール Delta Roll                                             |        | 6機が密集したデルタ隊形で会場正面から進入、隊形を維持したまま大きくバレルロールを行い、右後方に抜ける。 | ○       | ○       |         |         |          |          |
| デルタ・ループ Delta Loop                                             |        | 6機が密集したデルタ隊形で会場右側から進入、隊形を維持したまま大きくループを行う。 | ○       | ○       |         |         |          |          |
| ボントン・ロール Bon ton Roll                                         |        | 6機がデルタ隊形で会場左側から進入、6機が一斉に右ロールで1回転する。 | ○       | ○       | ○       | ○       |          |          |
| サクラ SAKURA                                                         |        | 2004年（平成16年）に航空自衛隊創設50周年を記念して追加された課目。6機が大きなポイントスター隊形で会場右側から進入、リーダーのコールにより一斉に左へ360度旋回する。旋回時には、2番機は200フィート下、3番機は200フィート上、5番機は300フィート下の高度で旋回する。 |         |         | ○       | ○       | ○        |          |
| バーティカル・キューバン・エイト Vertical Cuban 8                     |        | 会場右側から5番機が進入。会場正面を過ぎたあたりでインメルマンターンを2回繰り返して上昇。頂点からはスプリットSを2回繰り返して降下、スモークで「8」の文字を描く。 | ○       |         |         |         |          |          |
| キューバン・エイト Cuban 8                                            |        | 会場右側から5番機が進入。会場正面を過ぎたあたりで引き起こしてループに入り、225度のループのあたりで1回転半のロールを行い、進入時の角度になったら同じことをもう一度繰り返す。 |         | ○       |         |         |          |          |
| スター&クロス Star & Cross                                            |        | アメリカ空軍主催の「ゴールデン・エア・タトゥー」において、アメリカ人の観客から絶賛された課目。1番機から4番機と6番機が会場後方からデルタ隊形で進入、そのまま上昇。ピッチ角85度に達したところで1番機が後方に、2番機と3番機は左右に70度ずつ、4番機と6番機は左右に145度ずつの角度で5方向に分かれる。各機ともスプリットSの機動で降下し、高度5,000フィート付近で会場に再び進入し、編隊長の合図で右に15度ずつ旋回してスモークを使用開始、各機のスモーク開始点に向けて飛行する ことで、大きな星がスモークで描かれる。 | ○       | ○       |         |         |          |          |
| タック・クロスI Tac Cross I                                           |        | 会場正面から5番機と6番機が進入、会場から見て右側が5番機、左側が6番機。2機が同時に背面飛行になった あと、5番機が右ロール、6番機が左ロールした後に互いに交差。5番機が左側へ、6番機が右側へそれぞれ上昇しながら2回転半ロールした後にスプリットSの機動で降下。滑走路上で背面飛行となり、そのまま2機がすれ違う。 | ○       | ○       | ○       |         |          |          |
| タック・クロスII Tac Cross II                                         |        | 前述の「タック・クロスI」で、5番機と6番機が交差した後に上昇せずに斜め旋回するもの。 |         |         |         | ○       |          |          |
| ローリング・コンバット・ピッチ Rolling Combat Pitch                   |        | F-86F・T-2時代から継続されている課目。1番機から4番機までが会場左側からエシュロン隊形で進入、緩やかに上昇した後に、1番機から順に250度の右ロールを行う。ここで編隊は解散となり、各機は180度左旋回、その後着陸態勢に入るためにトレール隊形へ移行する。 | ○       | ○       | ○       | ○       |          |          |
| コーク・スクリュー Cork Screw                                         |        | 5番機と6番機が正面右方向からアブレスト隊形で進入。5番機が背面飛行になった後、6番機が5番機を中心として3回のバレルロールを行い、スモークでコルクの栓抜き (Cork Screw) のような軌跡が描かれる。その後着陸態勢に入る。 | ○       | ○       | ○       | ○       |          |          |
| ナイフ・エッジ Knife Edge                                             |        | 会場左手から5番機が進入、右に90度のバンク角をとったままで右側に抜ける。この間は胴体の揚力のみで飛行している。 |         |         |         |         | ○        |          |
| デルタ・スリー・シックスティ・ターン Delta 360°Turn                   |        | 編隊機動連携飛行でのみ実施。1番機から4番機と6番機が会場右側からデルタ隊形で進入し、隊形を維持したまま360度旋回を行う。 |         |         |         |         | ○        |          |
| セブン・トゥエンティ・ターン 720°Turn                                 |        | 編隊機動連携飛行でのみ実施。会場正面から進入した5番機が、まず右に360度旋回、その後左に360度旋回する。 |         |         |         |         | ○        |          |
| レベル・オープナー Level Opener                                       |        | 編隊機動連携飛行でのみ実施。1番機から4番機と6番機が会場正面からデルタ隊形で進入し、4番機と6番機が外側に60度、2番機と3番機が45度で4秒間旋回してブレイク。 |         |         |         |         | ○        |          |
| デルタ・ダーティー・ローパス Delta Dirty Low-pass                     |        | デルタ隊形で会場上空を通過。編隊機動連携飛行と航過飛行（フライバイ）でのみ実施。 |         |         |         |         | ○        | ○        |
| リーダーズ・ベネフィット・ローパス Leader's benefit Low-pass          |        | リーダーズ・ベネフィット隊形で会場上空を通過。編隊機動連携飛行と航過飛行（フライバイ）でのみ実施。 |         |         |         |         | ○        | ○        |
| ポイント・スター・ローパス Point star Low-pass                        |        | ポイント・スター隊形で会場上空を通過。編隊機動連携飛行と航過飛行（フライバイ）でのみ実施。 |         |         |         |         | ○        | ○        |
| スワン・ローパス Swan Low-pass                                        |        | スワン隊形で会場上空を通過。航過飛行（フライバイ）でのみ実施。 |         |         |         |         |          | ○        |
| グランドクロス・ローパス Grand Cross Low-pass                         |        | グランドクロス隊形で会場上空を通過。航過飛行（フライバイ）でのみ実施。 |         |         |         |         |          | ○        |
| エシュロン・ローパス Echelon Low-pass                                 |        | エシュロン隊形で会場上空を通過。航過飛行（フライバイ）でのみ実施。 |         |         |         |         |          | ○        |
| ピラミッド・ローパス Pyramid Low-pass                                 |        | ピラミッド隊形で会場上空を通過。航過飛行（フライバイ）でのみ実施。 |         |         |         |         |          | ○        |
| ツリー・ローパス Tree Low-pass                                        |        | ツリー隊形で会場上空を通過。航過飛行（フライバイ）でのみ実施。 |         |         |         |         |          | ○        |
| トレール・ローパス Trail Low-pass                                     |        | トレール隊形で会場上空を通過。航過飛行（フライバイ）でのみ実施。 |         |         |         |         |          | ○        |
| クリスマスツリー・ローパス Christmas tree Low-pass                    |        | クリスマスツリー隊形で会場上空を通過。航過飛行（フライバイ）で実施するほか、期間限定で正規科目終了後、着陸前に実施。 |         |         |         |         |          | ○        |

## データ

### 年表

#### F-86F時代
- 1958年（昭和33年）
  - 10月19日 - 浜松基地開庁祭でF-86Fによる曲技飛行を行う[27]。日本における初めてのジェット機による公開宙返り。
- 1960年（昭和35年）
  - 3月4日 - 浜松北基地で第一回の初公式展示[30]。空幕幹部に向けた部内飛行で、正式発足前だったものの第1回展示飛行としてカウントされ[30]、16科目におよぶ展示飛行を実施[30]。
  - 4月16日 - 浜松第1航空団第2飛行隊内に「空中機動研究班」としてアクロチームが誕生[29]。
  - 5月21日 - 5回目の展示飛行。ジョンソン基地（現在の入間基地）にて行われた3軍記念日において初めてスモークを使用した展示飛行を実施[27]。
  - 8月1日 - 「特別飛行研究班」に改称[29]。
- 1961年（昭和36年）
  - 7月21日 - 伊良湖畔沖における訓練中に初めてのアクシデント[38]。
  - 10月22日 - カラースモークを初めて使用[39]。
- 1963年（昭和38年）
  - 10月5日 - 美保基地での展示飛行において、新塗装機の初披露[41]。
- 1964年（昭和39年）
  - 10月10日 - 東京オリンピック開会式で会場上空に「五輪」を描く[315]。
- 1965年（昭和40年）
  - 11月20日 - 第2飛行隊の解散に伴い第1航空団第1飛行隊の指揮下に入り「戦技研究班」と改称[62]。
  - 11月24日 - テイクオフ・ロール事故を起こす[62]。
- 1966年（昭和41年）
  - 4月16日 - 姫路大博覧会で飛行[316][317][318]。
- 1970年（昭和45年）
  - 3月14日 - 日本万国博覧会（大阪万博）開会式で会場上空に6機を使い "EXPO'70" の文字を描く[41]。
- 1979年（昭和54年）
  - 4月1日 - F-86Fによるパイロット教育終了に伴い第1飛行隊解散[69]。それに伴い戦技研究班は第1航空団第35飛行隊の指揮下に入る[69]。
- 1981年（昭和56年）
  - 2月8日 - 入間基地で「F-86Fブルーインパルス最終展示飛行」を行う[41]。
  - 3月3日 - 浜松基地上空で「F-86Fブルーインパルス」最後の訓練飛行（最終アクロ訓練）を行う[41]。
  - 3月31日 - 第35飛行隊・戦技研究班（F-86Fブルーインパルス）解散[41]。

#### T-2時代
- 1982年（昭和57年）
  - 1月12日 - 松島基地第4航空団第21飛行隊内に「戦技研究班（T-2ブルーインパルス）」新編[69]。
  - 7月25日 - 松島基地航空祭で「T-2ブルーインパルス」最初の公式展示飛行を行う[71]。悪天候のため「航過飛行」のみ[69]。
  - 8月8日 - 千歳基地航空祭で「T-2ブルーインパルス」最初の第1区分公式展示飛行（フル演技）を行う[70]。
  - 11月14日 - 浜松基地航空祭で「下向き空中開花」を演技中に4番機がホンダ・エクスプレス（現・ホンダロジスティクス）敷地内のモータープール（完成車両の出荷前集積場）に墜落。パイロット1名が殉職、周辺住民12名の負傷者を出す大事故を起こす[74]。
- 1983年（昭和58年）
  - 2月 - 飛行訓練を再開[89]。
  - 10月30日 - 陸上自衛隊朝霞駐屯地で開催された「観閲式」にて行った観閲飛行で飛行再開[73]。
  - 11月3日・5日・6日 - 岐阜基地で開催された「国際航空宇宙ショー」にて、シンボルマークを描き、フライバイ飛行を実施する[89]。
- 1984年（昭和59年）
  - 7月29日 - 松島基地航空祭で曲技飛行を含む展示飛行を5機で再開する[73]。
- 1990年（平成2年）
  - 4月1日 - 大阪・花と緑の博覧会で博覧会シンボルマーク（巨大チューリップ）を描く[89]。
- 1991年（平成3年）
  - 6月 - 次期（三代目）ブルーインパルス使用機材にT-4を選定[96]。
  - 7月4日 - 金華山沖での飛行訓練中に2機が墜落、パイロット2名が殉職[90]。この年の展示飛行を中止する[73]。
- 1992年（平成4年）
  - 8月23日 - 松島基地航空祭で水平区分系のみで展示飛行を4機で再開する[98]。
  - 10月 - 第21飛行隊内に「T-4準備班」発足[99]。
- 1993年（平成5年）
  - 8月 - 展示飛行にソロ1機を追加、5機体制で展示飛行を行う[98]。
- 1994年（平成6年）
  - 8月7日 - 千歳基地航空祭より6機体制になる[98]。
  - 8月10日 - 米空軍アクロバットチーム「サンダーバーズ」と三沢基地航空祭で競演[95]。
  - 8月11日 - 第4航空団にT-4アクロ（T-4ブルーインパルス）仕様1号機（46-5720）納入[99]。
  - 8月21日 - 松島基地航空祭で「T-4ブルーインパルス」機、一般に初披露される[319]。
  - 10月1日 - 第4航空団第21飛行隊内「T-4準備班」を昇格させる形で「臨時第11飛行隊」に新編[10]。
  - 10月1日 - 百里基地で『航空自衛隊創設40周年記念行事』を兼ねた「1994年航空訓練展示」でT-4ブルー機展示、1機（726号機）地上展示、2機（720号機・725号機）が、展示飛行を行う[10]。
- 1995年（平成7年）
  - 7月30日 - 松島基地で開催された「航空祭」で「T-4ブルーインパルス」がお披露目され、T-2・T-4両ブルーインパルスの共演が行われる[10]。
  - 11月12日 - 百里基地で開催された「1995年航空訓練展示」でも「T-4ブルーインパルス」がお披露目され、再びT-2・T-4両ブルーインパルスの共演が行われる[10]。
  - 11月26日 - 宮崎県新田原基地航空祭で「T-2ブルーインパルス」最後の第1区分公式展示飛行（フル演技）を行う。
  - 12月3日 - 浜松基地で『T-2ブルーインパルス最終展示飛行』を行う[320]。
  - 12月8日 - 松島基地上空で「T-2ブルーインパルス」最後の訓練飛行（最終アクロ訓練）を行う。
  - 12月22日 - 第21飛行隊戦技研究班（T-2ブルーインパルス）解散、第11飛行隊（T-4ブルーインパルス）新編[73]。

#### T-4時代
- 1996年（平成8年）
  - 4月 - 防衛大学校入校式で、「T-4ブルーインパルス」最初の公式展示飛行（編隊課目のみ）を行う[106]。
  - 5月5日 - 岩国航空基地「日米親善デー」で、「T-4ブルーインパルス」最初の第1区分公式展示飛行（フル演技）を行う[106]。
- 1997年（平成9年）
  - 4月 - アメリカ合衆国ネバダ州・ネリス空軍基地にて開催の『アメリカ空軍創設50周年記念エアショー（「ゴールデン・エア・タトゥー」）』にて初めて海外での展示飛行を実施[111]。
- 1998年（平成10年）
  - 2月 - 長野オリンピック開会式で展示飛行[128]。
- 1999年（平成11年）
  - この年からカラースモークの使用を禁止[129]。
  - 11月14日 - 浜松基地航空祭で18年ぶりとなる第1区分の展示飛行を実施[128]。
- 2000年（平成12年）
  - 7月4日 - 飛行訓練後の帰投中に2機が墜落し、パイロット3名が殉職[1][321]。事故以降、その年の展示飛行を全て中止する[128][322]。
- 2001年（平成13年）
  - 2月 - 飛行訓練を再開[130]。
  - 8月26日 - 松島基地航空祭より4機による展示飛行を再開する[133]。
  - 9月11日 - アメリカ同時多発テロ事件発生により、これ以降、当年度の全ての航空祭が中止に[128]。
- 2002年（平成14年）
  - 5月26日 - 静浜基地航空祭より航空祭における展示飛行を再開。
  - 6月4日 - 2002 FIFAワールドカップにて埼玉スタジアム2002上空で展示飛行[128]。
  - 8月 - 墜落事故で失われた機体の補充として新たに2機の新造T-4アクロバット仕様機を受領[133]。
  - 12月の岐阜基地航空祭から6機体制に戻る[130]。
- 2004年（平成16年）
  - 9月・10月 - 「パシフィックツアー」中のサンダーバーズと百里、浜松で競演するも天候不順で展示飛行は全て中止。
- 2005年（平成17年）
  - 12月開催の那覇基地航空祭にてT-4ブルーインパルス化初の展示飛行（編隊課目のみ）を実施。
- 2007年（平成19年）
  - 4月28日 - 熊本城の築城400年祭の一環として、熊本市上空にて展示飛行（航過飛行）を実施、熊本県出身の村田将一3等空佐が1番機を操縦した。
  - 9月30日 - F1 日本GP決勝が開催される「富士スピードウェイ」上空で展示飛行（航過飛行）を実施予定だったが、悪天候により飛行中止。
- 2008年（平成20年）
  - 4月12日〜13日 - 瀬戸大橋開通20周年事業でサンポート高松上空と瀬戸大橋上空で展示飛行（航過飛行）を実施。
- 2009年（平成21年）
  - 6月1日〜2日 - 横浜開港150周年を記念して、第28回横浜開港祭において、横浜市西区臨港パーク上空で展示飛行（航過飛行）を実施。
  - 10月18日 - 米空軍アクロバットチーム「サンダーバーズ」と三沢基地航空祭で競演[111]。
- 2010年（平成22年）
  - 3月27日 - プロ野球チーム「東北楽天ゴールデンイーグルス」のホーム開幕戦のオープニングにて、クリネックススタジアム宮城上空で展示飛行（航過飛行）を実施。
  - 8月22日 - 第56回松島基地航空祭にてブルーインパルス創設50周年記念として航空中央音楽隊が「The Simmer of the Air」等を生演奏する中、展示飛行を実施。
  - 9月25日 - 第65回国民体育大会ゆめ半島千葉国体の開会式において、千葉マリンスタジアム上空でデルタ隊形による編隊航過飛行を実施[323]。
- 2011年（平成23年）
  - 3月11日 - 東北地方太平洋沖地震（東日本大震災）による津波被害のため松島基地所属の航空機は壊滅的被害を受けたが、第11飛行隊の保有する10機のうち、7機（天候調査などに使用される通常仕様の1機を含む）が翌日の九州新幹線全通を祝う編隊通過飛行のため芦屋基地に展開[324]、2機がIRAN（メーカーでの整備）に出されていたため[324]、第11飛行隊の航空機で被害を受けたのはブルーインパルス仕様T-4の1機のみであった。しばらくは芦屋基地を拠点とし飛行訓練を行った[140]。
  - 8月7日 千歳基地航空祭において、シーズン初の展示飛行（編隊連携機動飛行）を実施[145]。
  - 8月20日 宮城県東松島市で、震災後初めて地元での編隊飛行を披露[144]。最寄りの松島基地は未だ使用できないため、この日は青森県の三沢基地から離陸[144]。
- 2012年（平成24年）
  - 11月3日 - 入間航空祭にて、展示飛行中の2番機にバードストライクが発生し緊急着陸。その後の展示飛行は中止となってしまった[325]。
- 2013年（平成25年）
  - 3月25日、- 松島基地に戻るのを前に、芦屋基地を一般開放して、周辺住民に感謝の気持を込めて、芦屋基地で最後の展示飛行を行った[153]。
  - 3月31日 - 松島基地でブルーインパルスの帰還式が開かれた。ブルーインパルスは震災以来、拠点としていた芦屋基地を離れ、2年ぶりに松島基地へと帰還した[158]。

- 2014年（平成26年）

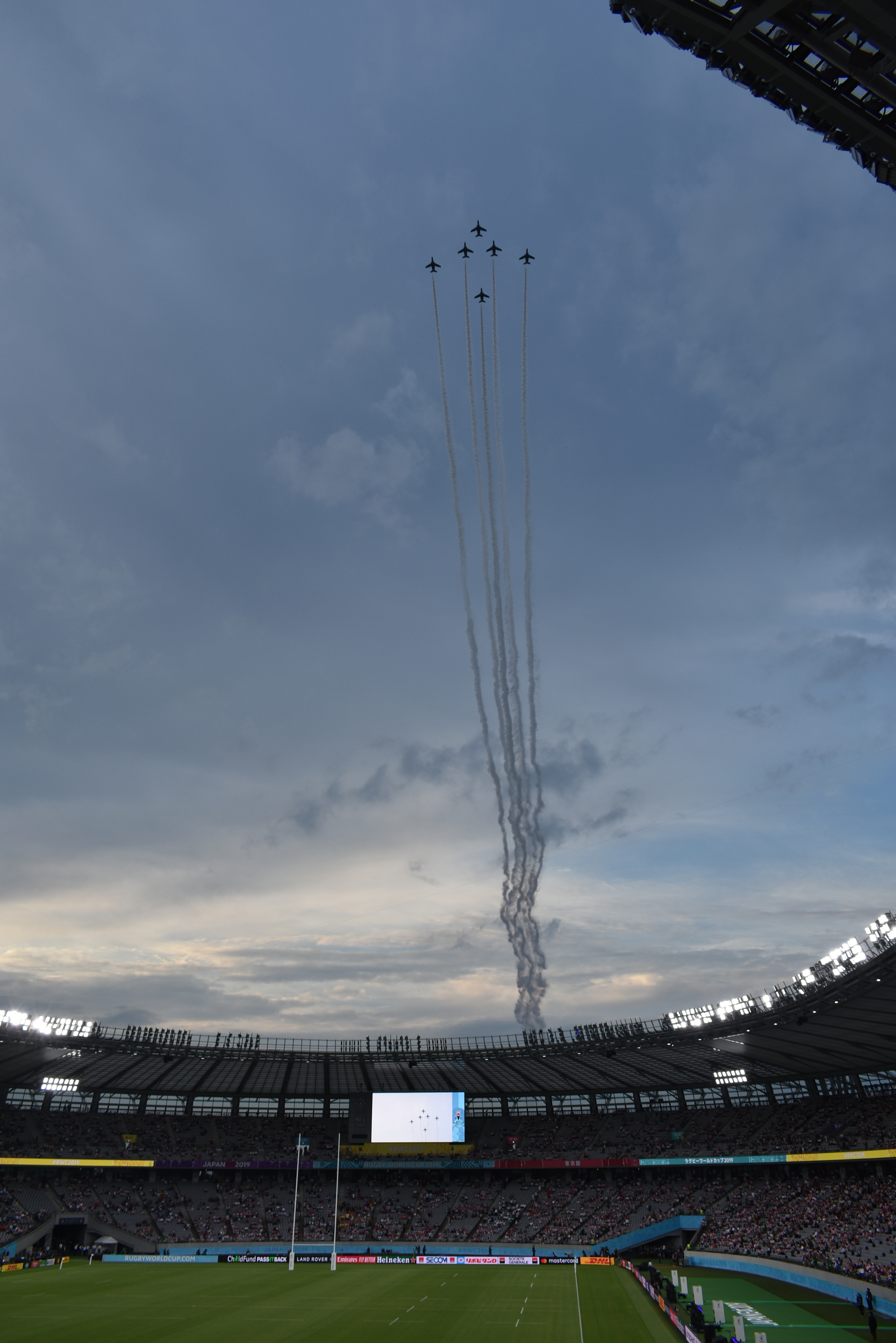
ラグビーワールドカップ2019 日本vsロシア（2019年9月20日撮影）

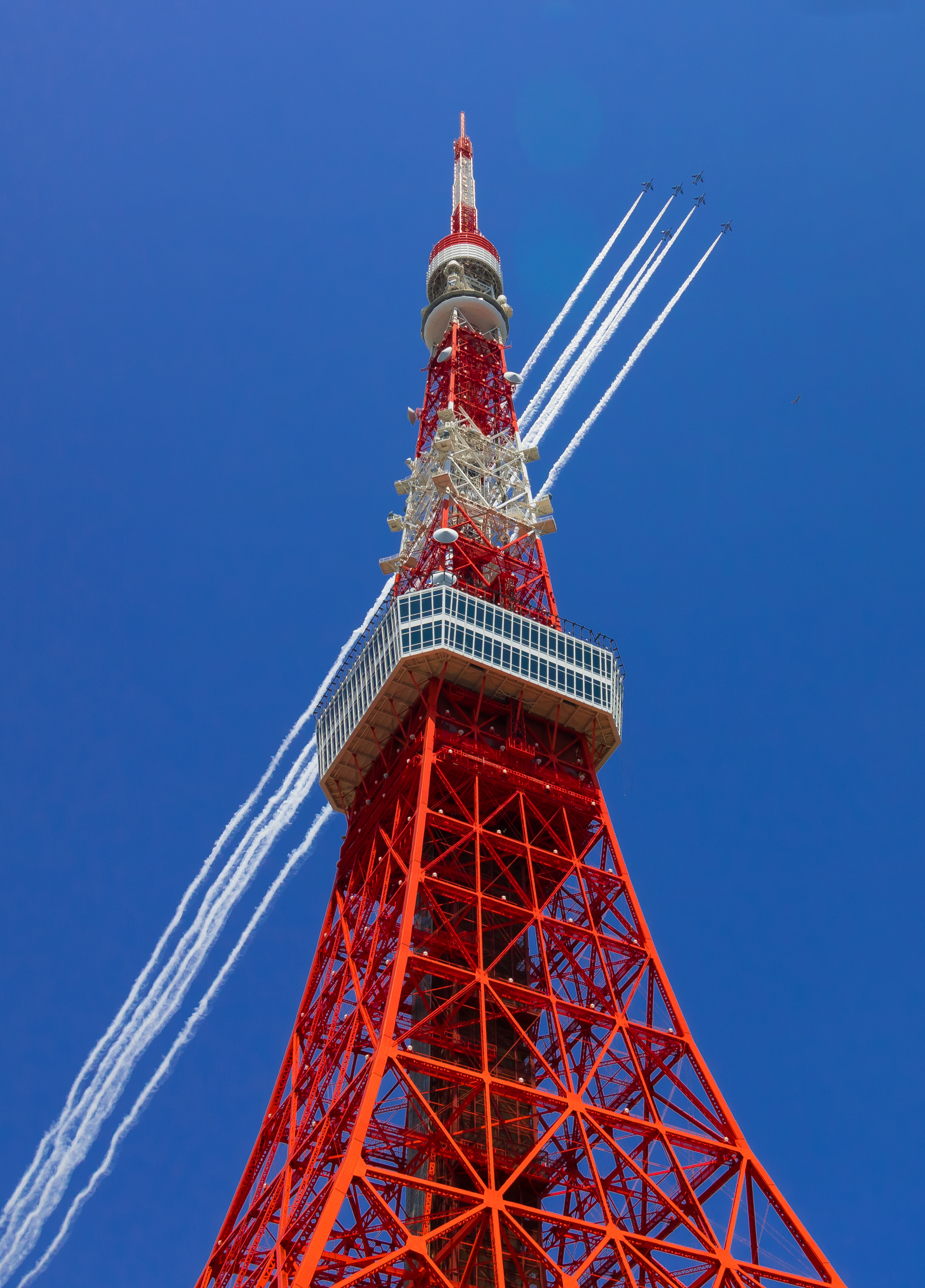
新型コロナウィルスへの対応で医師や看護師ら医療関係者に感謝の気持ちを示すため、白いスモークを出しながら東京都心を飛行（2020年5月29日撮影）

  - 1月29日 - 松島基地から南東に約45 kmの太平洋上で1番機の機首部と2番機の左後方が接触し同基地へ緊急着陸。ブルーインパルス同士の接触事故は発足以来初。
  - 5月31日 - 国立競技場のファイナルイベント「SAYONARA国立競技場FINAL "FOR THE FUTURE"」にて、競技場上空で展示飛行（航過飛行）を実施。
- 2015年（平成27年）
  - 3月26日- 姫路城大天守保存修理事業完成記念式典（兵庫）にて祝賀飛行を実施。
- 2016年（平成28年）
  - 3月26日 - 北海道新幹線の開業祝賀飛行を函館市-北斗市-木古内町間で実施[326]。
  - 8月28日 - 一般公募9,000人と特別招待1,000人の合計10,000人限定で公開された「松島基地復興感謝イベント」にて展示飛行を実施。基地上空で展示飛行を披露するのは6年ぶりとなる。
- 2017年（平成29年）
  - 8月26日 - 「東松島夏まつり」にて展示飛行を実施。
  - 8月27日 - 「松島基地航空祭」（完全一般公開）にて午前・午後の2回に渡り展示飛行を実施。同基地完全一般公開での展示飛行は2010年以来7年ぶりとなる。
- 2019年（令和元年）
  - 9月2日 - ラグビーワールドカップ2019（日本大会）の組織委員会が、9月20日の日本vsロシア（東京スタジアム〈東京都調布市〉）の開幕戦に先立って行われる式典と、25日の釜石鵜住居復興スタジアム（岩手県釜石市）でのフィジーvsウルグアイ戦前に、展示飛行が行われると発表[327]。
- 2020年（令和2年）
  - 3月20日 - 松島基地に、2020年東京オリンピックおよび2020年東京パラリンピックの聖火をギリシャのアテネより輸送してきた聖火輸送機「TOKYO2020号」日本航空のボーイング787-8型機（登録記号JA837J）が到着、「聖火到着式」が開催された。その際、ブルーインパルスが「五輪」を描いた。また、リーダーズ・ベネフィットも実施した。当日は強風[注釈 24] のため円は短い時間で消えてしまったが、「五輪」を描くのは1964年東京オリンピック開会式以来であり、1998年を最後に自粛していたカラースモークも使用された[328]。この式典の為にブルーインパルスは12機体制とされ、史上初の2チーム体制（A編隊が五輪、B編隊がリーダーズ・ベネフィットを担当）となった。
  - 5月29日 - 新型コロナウイルス疫禍に対応する医療従事者らへの敬意と感謝を示すため、東京都心上空を飛行する[329][330][注釈 25][注釈 26]。
  - 12月24日 - 宮城県東松島市に「ブルーインパルス通り」が誕生 / 同市は、市制施行15周年記念事業の一環として、JR仙石線矢本駅から「ブルーインパルス」の母基地である航空自衛隊松島基地の若松門までを結ぶ区間の道路（総延長距離 589 m[331]）に、公募に基づいて[332][331]選定した道路愛称「ブルーインパルス通り」を採用した[333][334]。宮城県道205号矢本停車場線・東松島市道矢本駅前線・東松島市道新沼54号線の3路線からなるこの道路は、市の中心部を南北に貫き、松島基地航空祭や東松島夏まつりなどの地域イベントではメインの動線となっている[333]。
- 2021年（令和3年）
  - 3月11日 - TBS系列の音楽の日にて、MISIAがさよならも言わないままでと明日へを松島基地に所属する隊員の前で披露。曲の前後にはブルーインパルスの曲技飛行が行われた。
  - 7月23日- 2020年東京オリンピック開会式の聖火到着式の際に、ブルーインパルスが、カラースモークで「五輪」を描いた。この日もトラブルに備えて、A編隊とB編隊の12機体制となった。当日は、雲で一部が隠れ、完全な形では見えなかったものの、東京都心の上空で「五輪」を描くのは1964年東京オリンピック開会式以来である。
  - 8月24日- 2020年東京パラリンピック開会式の際に、ブルーインパルスが、赤、青、緑の3色のスモークで「スリーアギスト」を描いた。しかし、入間基地に着陸直前に予備機3機が、カラースモークを噴射し、近隣の自動車約300台にカラースモークの粒子が付着する被害が発生した。

### 使用機の一覧
使用機のうちF-86Fはすべての機体が用途廃止までブルーインパルスで使用されていたわけではない。
なお、F-86F・T-2時代は通常の機体からの改修点が少なかったことから、訓練飛行時に本番に向けた整備やローテーションの関係で機数が不足した場合は通常の機体を借用していたことがあった。
T-4は経年老朽化の為、2012年（平成24年）度より「戦技研究仕様機化改修」をスタートさせ、2020年までに10機が改修され、うち9機は小牧基地でモスボール保管されていた機体を改修し、1機は第303飛行隊に配備されていた機体を改修した。これにより第11飛行隊発足以降、戦技研究仕様機として製造された機体は全て退役した。
| シリアル番号 | 通常塗装 | 旧塗装 | 試験塗装 | 新塗装 | 用途廃止年月   | 備考 |
| ------------ | -------- | ------ | -------- | ------ | -------------- | --- |
| 62-7493      |          |        |          | ○      | 1978年10月     | 用途廃止後に米軍に返却                                                                                         |
| 62-7501      |          |        |          | ○      | 1981年4月      | 最後にブルーインパルス仕様に改修された機体                                                                     |
| 62-7512      |          |        |          | ○      | 1979年8月      | 1964年東京オリンピック開会式での祝賀飛行にも参加した                                                           |
| 72-7709      |          |        |          | ○      | 1981年3月      | |
| 72-7711      |          | ○      |          |        | 1979年10月     | |
| 72-7757      | ○        | ○      |          | ○      | 1969年5月11日  | 第6飛行隊で運用中に墜落                                                                                        |
| 72-7772      |          |        |          | ○      | 1977年6月      | 1964年東京オリンピック開会式､1970年大阪万博での祝賀飛行にも参加した                                            |
| 72-7773      |          |        |          | ○      | 1972年11月4日  | 入間基地から離陸後墜落 1970年大阪万博での祝賀飛行にも参加した                                                  |
| 82-7809      |          |        |          | ○      | 1980年3月      | |
| 82-7812      |          |        |          | ○      | 1980年1月      | 用途廃止後に米軍に返却                                                                                         |
| 82-7821      | ○        |        |          |        | 1980年10月     | スモーク発生装置初搭載機                                                                                       |
| 82-7832      |          |        |          | ○      | 1979年11月     | 1970年大阪万博での祝賀飛行にも参加した                                                                         |
| 82-7834      |          |        |          | ○      | 1980年2月      | |
| 82-7847      | ○        | ○      |          | ○      | 1981年3月      | 一時期を除いて全期間ブルーインパルスで使用 1964年東京オリンピック開会式､1970年大阪万博での祝賀飛行にも参加した |
| 92-7872      |          | ○      | ○        | ○      | 1980年8月      | 1964年東京オリンピック開会式での祝賀飛行にも参加した                                                           |
| 92-7873      |          |        |          | ○      | 1981年4月      | |
| 92-7894      |          |        |          | ○      | 1981年12月     | |
| 92-7901      | ○        |        |          | ○      | 1976年3月25日  | 第10飛行隊で運用中に墜落                                                                                       |
| 92-7913      |          |        |          | ○      | 1976年12月     | |
| 92-7915      | ○        | ○      |          |        | 1977年6月      | |
| 92-7927      |          |        |          | ○      | 1981年3月      | 1970年大阪万博での祝賀飛行にも参加した                                                                         |
| 92-7929      |          |        |          | ○      | 1977年10月     | 1970年大阪万博での祝賀飛行にも参加した                                                                         |
| 92-7931      |          |        |          | ○      | 1981年3月      | 1970年大阪万博での祝賀飛行にも参加した                                                                         |
| 92-7937      | ○        | ○      |          | ○      | 1978年2月16日  | 旧塗装は隊長機・第1飛行隊で運用中に墜落                                                                        |
| 92-7939      |          | ○      |          |        | 1976年6月      | |
| 02-7943      | ○        |        |          |        | 1961年7月4日   | 学生訓練中に墜落                                                                                               |
| 02-7948      | ○        | ○      |          | ○      | 1978年3月      | |
| 02-7960      |          |        |          | ○      | 1981年6月      | 浜松広報館に展示 1970年大阪万博での祝賀飛行にも参加した                                                        |
| 02-7962      |          |        |          | ○      | 1980年8月      | 02-7960の塗装で河口湖自動車博物館に展示 1970年大阪万博での祝賀飛行にも参加した                                 |
| 02-7966      |          |        |          | ○      | 1981年6月      | 浜松広報館に展示                                                                                               |
| 02-7975      |          |        |          | ○      | 1965年11月24日 | アクロバット飛行訓練中に墜落 1964年東京オリンピック開会式での祝賀飛行にも参加した                              |
| 02-7976      | ○        |        |          |        | 1961年7月21日  | アクロバット飛行訓練中に墜落                                                                                   |
| 12-7993      |          |        |          | ○      | 1980年3月      | |
| 12-7995      |          |        |          | ○      | 1980年8月      | 92-7929の塗装で浜松基地に保存                                                                                  |

| シリアル番号 | 区分   | 新造/改修      | 備考                                         |
| ------------ | ------ | -------------- | -------------------------------------------- |
| 59-5111      | 前期型 | 改修           | 退役後は浜松広報館に保存                     |
| 59-5112      | 前期型 | 改修           | 1991年7月4日、訓練中に墜落                   |
| 69-5128      | 後期型 | 改修（補充用） | 退役後は仙石線鹿妻駅前に保存                 |
| 99-5163      | 後期型 | 改修（補充用） | 退役後は石川県立航空プラザに保存             |
| 19-5172      | 後期型 | 新造           | 1991年7月4日、訓練中に墜落                   |
| 19-5173      | 後期型 | 新造           | 退役後は岐阜かかみがはら航空宇宙博物館に保存 |
| 19-5174      | 後期型 | 新造           | 1982年11月14日、展示飛行中に墜落             |
| 29-5175      | 後期型 | 新造           | 退役後は百里基地に保存                       |
| 29-5176      | 後期型 | 新造           | 退役後は松島基地に保存                       |
| 29-5177      | 後期型 | 新造           | 退役後は青森県立三沢航空科学館に保存         |

| シリアル番号 | 導入年   | 新造/改修      | 備考                                                                                     |
| ------------ | -------- | -------------- | ---------------------------------------------------------------------------------------- |
| 46-5720      | 1994年度 | 新造           | 2000年7月4日、訓練中に墜落                                                               |
| 46-5725      | 1994年度 | 新造           | 2016年12月7日に退役                                                                      |
| 46-5726      | 1994年度 | 新造           | 2017年退役 川崎重工岐阜工場総合ビル1階にて展示                                           |
| 46-5727      | 1994年度 | 新造           | 2000年7月4日、訓練中に墜落                                                               |
| 46-5728      | 1994年度 | 新造           | 2017年9月退役                                                                            |
| 46-5729      | 1994年度 | 新造           | 2018年3月退役 航空自衛隊熊谷基地にて展示                                                 |
| 46-5730      | 1994年度 | 新造           | 2018年退役                                                                               |
| 46-5731      | 1994年度 | 新造           | 2020年3月退役 2025年11月までに東松島道の駅に展示予定                                     |
| 66-5745      | 1996年   | 新造（追加）   | 2020年3月退役 航空自衛隊浜松広報館にて展示                                               |
| 26-5804      | 2002年   | 新造（補充用） | 2011年3月11日、東日本大震災の津波により水没                                              |
| 26-5805      | 2002年   | 新造（補充用） | 2019年3月退役 あいち航空ミュージアムにて展示                                             |
| 16-5663      | 2020年   | 改修（補充用） | 戦技研究仕様機化改修 10号機 他の改修機と異なり，改修される直前まで部隊で稼働していた機体 |
| 16-5666      | 2017年   | 改修（補充用） | 戦技研究仕様機化改修 4号機                                                               |
| 26-5686      | 2018年   | 改修（補充用） | 戦技研究仕様機化改修 6号機                                                               |
| 26-5690      | 2018年   | 改修（補充用） | 戦技研究仕様機化改修 5号機                                                               |
| 26-5692      | 2017年   | 改修（補充用） | 戦技研究仕様機化改修 3号機                                                               |
| 36-5693      | 2020年   | 改修（補充用） | 戦技研究仕様機化改修 9号機                                                               |
| 36-5694      | 2019年   | 改修（補充用） | 戦技研究仕様機化改修 8号機                                                               |
| 36-5697      | 2019年   | 改修（補充用） | 戦技研究仕様機化改修 7号機                                                               |
| 06-5787      | 2016年   | 改修（補充用） | 戦技研究仕様機化改修 1号機                                                               |
| 06-5790      | 2016年   | 改修（補充用） | 戦技研究仕様機化改修 2号機                                                               |

### 基本的な隊形

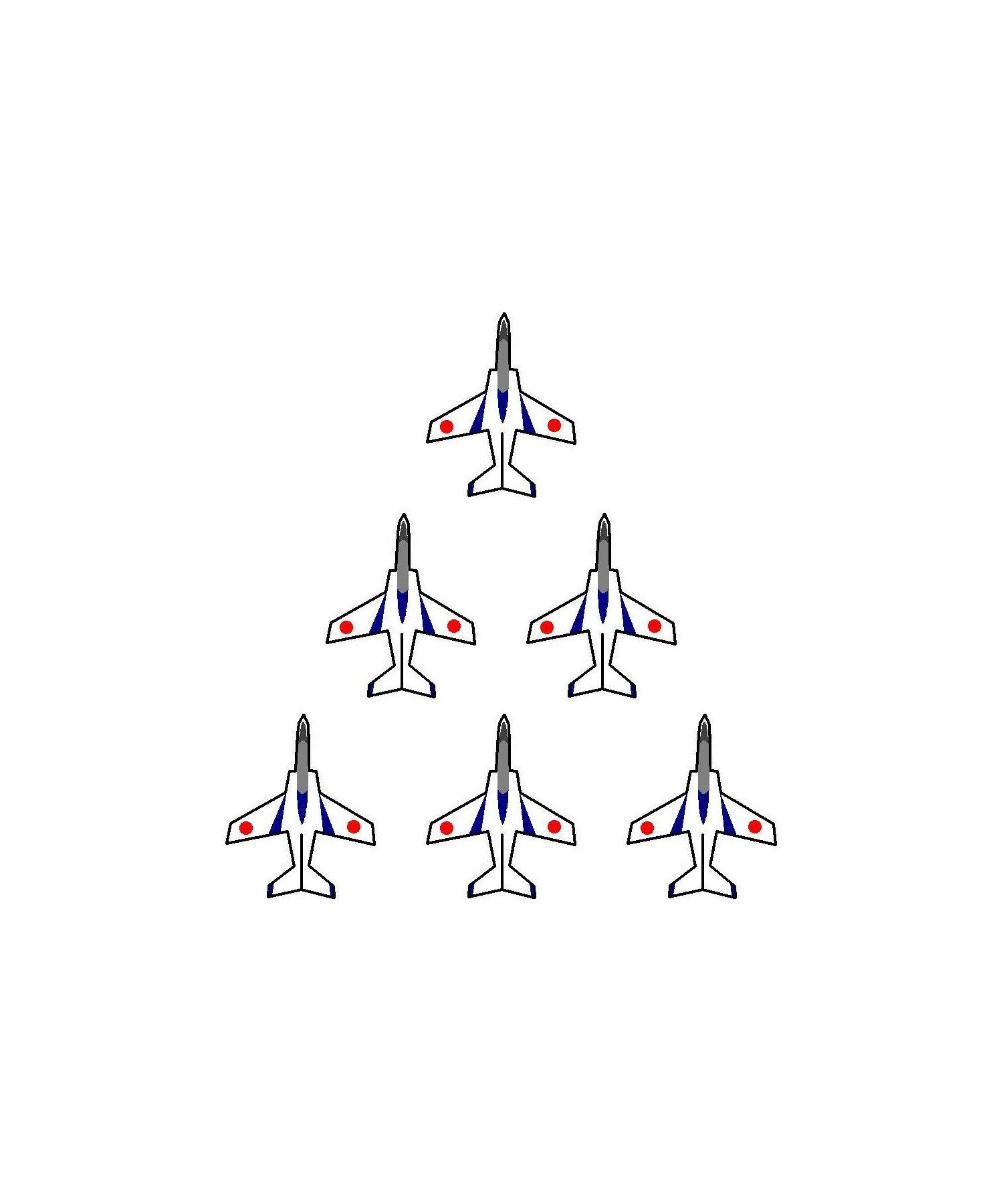
デルタ (Delta)
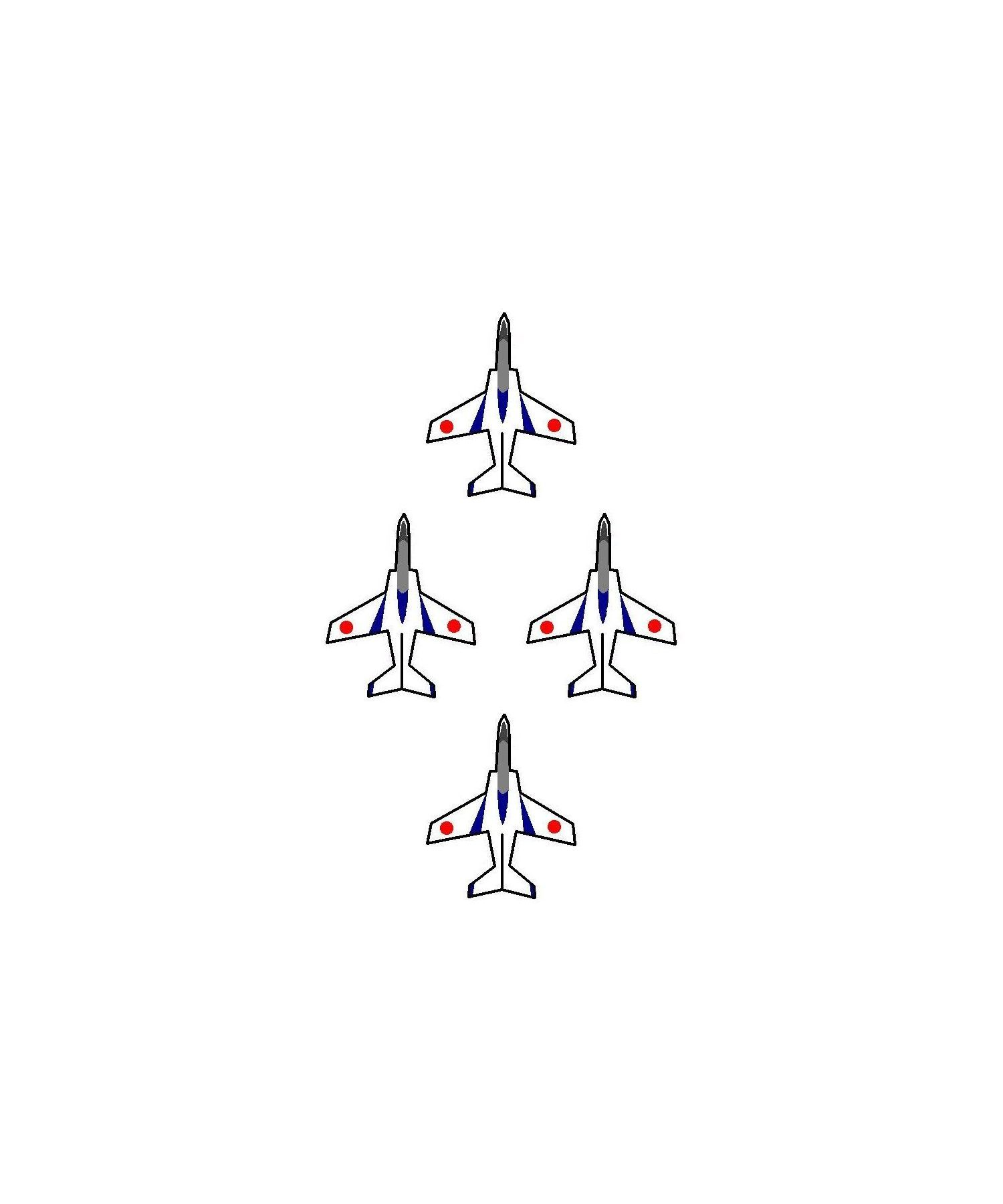
ダイヤモンド (Diamond)
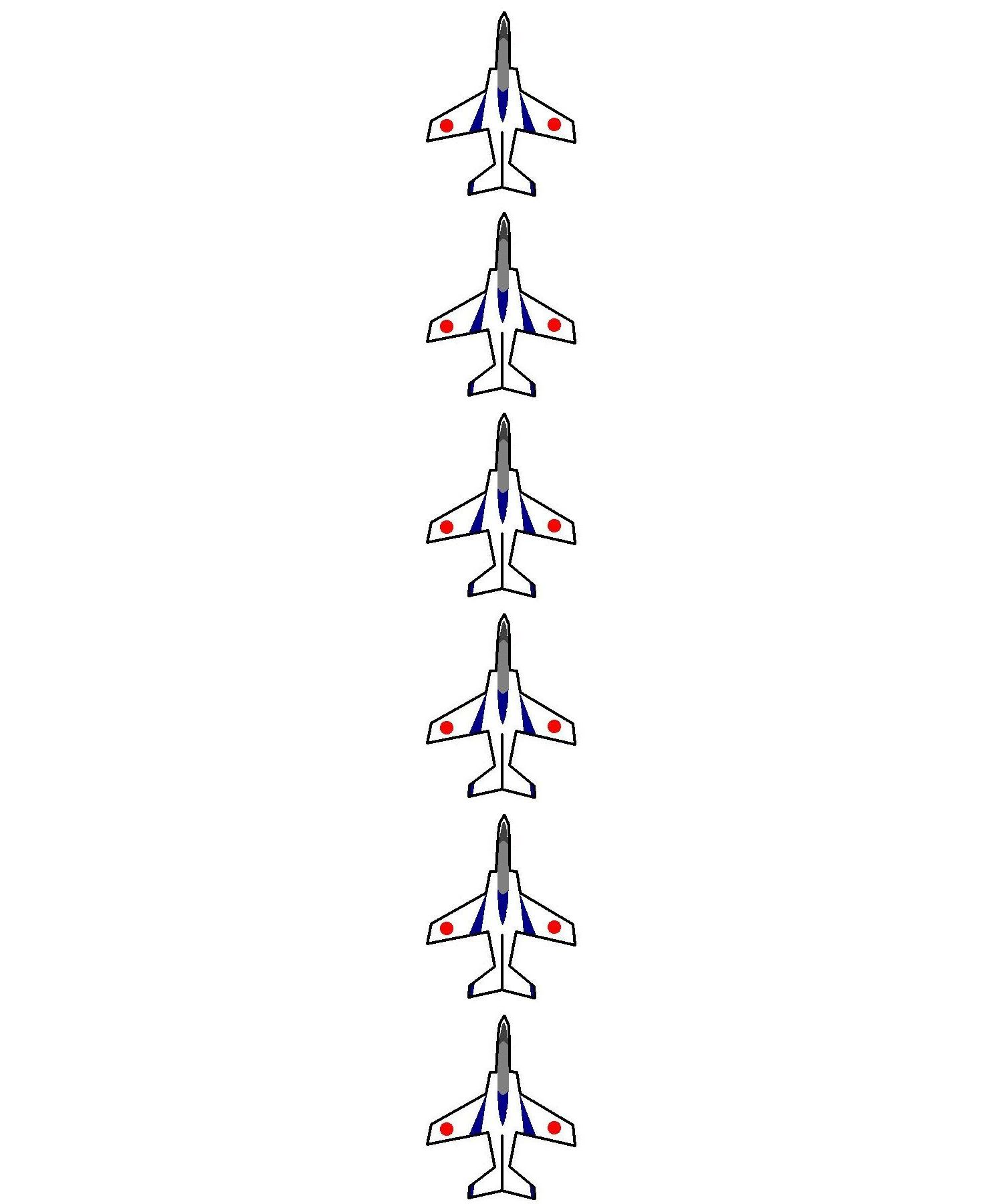
トレール (Trail)
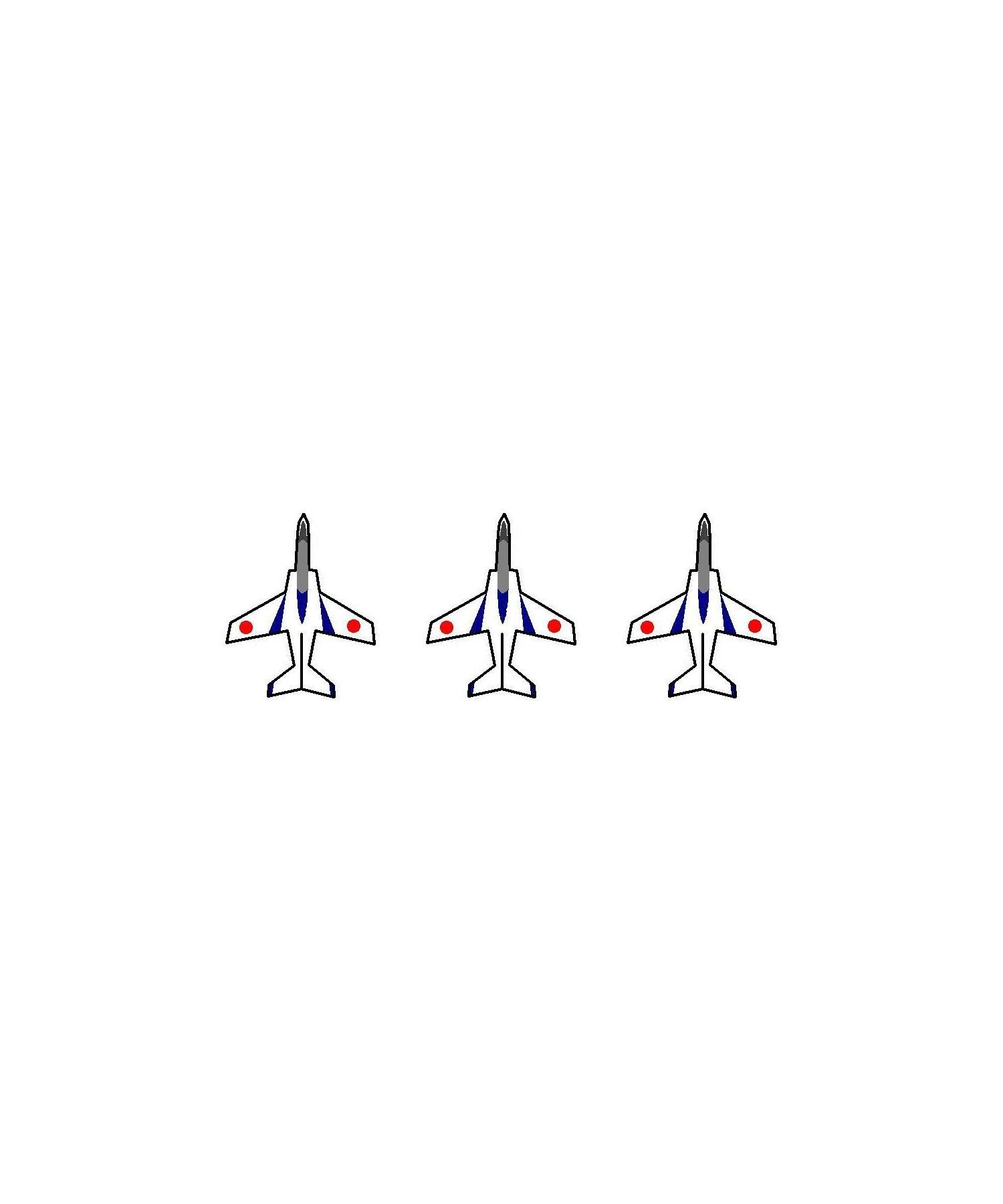
アブレスト (Abrest)
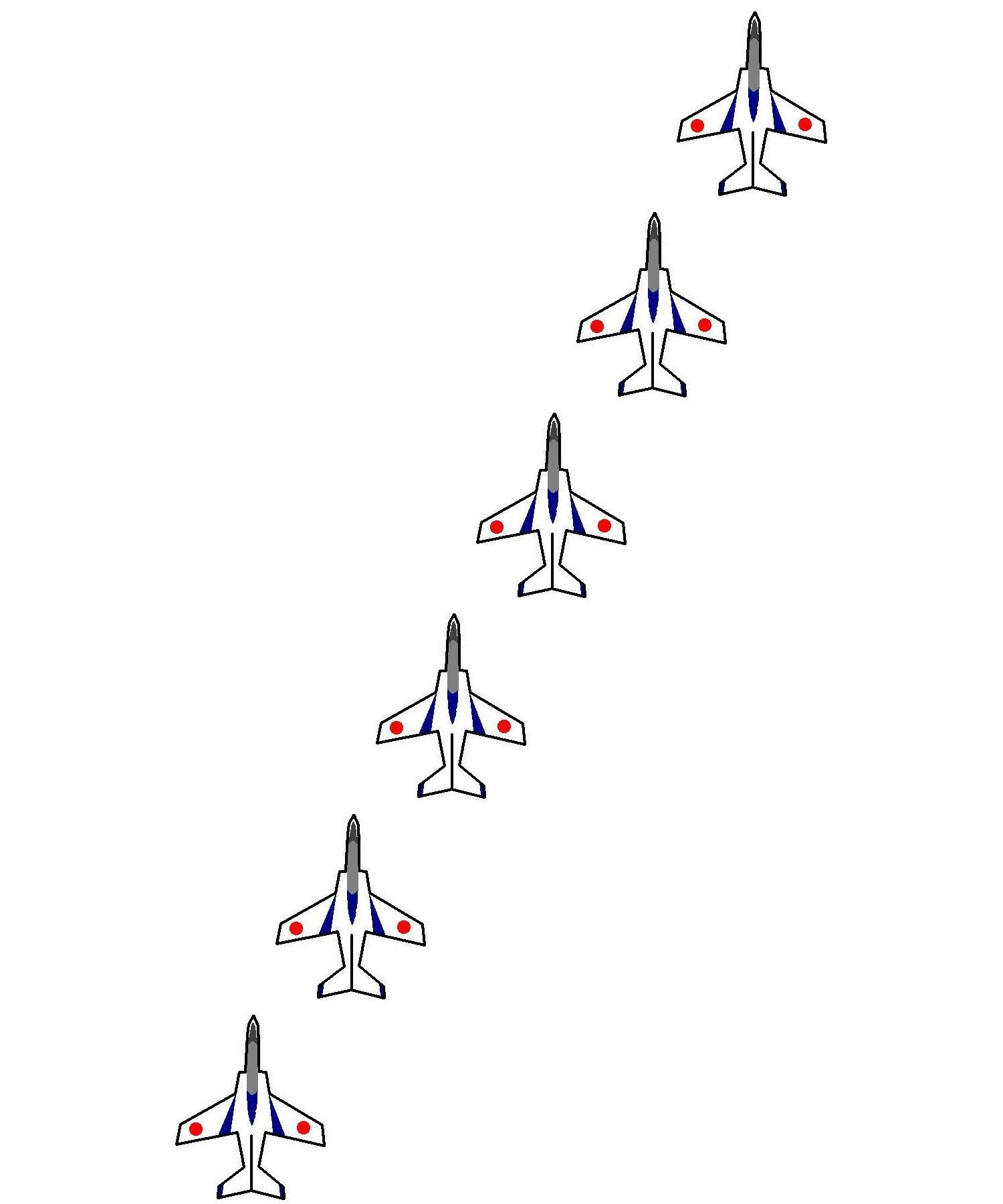
エシュロン (Echelon)
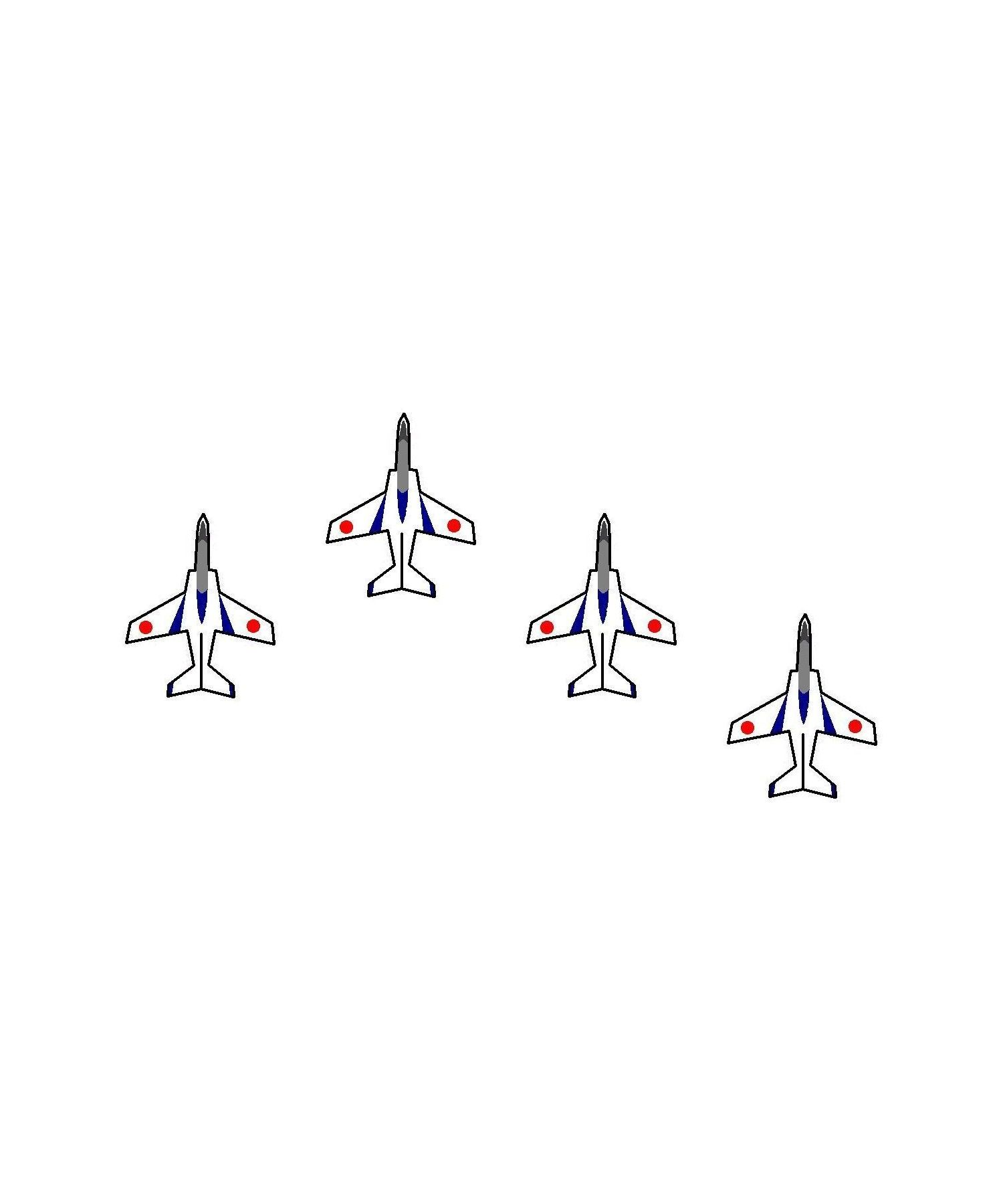
フィンガーチップ (Fingertip)
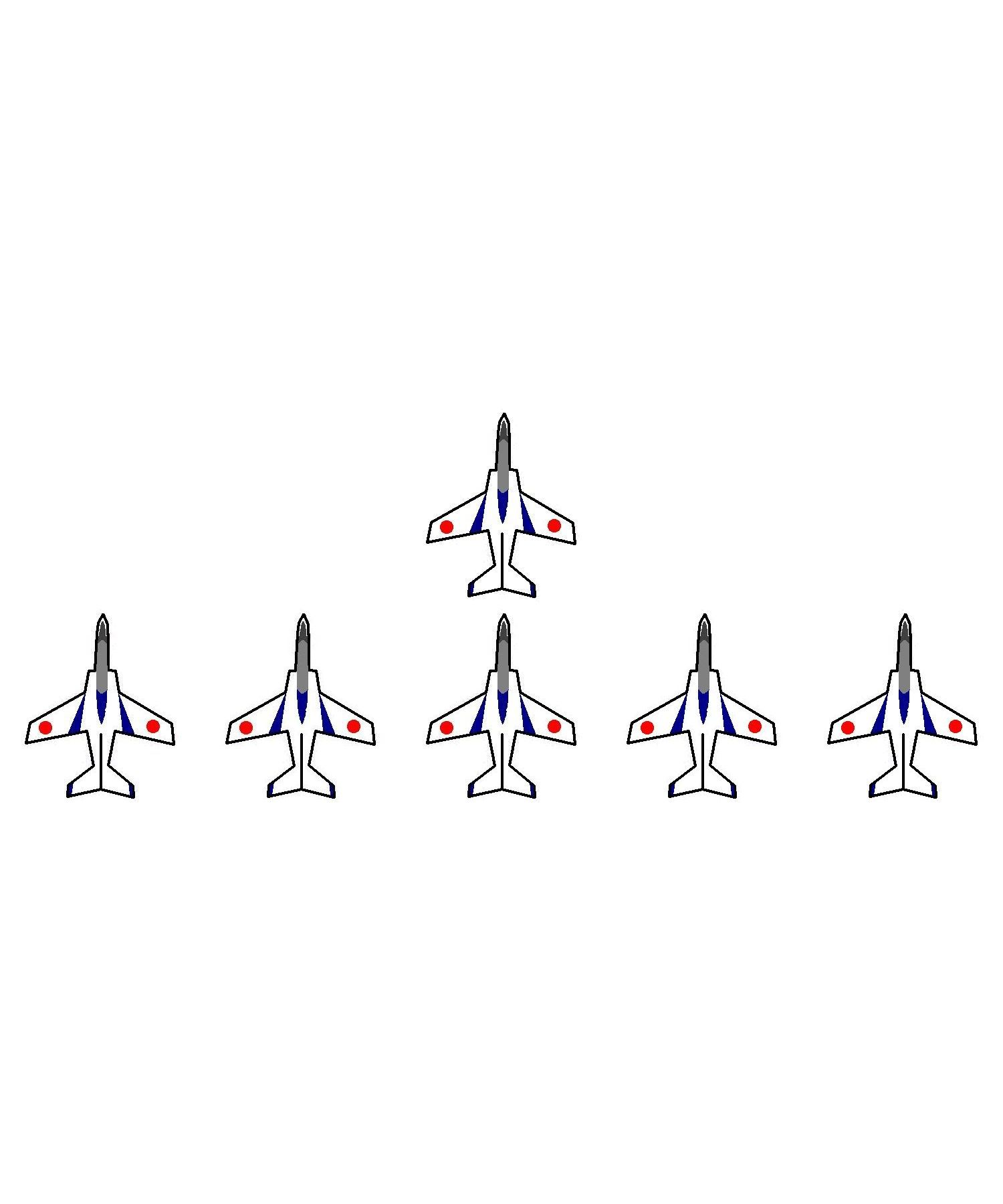
リーダーズ・ベネフィット (Leader's benefit)
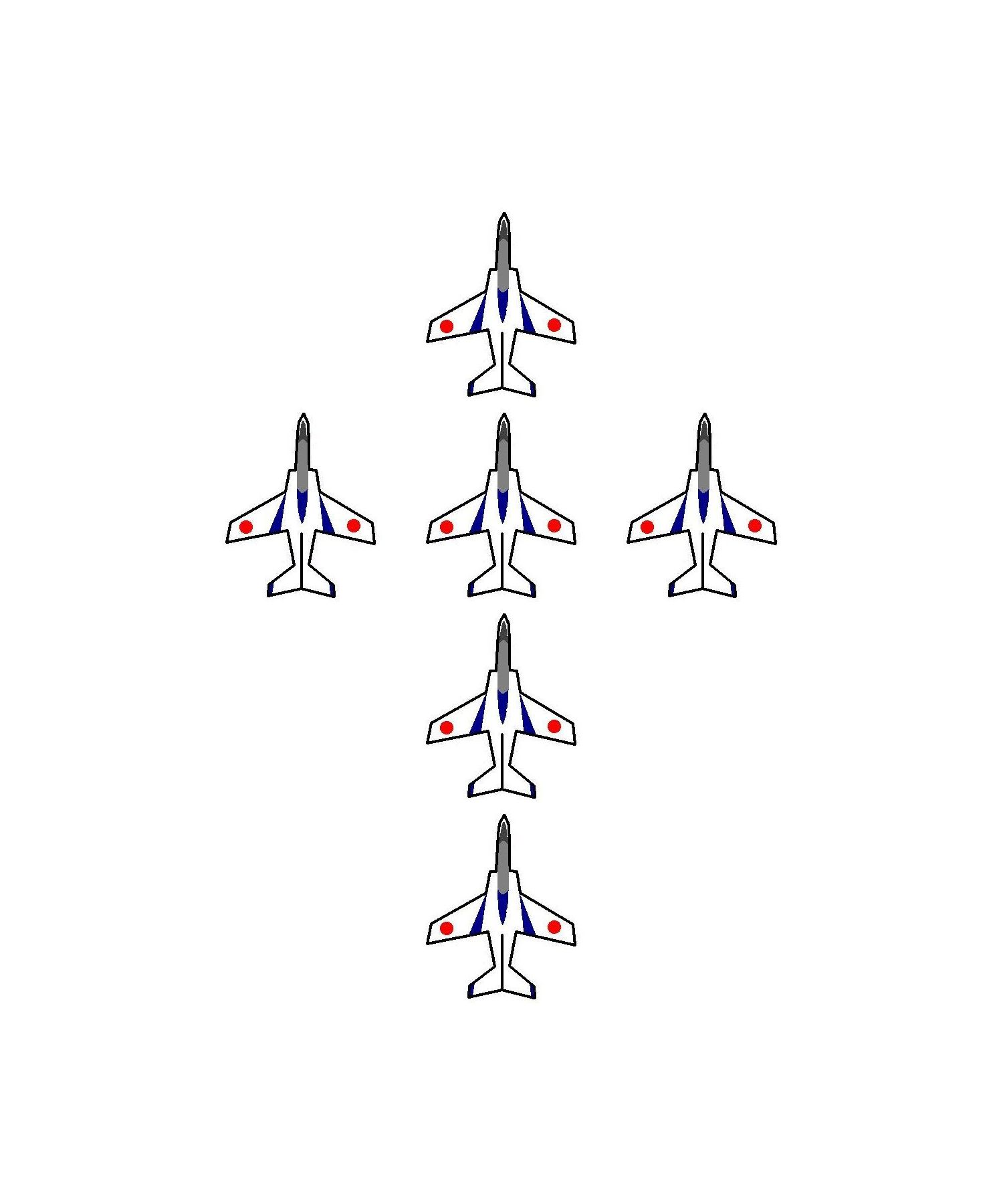
グランド・クロス (Grand Cross)
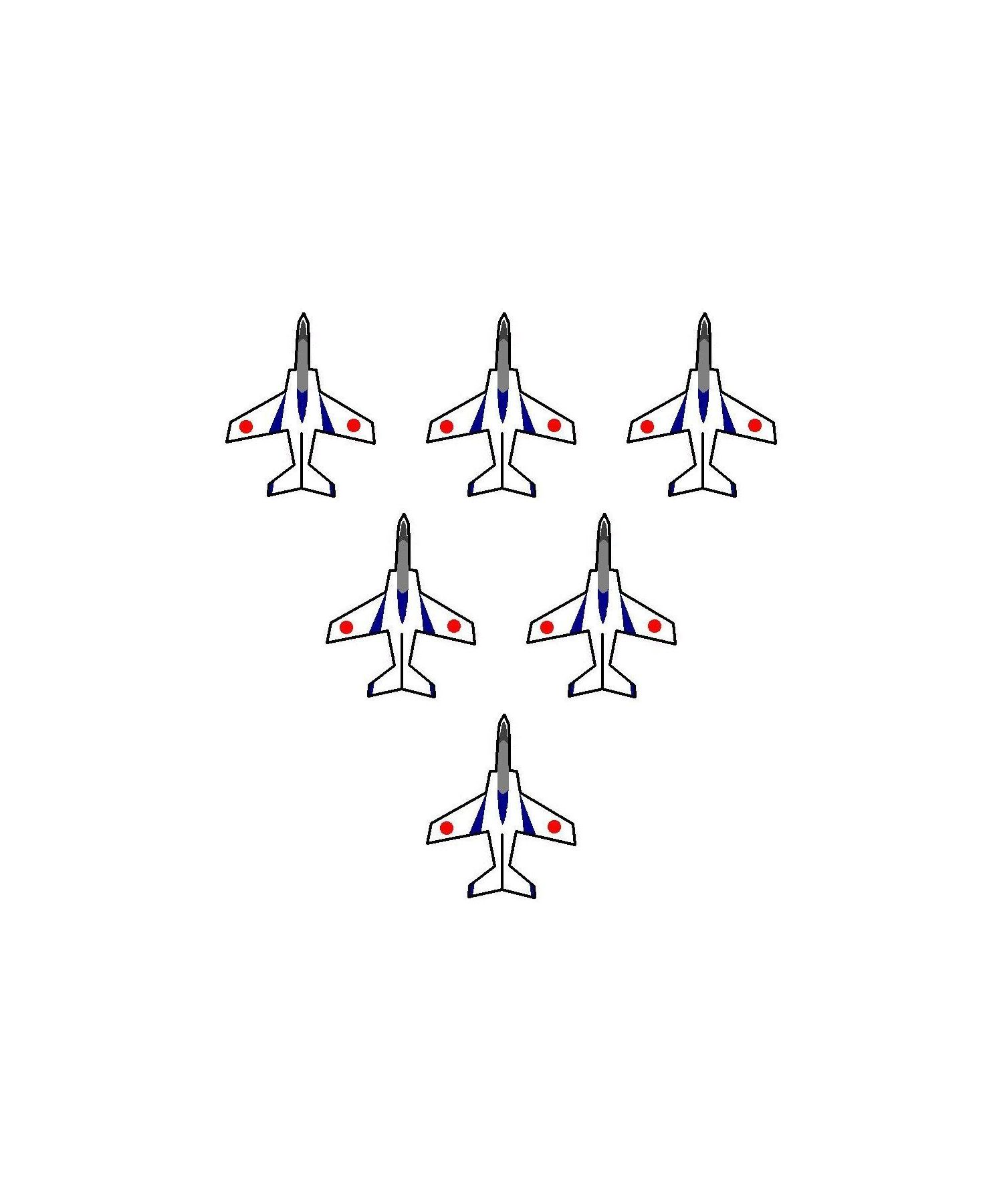
ピラミッド (Pyramid)
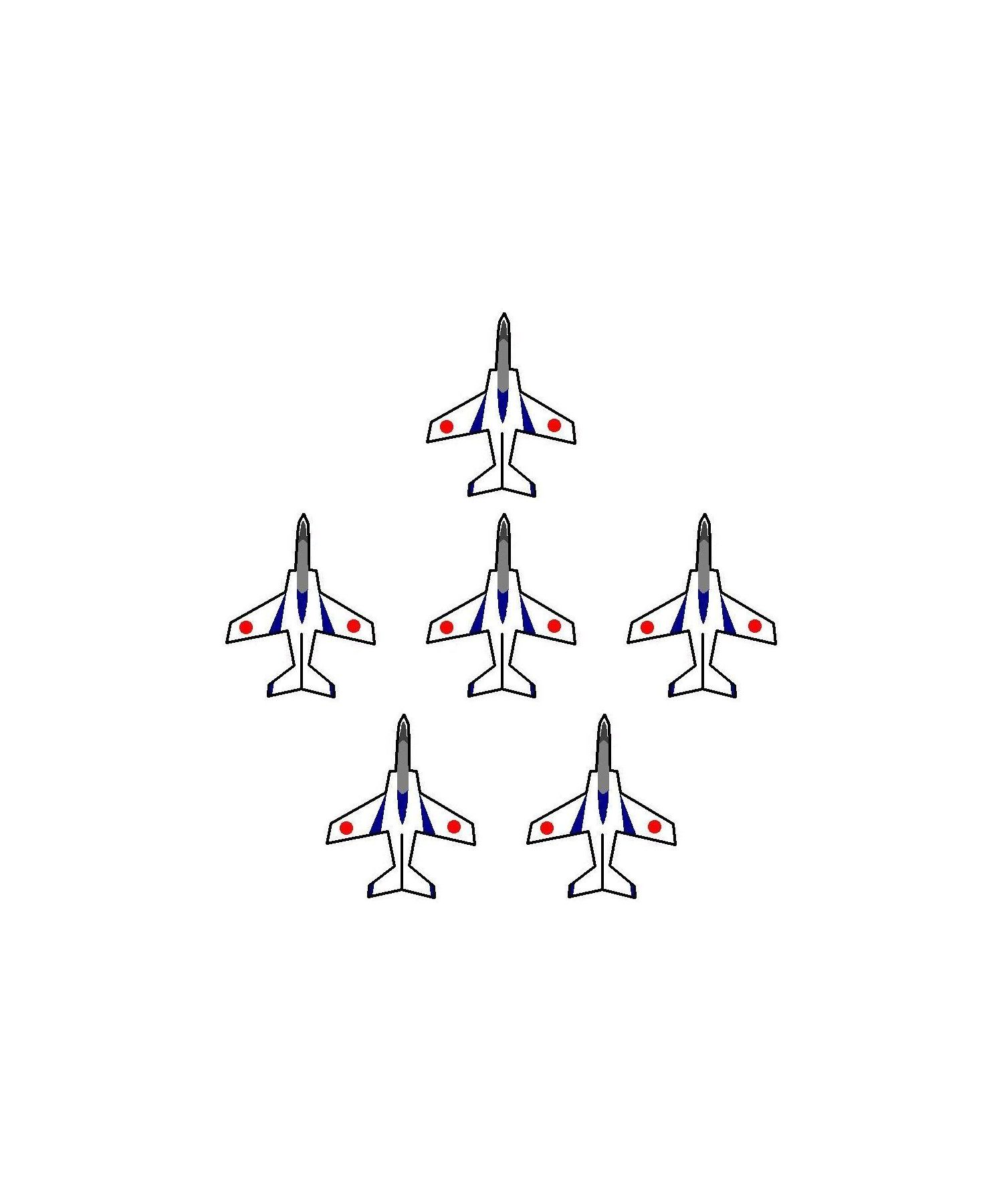
ポイント・スター (Point Star)
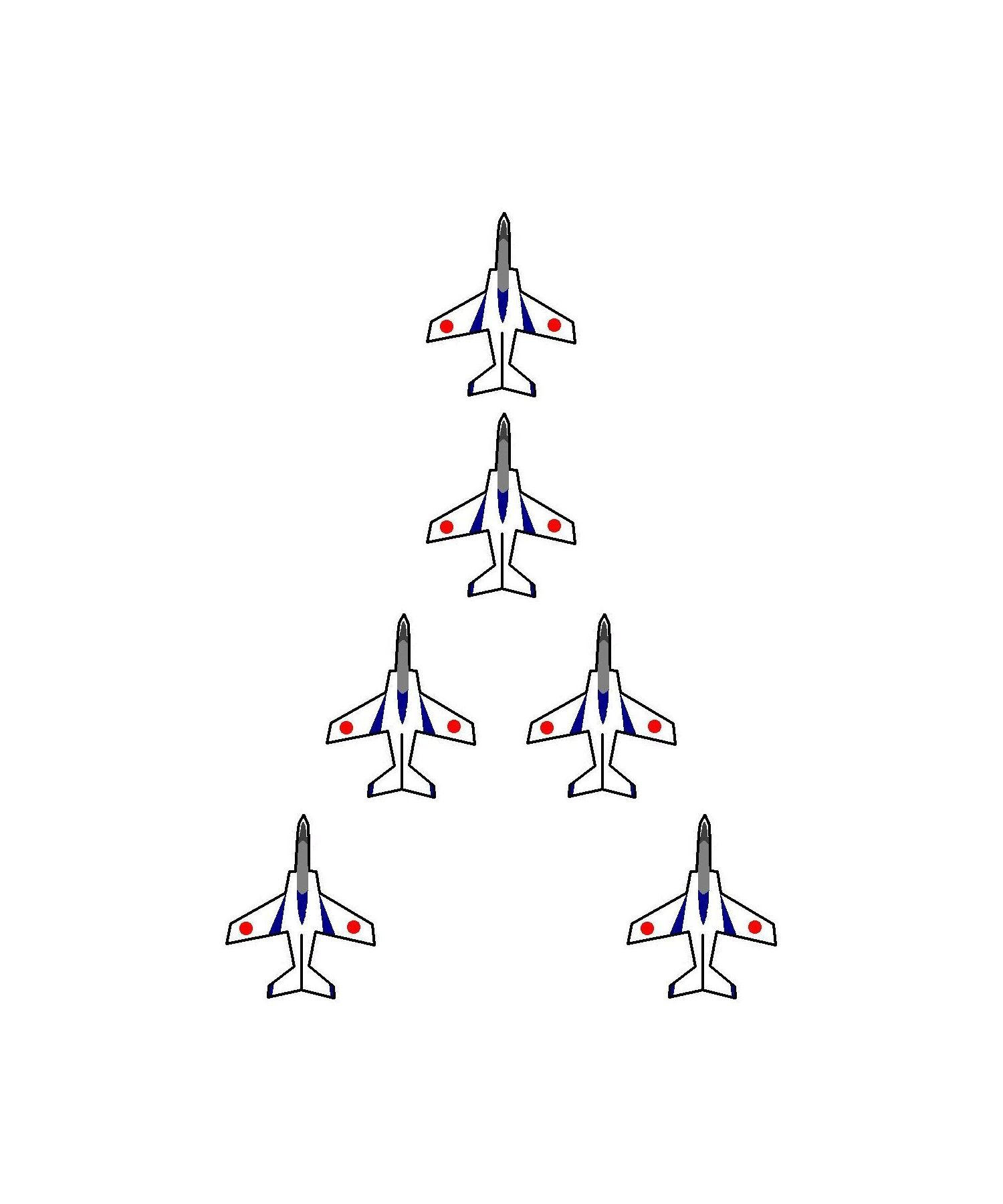
スワン (Swan)
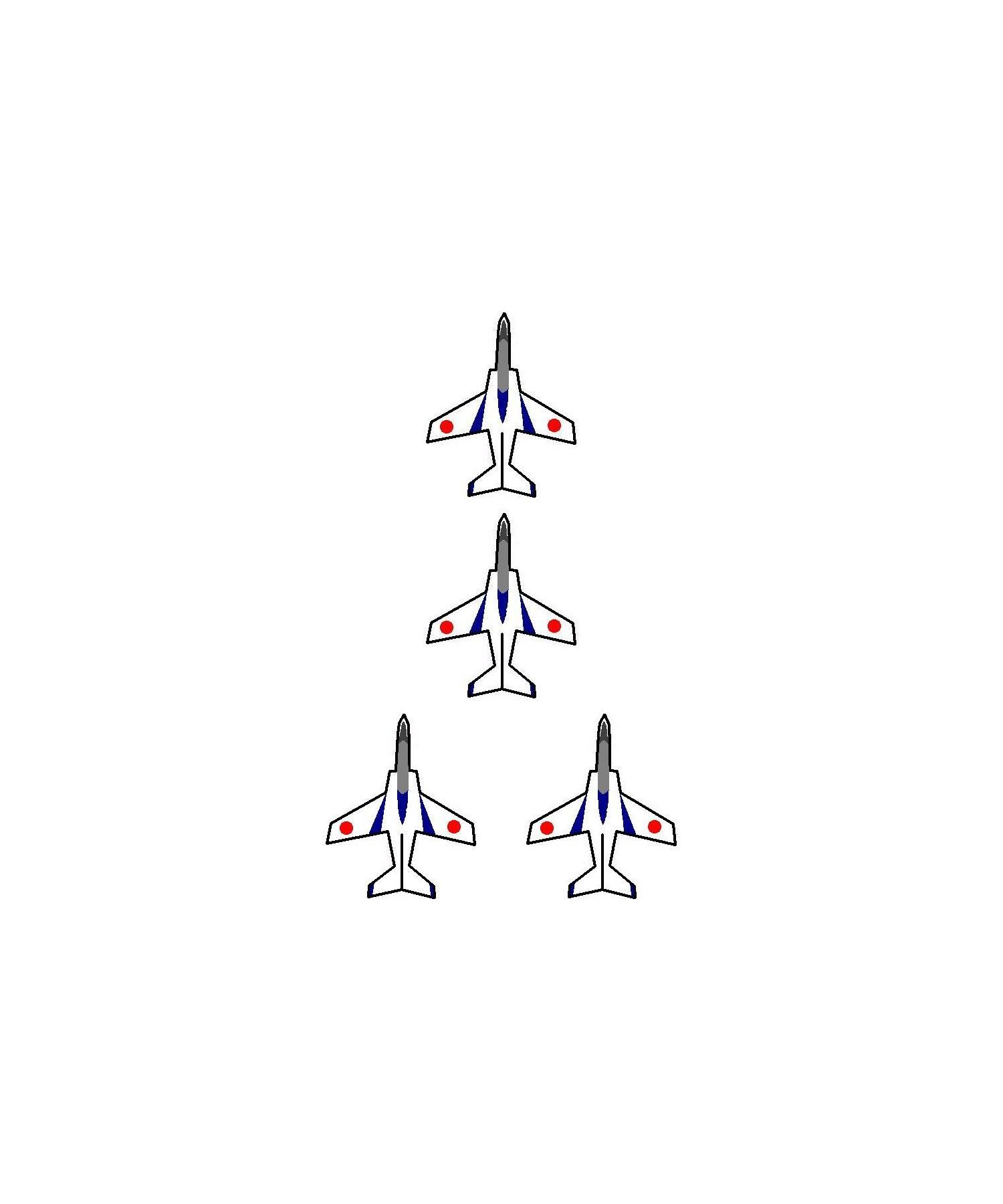
アローヘッド (Arrow-Head)
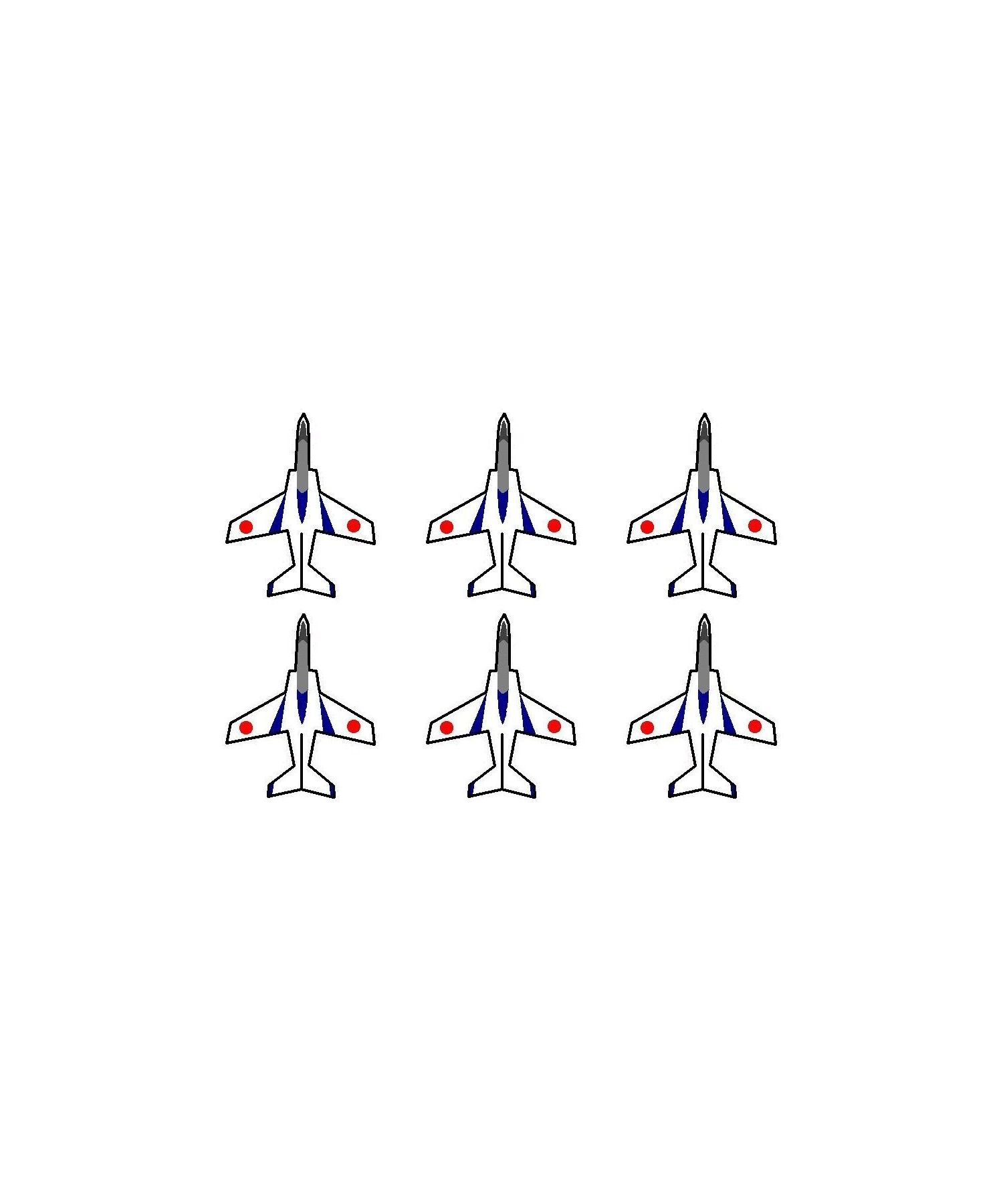
ダブルライン (Double Line)
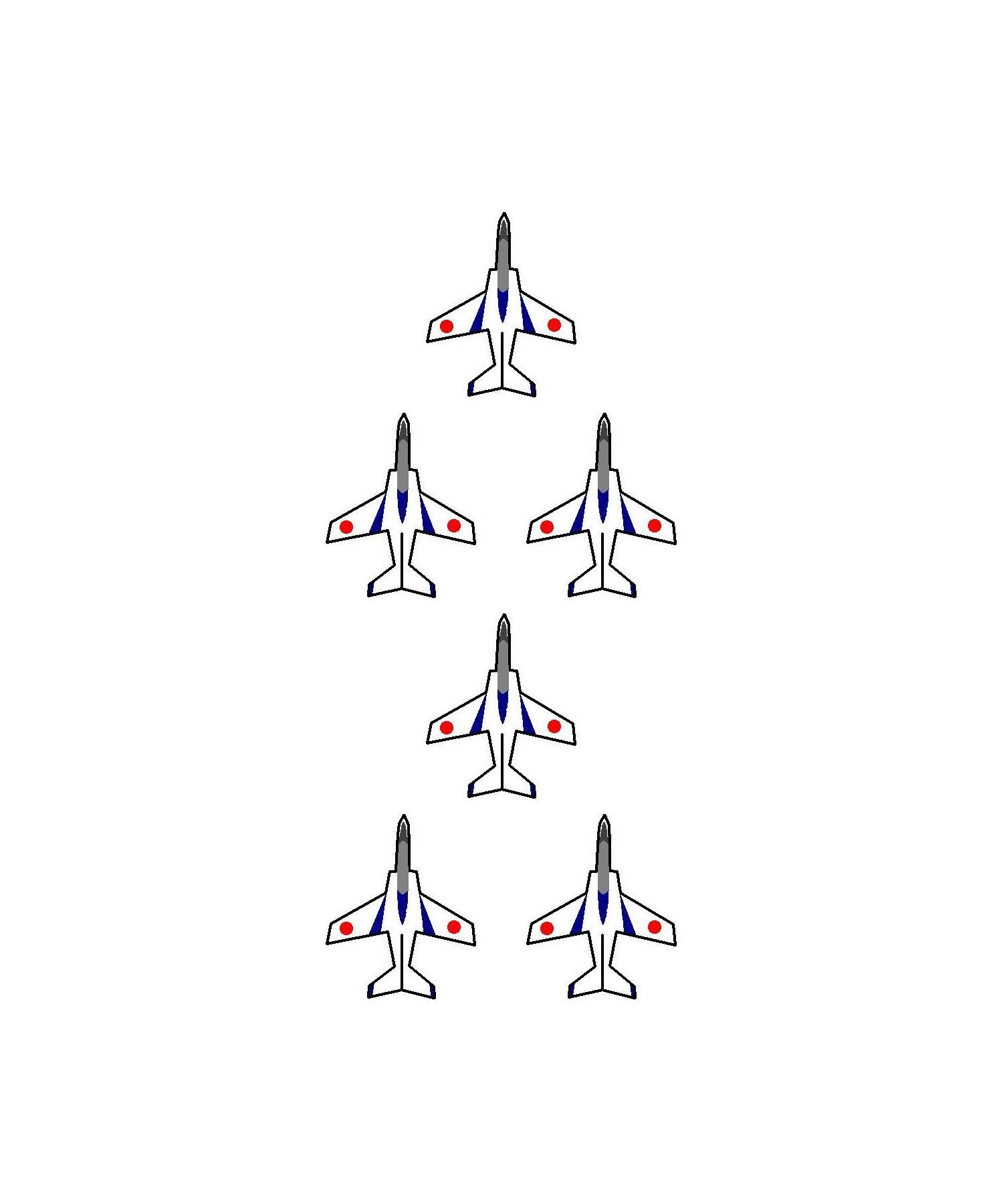
ツリー (Tree)
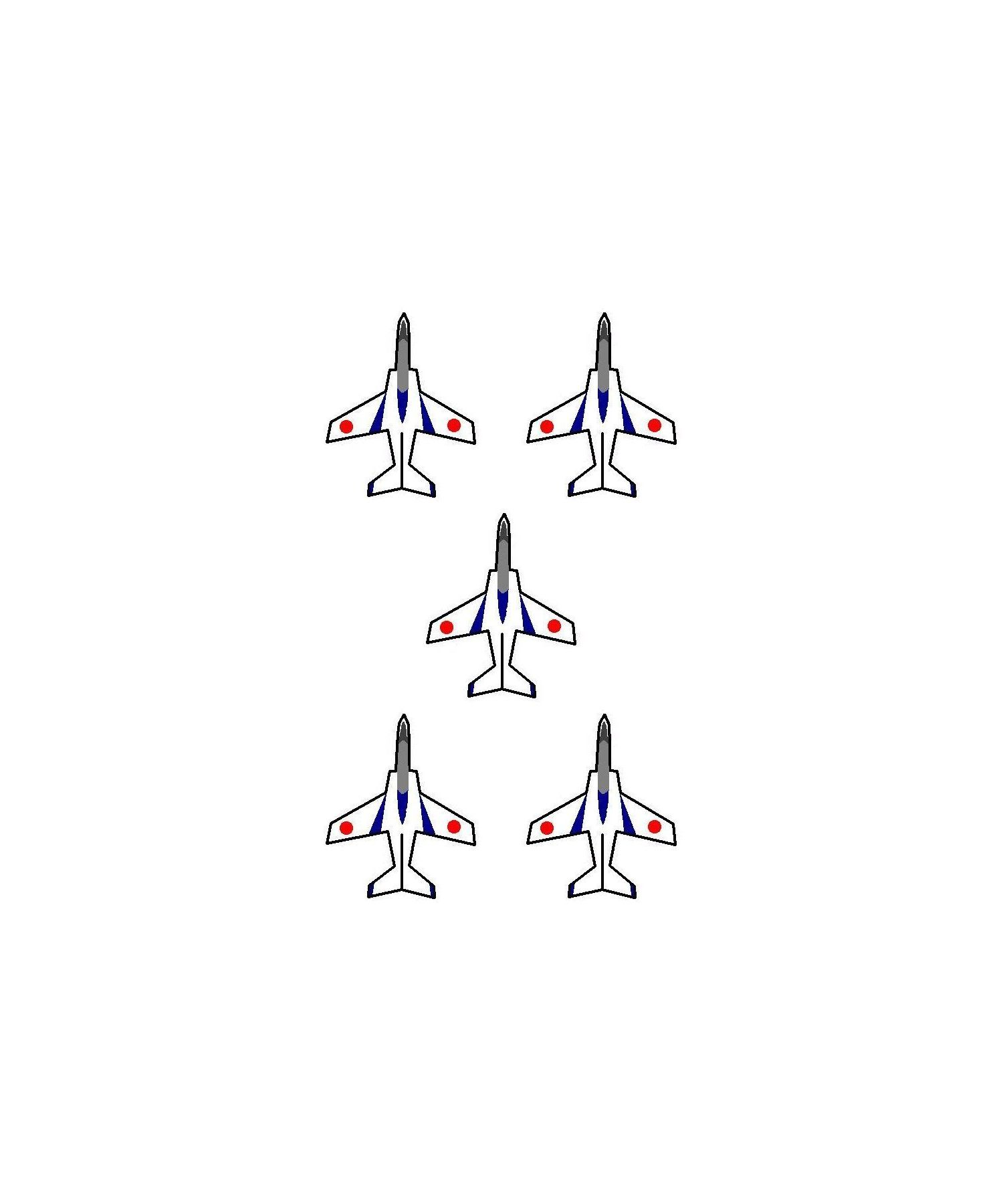
ファイブカード (Five Card)
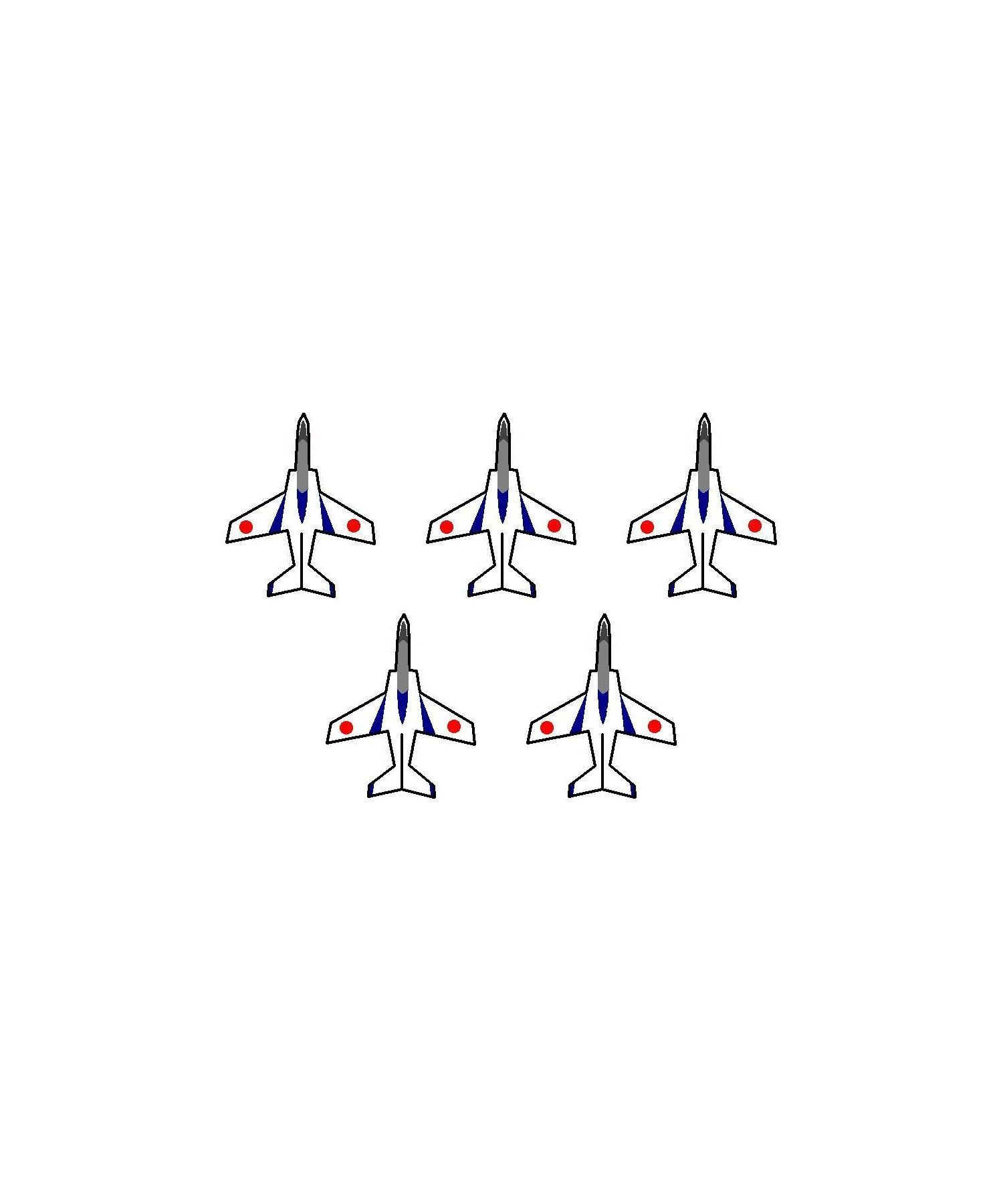
カシオペア (Cassiopeia)